# 假面騎士聖刃
《假面騎士聖刃》（原題：仮面ライダーセイバー），又名《假面騎士Saber》，是日本東映製作的《假面騎士系列》第2部令和系列特攝作品，於2020年（令和2年）9月6日至2021年8月29日期間每週日上午9時在朝日電視台首播。
標語為「故事的結局由我來決定！」、「文豪即劍豪！」。

## 作品特色
- 本作繼《假面騎士鎧武》後睽違7年再次加入漢字命名主角假面騎士。
- 本作為《令和假面騎士系列》的第二部兼2020年代第一部《假面騎士系列》電視作品。
- 本作繼《假面騎士空我》和《假面騎士Ghost》後，第三次出現特殊文字和語言[注 1]。
- 本作繼《假面騎士響鬼》後，假面騎士電視版睽違15年再次播放常規片尾曲，亦是繼《假面騎士顎門》後，睽違19年再次出現以作品名為名稱的電視版歌曲[注 2]。
- 本作的主角假面騎士替身演員淺井宏輔是超級英雄系列史上第三位『曾同時擔任過《假面騎士系列》的一號假面騎士及《超級戰隊系列》的紅色戰士』的替身演員[注 3][注 4]。
- 本作繼《假面騎士Drive》後，再次推出序章宣傳影像[注 5] [注 6]。
- 本作的拍攝（包括戰鬥畫面）首次大量採用合成式CG動畫特效[注 7] [注 8]。
- 由於恰逢2020年東京奧運會以及本作和《機界戰隊全開者》的聯動劇場版的宣傳，本作於7月18日播放合體影像紀念特別篇，7月25日停播，直到8月才復播，亦是繼《假面騎士DECADE》、《假面騎士鎧武》、《假面騎士Drive》、《假面騎士Ghost》和《假面騎士EX-AID》之後第六次與《超級戰隊系列》於電視節目中聯動[注 9]。

## 故事概要
在遙遠的古代，守護著記載森羅萬象，全知全能之書的真理之劍（Sword of Logos）和嘗試搶奪此書的傢伙們，兩者戰爭爆發後持續至今。因為邪惡書籍讓現實世界和異世界交錯所造成的謎之現象，神山飛羽真被捲入其中，為了奪回和平的世界，被炎之聖劍選中而變身成假面騎士聖刃，與真理之劍的同伴們並肩而戰。

## 故事背景
篝市
原文：
本作中在東京都的虛構城市，也是本作的主舞台之一。
奇跡世界
原文： / 
超越次元的異世界，也是本作的主舞台之一，第41章被流蘇提及是由包括他在内的最初的五人藉著打開全知全能之書並創造出來的。
所有奇跡駕馭書內的力量（神獸、生物和形象化的物語）是主要居住者，環境比地球的自然景觀更為突出、鮮麗、誇張，周圍也產生出的彩色泡泡異象，並有著一座巨大的聖劍型雕像。
第16章開始，因光柱陣式的影響，使部份人類與奇跡世界連結。
第41章斯特琉斯開始著手，派遣卡律布狄斯梅基多大肆破壞。
隨著在第42章時作為奇跡世界的管理人的流蘇被斯特琉斯刺殺身亡後，奇跡世界邁向消亡。
最終章世界毀滅後，以世界所殘留的所有人對故事的想法，飛羽真寫下《奇跡故事》構築出全新的奇蹟世界，造型與奇幻書屋神山內的立體模型相似，聖劍型雕像變為刃王劍十聖刃的造型。
名字由來取自《愛麗絲夢遊仙境》中的仙境（虛幻世界）。
真理之劍
原文： / 
自遠古開始，與被聖劍選上的劍士們，守護書籍，並保持世界平衡的組織。
從第16章起，尤里透過與倫太郎等人的互動得知，真理之劍已經從內部逐漸腐敗，不再信奉過去的理念。
第19章得知為了避免全知全能之書降世，才會分成極北、極南兩個基地，分別保管部份的聖劍及奇跡駕馭書。
第29章得知賢神都已遭遇不測，整個組織已成真理之主的一言堂。
增刊號（特別篇）中由蘇菲亞宣佈維持組織運作，並改為評議員制度，繼續收集失落在世界上的奇跡駕馭書。
於《假面騎士聖刃外傳 假面騎士Sabela&假面騎士Durendal》中得知名門貴族的「御手洗家」及「神代家」兩者皆隸屬於世世代代信奉「真理之劍」的親信。
組織結構
真理之主
原文： / 
為真理之劍的團長尊稱，而初代真理之主（神田家族）為拯救世界的最初五人組之一。
第23章從斯特琉斯口中得知，似乎為代代傳承的稱號，現在出現的是最新一位真理之主-『神田伊扎克』。
第39章從伊扎克口中得知，歷代真理之主都會掌握全知全能之書的殘篇之一（極南基地的力量），作為『維護世界的平衡』的重要準則，並且有助於延長壽命。
第40章隨著伊扎克被斯特琉斯消滅，該位置現暫時已無人頂替。
增刊號（特別篇）中由蘇菲亞正式宣佈該職位被廢除，並改由評議員頂替。
賢神
原文： / 
由擁有極大決策權的四名賢者所組成的單位，本身屬於頂級的劍士，真理之劍的所有行動方針皆由他們商議並制定。
四位賢神包括斯巴達（Spartan）、海蘭達（Highlander）、迪亞戈（Diago）和庫昂（Kuon）。
曾被大秦寺哲雄提出可能是煽動富加宮隼人背叛組織的幕後黑手，第29章從真理之主口中得知賢神早已被他殺害。
第44章斯特琉斯在地下墓地使用「魔導之書」奇跡駕馭書的力量將其四位賢神復活，並賦予超越巔峰時期的實力，使得與他們對戰的劍士們吃盡苦頭。
之後被復活的四位賢神陸續地被劍士們合力擊倒。
評議員
原文：
增刊號（特別篇）中由蘇菲亞正式宣佈取代真理之主這個職位的新的管理制度。
相關設施
極北基地
原文： / 
真理之劍所設立的基地，位於北極，以守護北半球，並作為戰鬥特化的前線基地，第32章得知其蘊含的力量為全知全能之書的殘篇之一。
於《假面騎士聖刃 + 機界戰隊全開者 超級英雄戰記》得知在基地上方連接着位於太空的阿加斯蒂亞基地。
因管理者蘇菲亞失蹤，加上該基地成員收到極南基地強制召集的關係，從第16章到第24章重新啟動前一直處於停擺的狀態。
第29章結尾因蘇菲亞的回歸得以再次展開防護基地的結界。
第32章被神代兄妹和茲歐斯接連突襲。
極南基地
原文： / 
真理之劍所設立的另一座基地，位於南極，以守護南半球，並作為管理組織的營運，決定方針的中央組織，第33章得知其蘊含的力量為全知全能之書的殘篇之一。
真理之主的住所就坐落在此地。
解放修練場
原文： / 
真理之劍的劍士修練場，極北跟極南兩座基地都有設立。
內部時間的流動速度跟外面不一樣，會給予身體成倍的負擔，甚至可能有生命危險。
緋道蓮在此處修行直到本篇第6章才現身，另外新堂倫太郎也曾為了報仇而進入修行。
第27章飛羽真為了與始源戰龍奇跡駕馭書內的靈魂交談，並防止自己暴走胡亂攻擊而進入。
第33章時神代凌牙因被飛羽真看穿攻擊，而來到此苦訓。
第44章時神代兩兄妹在此地苦訓，期間倫太郎造訪，向兩兄妹求救。
禁書庫
原文：  / 
位在極南基地內存放任何被稱為禁忌之書的書閣，只有真理之主才能進出此地。
一開始在第24章中，大秦寺哲雄對於斯特琉斯為何能進入甚至能取走禁書的一事感到不解，但從第32至33章斯特琉斯進出極北基地和與現任真理之主的關係密切來看，答案已經被證實了。
於第33章結尾得知《劇場短篇 假面騎士聖刃 不死鳥之劍士與破滅之書》中的破滅之書被現任真理之主放置於該藏書閣內。
奇幻書屋神山
原文： / 
神山飛羽真借由小說《Lost Memory》大受歡迎而所賺取的版稅所開的書屋，每日都會招待孩子們來遊玩並閱讀繪本使他們歡樂，同時也是真理之劍的極北基地成員來到現實世界的中繼站。
其內部除了各種書籍外，還有飛羽真本人製作的奇幻世界立體模型，作為主要標誌。
地址位於『東京都篝市第二地區9丁目6號』。
續篇《假面騎士聖刃 深罪的三重奏》中該店面因不明原因失火的緣故而跟著倒閉，而在拯救世界過了8年後，經由間宮的幫助下重新開張。
梅基多
原文： / 
本作的反派組織，由斯特琉斯、雷傑爾和茲歐斯三位梅基多幹部組成，在15年前的異變中出現，並企圖透過全知全能之書來將世界改造成適合他們的環境並統治奇蹟世界和現實世界。
第26章證實三幹部前身為人類，同時是拯救世界的最初五人組成員，但早有未知盤算的斯特琉斯，和受到蠱惑的雷傑爾和兹歐斯卻吸取全知全能之書部份力量，變成如今的梅基多三幹部。
隨著第27至第32章，雷傑爾和茲歐斯被消滅後，整個組織只剩下斯特琉斯一個，組織架構幾近瓦解。
文庫烏托邦
原文： / 
須藤芽依所屬的出版社，白井雪亦是這裡的上司。
月刊格林
原文： / 
由文庫出版社出版的月刊。
篝高校
原文： / 
尾上亮和桐谷晴香就讀的高中學校，時任土之劍士的龜巳川壽和亦是這裡的教師。
柴崎醫院
原文： / 
尾上晴香臨盆之際，順利生下尾上空的一間醫院。
阿瓦隆
原文： / 
上條大地（假面騎士Calibur）不惜任何代價要找尋的目標，也是他在15年前的異變後背叛真理之劍的理由之一。
可透過放置在內部的禁書破解前往道路的方法，而且飛羽真的勇猛戰龍奇跡駕馭書和上條的邪惡魔龍奇跡駕馭書則是能進入阿瓦隆所在的重要關鍵。
第7章時飛羽真透過神秘男子的幫助下取得封印在此的亞瑟之王者奇跡駕馭書和一本銀色的空白書。
破滅之塔
原文： / The Tower of Ruin
第44章斯特琉斯利用「魔導之書」奇跡駕馭書的力量打造出來的巨大魔塔，塔的每一個角落都插滿無數的聖劍，然後由一條巨大又長的鐵鏈束縛著。

## 用語
全知全能之書
原文： / 
又稱為「偉大的書」（ / The Great Book）。
創造出這個世界的書，記載著世界的開始到結束以及所有的知識和訊息，而人類所擁有的東西只不過是那本書的一小部分。
兩千年前，這本書連同奇蹟世界一同由最初的五人發現，過後全知全能之書的內頁四散成各式各樣的奇跡駕馭書，只剩目錄，截至目前有兩大殘篇分別由流蘇和初代真理之主持有，都統一為一本封面有一顆水滴狀寶石的大型紅色書本，凡持有此類殘篇的普通人便能長生不老。
第19章被尤里揭露，必須齊全填補目錄的19本書和引導復活用的11把聖劍，才能再次創造出全知全能之書。
第26章中富加宮賢人的說法，當達成了上述條件來召喚全知全能之書後，會使世界化為虛無，再加上月闇的未來預知能力所呈現的各種聖劍齊聚的絕望未來下，使得賢人判斷能拯救世界未來的最好的也是他心中唯一的方法就是藉由闇黑劍月闇的封印將所有聖劍進行封印，使任何人都無法再創造全知全能之書。
在第35章被創造出的前一刻被飛羽真妨礙而不完整，並變化成「全能之力」奇跡駕馭書。
第45章透過斯特琉斯口中正式確認這個世界的一切皆為全知全能之書所記載的書中文字，因此從一開始就已經確定了整個故事的開始和結局。
目錄
原文： / 
記載於全知全能之書的頁數列表，奇蹟世界的神聖之力是由此處溢出。
其內部蘊藏著强大的力量，富加宮隼人、上條大地和現任真理之主都想得到此力量。
第15章上條大地成功利用火、水、土、風、音和闇六種屬性的聖劍之力，打開前往目錄的通道，但是被飛羽真阻止而未得到其力量。
在第35章因真理之主進行全知全能之書的降臨儀式時，被從異空間牽引而出現。
極南基地的力量
為全知全能之書的殘篇之一，用來守護現實世界，被現任真理之主持有。
其中的力量能攻擊他人（流蘇）、破壞結界、傳送他人或物體（神代兄妹（第32章）、土豪劍激土（第33章））。
極北基地的力量
為全知全能之書的殘篇之一，也是用來守護現實世界，寄宿著極北基地歷代劍士的英靈。
第32章以前都被保管在極北基地不被任何人持有，直到第32章，茲歐斯及神代兄妹分別入侵基地，透過倫太郎的想法化作「鬃毛冰獸戰記」奇蹟駕馭書來擊倒茲歐斯。
奇跡世界的力量
為全知全能之書的殘篇之一，是用來守護奇跡世界，被流蘇持有並一直帶在身上。
第42章隨著流蘇被斯特琉斯殺死，該力量終於歸對方所有。
假面騎士
原文： / 
本作中被聖劍選上的神山飛羽真與真理之劍的劍士們的稱呼，使用聖劍與奇蹟駕馭書變身，與襲來的梅基多戰鬥。
此外，像假面騎士Solomon與假面騎士斯特琉斯這樣的存在，雖然沒有持有聖劍，但透過內含強大力量的奇蹟駕馭書變身，依然冠上「假面騎士」之名。
世界聯繫的存在
原文：
飾演者：知念里奈（2000年前的巫女、蘇菲亞、紅衣蘇菲亞）、岡本望來（露娜（孩童））、橫田真悠（露娜（成人））
為「聯繫奇蹟世界和現實世界的特殊存在」，統一為女性，相當於一名巫女，相傳會在兩千年一次的「世界紐結解開之年」出現。
除了有從母胎誕生的普通人類型，還有透過《神秘書籍》製造出來的人工生命體。
無論是孩童還是成年人，她們的力量皆能將奇蹟世界的力量拉來現實世界，同時據説她所選中的人將會獲得奇跡世界本身的力量、必須離開現實世界，讓他成爲兩千年一届的「世界之救世主兼守護者」。
第45章亦透過斯特琉斯口中正式確認「世界聯繫的存在」本身也是全知全能之書的一部份。
15年前的異變
原文：
本作時間點15年前（2005年）所發生的事件，也是一切故事的起因，曾在神山飛羽真夢中出現過，其經歷也被神山飛羽真改編成小說《Lost Memory（ロストメモリー）》出版，是書之魔人梅基多為了奪取奇跡世界與現實世界的控制權而發動的，其結果導致真理之劍被奪走了許多的奇跡駕馭書，同時也有許多的劍士失蹤或戰死。
此外，時任假面騎士Calibur的變身者富加宮隼人雖成為背叛者並引發了此次事件，但在這之後被上條大地擊殺，其身份被上條大地取代。
第39章從伊扎克口中得知，當時身為世界聯繫的存在的露娜，從一開始就選擇了神山飛羽真，並預料他將會從現實世界中消失，所以伊扎克又剛好為了私慾而出此下策，留住飛羽真的性命。
聖劍
原文： / 
本作假面騎士（劍士）唯一的武器。
兩千年前，闇之劍（即闇黑劍月闇）和光之劍（即光剛劍最光）首次由流蘇藉由奇蹟世界的神聖之力創造出來，之後光陰似箭，大秦寺一族的祖先參照這兩把聖劍的力量，以一種特殊的金屬為材料，打造出了第一把聖劍（火之劍，即是火炎劍烈火），之後還流傳一段跟將故事引導至終結的聖劍有關的神話。
後來陸續誕生出不同特性的聖劍，種類也繁多，然而其共同點在於普通人無法將一把普通的聖劍拿起，除非本身具有堅強的意志力、堅定不移的信念以及被聖劍的自主意識所認可。
聖劍劍上某處會刻有徽章，作為產生該劍屬性的根源和某位劍士的象徵，同時該徽章也作為被闇之劍封印時的主要途徑。
當一把刻有徽章的聖劍被嚴重損壞了，需要花一段很長的時間去修復。
目前『真理之劍』配備11把不同屬性的聖劍，共分三種類型，並分別隸屬極北（七把）和極南（兩把）兩個基地，每把聖劍都具備不同的功能，鋒利度強弱取決於情況、屬性、劍士技能等因素，亦可進行調整至最佳狀態，而且每把聖劍都對應生命之樹的一個質點。
奇跡駕馭書
原文： / 
本作假面騎士主要的變身道具，原本是創造出世界的全知全能之書的內頁，共有三種類型，分別為：
以虛實中存在的生物為藍本，寄存幻想生物之力的『神獸之書（SHINJUU）』、
以現實中存在的動物為藍本，寄存實際生物之力的『生物之書（SEIBUTSU）』、
以真實存在的書籍或人物為藍本，寄存英雄冒險之力的『故事之書（MONOGATARI）』。
加插一本書可提升能力並可與其使用的屬性混合使用，同時使用三本奇跡駕馭書可將劍士的力量提升到極致，不過缺點為容易消耗大量體力。
第2章得知部份的書已被梅基多搶奪走。
第3章得知該書存在著各種屬性，聯組或匹配的話會強化戰力，屬性相差或不匹配的話則無法運用自如。
第4章得知同時使用三本奇跡駕馭書。
第15章得知眾人現在所使用的奇跡駕馭書都是全知全能之書的其中一頁。
第35章因爲目錄的復活而全部的書都被吸引過去填補目錄，啓動召喚全知全能之書的儀式。
第44章尤里提到，只要奇蹟世界繼續崩壞，其力量製造出的奇跡駕馭書遲早會失去力量。
最終章時一度失去效用，直到神山飛羽真用文字重組奇跡世界後恢復效用。
改造駕馭書
原文： / 
梅基多所製作的暗黑兼邪惡書籍，為奇跡駕馭書的仿製品，同樣分成『幻獸』、『生物』、『故事』三種類型。
而本作的敵人-魔物（梅基多），皆由此種書籍誕生出來。
只要書沒有消失，梅基多就能不斷復活。
第16章之後出現的改造駕馭書，其外觀都為完整封面。
空白改造駕馭書
原文： / 
同樣由梅基多所製作的暗黑書籍，不同的是無論封面及書本均為白色。
通常由魔人交給魔物（梅基多）亦或著魔人自己使用。
只要該書籍一打開，現實世界的部份領域會變成虛擬的書本並與奇跡世界結合，而且如果書籍完成該領域會成為奇跡世界的一部份。
書籍所打開的奇跡世界領域因為有屏障，普通人無法進入，被困於該領域的人類亦無法穿過屏障返回現實世界。除敵方外只有持有劍士資格的假面騎士才能從現實世界及奇跡世界自由出入。不過普通人可跟隨劍士自由出入現實世界及奇跡世界。
只要將打開該書籍的魔物（梅基多）擊敗，被書籍佔據的領域會恢復正常。
梅基多
原文： / 
本作原創怪人，由改造駕馭書誕生出來的魔物。
利用空白的改造駕馭書將部份的現實世界轉移至異世界，並利用破壞行為製作出新的書。
根據前傳漫畫中，大秦寺哲雄的透露，一般的梅基多都是針對奇跡駕馭書下手的，只是在15年前的異變過後，才開始改對人類下手的。
第16章後開始使用新的白色的改造駕馭書，植入與奇跡世界連結的人的體內後誕生出魔物，一定條件達成後就能製作出新的書，完成後該宿主將會成為書籍的祭品而被消滅。
奇跡聯組
原文： / 
使用聖劍SWORD驅動器，搭配同色或近似色的三冊奇跡駕馭書所變身的樣貌。
能將劍士所擁有的潛力，最大極限地引發出來。
只有使用聖劍Sword驅動器的炎之劍士、水之劍士和雷之劍士等三名劍士才能使用。
三名劍士使用後各自的形態為《深紅戰龍（Crimson Dragon）》、《幻想般的獅子（Fantastic Lion）》和《黃金艾倫吉納（Golden Alangina）》。
《失落記憶》
原文： / 
神山飛羽真藉由他所做的夢而寫出的一部長篇小說，已經出版並熱賣。
第28章被白井瞳要求芽依說服飛羽真續寫終結後的情節。
特別章中飛羽真贈送一本給造訪這個世界的佐克斯/痛快凱撒，並向他表示續集出版後，也會送他一本。
《苦兒流浪記》
原文： / 
神山飛羽真送給少年亮太作為生日禮物的一本書籍。
書籍是以《苦兒流浪記》為藍本。
《銀河鐵道之夜》
原文： / 
奇幻書屋神山內放置在書櫃的繪本。
被富加宮賢人用來讓神山飛羽真想起兩人童年回憶的事。
書籍是以《銀河鐵道之夜》為藍本。
《湯姆·索亞的冒險》
原文： / 
神山飛羽真與富加宮賢人兩人最喜歡的一本繪本。
書籍是以《湯姆歷險記》為藍本。
《Wonder Story》
原文： / 
謎之少女露娜所持有的一本立體書，書面的主標語是「Tale as old as time」（與時間一樣古老的故事），副標語是「The world changes like chapters in a book.」（世界的變化如圖書中的章節一樣）和「All you need to do is turn the page.」（你能做的唯有翻開頁面），與童年的神山飛羽真及富加宮賢人三人經常閱讀。
在露娜下落不明後，一直由飛羽真持有該書籍。
為全知全能之書的一部份，記載著世界的故事本身。
第33章與發揮原本力量的火炎劍烈火、始源戰龍和元素戰龍奇跡駕馭書產生共鳴，短暫的讓空間與奇蹟世界產生交錯並出現空間裂縫，而露娜被囚禁在此裂縫內。
第38章在「聖劍·刃王劍十聖刃」誕生後，書中空白的頁面誕生出新的章節。
第43章隨著「魔導之書」奇跡駕馭書的誕生，書中空白的頁面誕生出新的章節。
第47章（最終章）的最後在魔導之書的章節下方產生新的機關，展開後出現新的章節，為飛羽真添加的故事。
全書第一頁為「2000年前奇蹟世界創生」，第二頁為「1000年前左右，與梅基多對抗的劍士們。」，第三頁為本篇的第一章「復活的炎之劍士的身姿」，第四頁為「Xross聖刃的誕生」，第五頁為「魔王的復活」和「小時候的飛羽真、賢人和露娜三人邊看書邊玩的模樣，以及守護世界的劍士們的身影。」
《劍X客》
原文： / 
放置於奇幻書屋神山的一本漫畫，該漫畫畫風富含美國漫畫的風格，漫畫主角——「劍X客」亦以假面騎士最光為藍本打造出來。
尤里一讀此書就馬上著迷。
《禁書》
原文：  / 
放置於極南基地的一本危險之書，書本封面有些許骨爪的鑲嵌及爪痕。
第23章與飛羽真所持有的《奇跡故事》產生共鳴，變成具有禁忌力量的「始源戰龍」奇跡駕馭書。
第24章從真理之主的口中得知，此書內寄宿著一名悲傷的靈魂，因為無人瞭解靈魂的悲傷而使得靈魂有著想要毀滅一切的衝動。
第27章從飛羽真的口中得知，禁書上記載想要破壞一切的衝動其實是錯誤內容，書內悲傷的靈魂真正想要的是讓牠不再孤單寂寞的『朋友』。
《神秘書籍》
原文：
位於極北基地的神祕房間裏的一本神秘書籍，第32章結尾時被斯特琉斯取出來。
第33章結尾時得知為當年真理之主創造出蘇菲亞的鍊成書。
《破滅之書》
原文： / The Book of Ruin
《永恆故事》
原文： / 
神山飛羽真所寫的最新小說，第45章時以稿紙的方式存在，《失落記憶》的後續作。
在決戰之前被飛羽真留在奇幻書屋神山內，後在芽依閱讀完之後被她帶走。
第47章（最終章）時被出版成小說，並獲得長谷川一圭獎（長谷川一圭賞）。
《奇跡故事》
原文： / 
與露娜生前所擁有的立體書《Wonder Story》同名，在世界消失後飛羽真所寫的小說，用來創造出新的奇蹟世界，恢復世界的平衡。

## 本作登場假面騎士

### 假面騎士聖刃
變身者：上條大地 → 神山飛羽真（替身演員：淺井宏辅、CV：平山浩行 → 內藤秀一郎）
原文： / Kamen Rider SABER
名稱由來：佩劍

#### 形態
| 形態名稱                                      | 簡介 | 外觀                                                   | 能力 | 必殺技 |
| Brave Dragon 勇猛戰龍                         | Seiken Swordriver 搭配 Brave Dragon Wonder Ride Book（右） 變身的形態。 第1章初登場。 身高：217.0cm 體重：98.5kg 拳擊力：9.3t 踢擊力：19.2t 跳躍力：18.2m 行動速度：100m / 4.5秒。                                                                                       | 全身以紅、黑、白色為主。                               | 基礎形態。 右半身寄宿著神獸「勇猛戰龍」的力量，以變身者的勇氣為糧食來給予強大的龍之力。 能自在操控火焰。 | 火炎十字斬 原文： 該型態所屬的必殺技（騎士劍技）。 使用火炎劍烈火配合勇猛戰龍給予巨大敵人連續附有火焰的斬擊。 火龍蹴擊破 原文： 該型態所屬的必殺技（騎士踢）。 Dragon·Wonder 原文： 揮出火焰的拳擊同時召喚「勇猛戰龍」記載的火龍來橫掃敵人。                                                                                       |
| Dragon Jackun 戰龍傑克                        | Seiken Swordriver 搭配 Brave Dragon Wonder Ride Book（右） 和 Jackun To Domamenoki Wonder Ride Book（左） 變身的形態。 第2章初登場。 身高：217.0cm 體重：102.5kg 拳擊力：10.5t 踢擊力：22.5t 跳躍力：18.9m 行動速度：100m / 4.4秒。                                      | 全身以紅、綠、黑、白色為主。                           | 以「勇猛戰龍」為基礎搭配「傑克與大豆樹」的非聯組強化形態。 左半身寄宿著故事「傑克與大豆樹」的力量，擁有能操控大豆樹的生命力的不可思議的力量。 能將外皮上的土豆（）作為子彈高速射擊。 纏繞的藤蔓可做為鞭子或繩索使用，可捕捉遠處的物體或在空中改變方向。 另外可在地上扎根來固定身體。 | 火炎十字斬 原文： 該型態所屬的必殺技（騎士劍技）。 火龍蹴擊破 原文： 該型態所屬的必殺技（騎士踢）。 |
| Dragon Peter 戰龍彼得                         | Seiken Swordriver 搭配 Brave Dragon Wonder Ride Book（右） 和 Peter Fantasista Wonder Ride Book（左） 變身的形態。 第3章初登場。 身高：217.0cm 體重：103.6kg 拳擊力：11.0t 踢擊力：21.4t 跳躍力：21.7m 行動速度：100m / 4.3秒。                                          | 全身以紅、藍、黑、白色為主。                           | 以「勇猛戰龍」為基礎搭配「彼得幻想曲」的非聯組強化形態。 左半身寄宿著故事「彼得幻想曲」的力量，擁有讓妖精顯現的翅膀和享受冒險的智慧。 全身擁有神秘的漂浮感和輕盈感，可施展幻想般的雜技Peter Acrobat（ピーターアクロバット）。 左腕附有能捕獲目標的伸縮自在的鎖鏈鉤爪Capture hook（キャプチャーフック）。 | 火炎十字斬 原文： 該型態所屬的必殺技（騎士劍技）。 火龍蹴擊破 原文： 該型態所屬的必殺技（騎士踢）。 |
| Dragon Hedgehog 戰龍刺蝟                      | Seiken Swordriver 搭配 Brave Dragon Wonder Ride Book（右） 和 Needle Hedgehog Wonder Ride Book（中） 變身的形態。 第4章初登場。 身高：217.0cm 體重：106.8kg 拳擊力：11.8t 踢擊力：24.3t 跳躍力：20.4m 行動速度：100m / 4.3秒。                                           | 全身以紅、黃、黑、白色為主。                           | 以「勇猛戰龍」為基礎搭配「尖針刺蝟」的非聯組強化形態。 身體中央寄宿著生物「尖針刺蝟」的力量，讓變身者能使用刺蝟的千隻刺作為攻防一體的攻擊能力，另外可包覆全身後作為滿身針刺的球體。 腳部可利用刺蝟的穿孔力在地面穿出大洞後潛入地底。 | |
| Dragon Hedgehog Peter 戰龍刺蝟彼得            | Seiken Swordriver 搭配 Brave Dragon Wonder Ride Book（右） 、 Needle Hedgehog Wonder Ride Book（中）和 Peter Fantasista Wonder Ride Book（左） 變身的形態。 第4章初登場。 身高：217.0cm 體重：111.9kg 拳擊力：13.5t 踢擊力：26.5t 跳躍力：23.9m 行動速度：100m / 4.1秒。 | 全身以紅、黃、藍、白色為主。                           | 以「勇猛戰龍」為基礎搭配「尖針刺蝟」、「彼得幻想曲」的非聯組超強化形態。 寄宿著神獸「勇猛戰龍」、生物「尖針刺蝟」、故事「彼得幻想曲」的力量。 由於得到三種力量後可使用特殊必殺技「火炎怒髮天」和「火龍怒髪天」。 | 火龍怒髪天 原文： 利用Capture hook（キャプチャーフック）將抓住鉤爪前端且纏繞火龍火焰的妖精小姐擲出並使用金臂勾擊倒目標後產生大量針刺刺穿目標。 火炎怒髪天 原文： 將劍插入地面讓目標在原地漂浮後，從頭部射出針刺，用擬似頭髮的針刺堆揮擊，最後在劍上注入火焰產生龍形火焰給予最後一擊。                                                                |
| Dragon Eagle 戰龍獵鷹                         | Seiken Swordriver 搭配 Brave Dragon Wonder Ride Book（右） 和 Storm Eagle Wonder Ride Book（中） 變身的形態。 第5章初登場。 身高：217.0cm 體重：106.8kg 拳擊力：13.8t 踢擊力：26.2t 跳躍力：25.0m 行動速度：100m / 4.3秒。                                               | 全身以紅、黑、白色為主。                               | 以「勇猛戰龍」為基礎搭配「暴風獵鷹」的聯組強化形態。 身體中央寄宿著生物「暴風獵鷹」的力量，讓變身者擁能在天空飛翔和操控龍卷風的能力。 背部裝備飛行能力的翅膀「朱紅之翼」，可生成龍卷風。 腳部可像獵鷹在空中急襲時的高命中和銳利的踢擊，必殺技發動時會纏繞火炎讓破壞力大幅提升。 | 火炎龍卷斬 原文： 將翅膀生成的龍卷風以斬擊揮出後飛入其內部形成火炎龍卷風。 |
| Dragon Eagle Butasan 戰龍獵鷹小豬3            | Seiken Swordriver 搭配 Brave Dragon Wonder Ride Book（右） 、 Storm Eagle Wonder Ride Book（中）和 Kobuta 3 Kyoudai Wonder Ride Book（左） 變身的形態。 第6章初登場。 身高：217.0cm 體重：115.7kg 拳擊力：14.7t 踢擊力：29.4t 跳躍力：26.1m 行動速度：100m / 4.2秒。     | 全身以紅、黑、綠、白色為主。                           | 以「勇猛戰龍」為基礎搭配「暴風獵鷹」、「小豬3兄弟」的二冊聯組增冊超強化形態。 左半身寄宿著故事「小豬3兄弟」的力量，可召喚小豬三兄弟來建造各種建築物。 左手盾牌Step Pig Wise（）會依照受到的攻擊來學習，根據對策來變換3種性質，且能巨大化同時守護多人。 由於擁有「暴風獵鷹」、「小豬3兄弟」力量後可使用特殊必殺技「火炎舞飛斬」。 | 火炎舞飛斬 原文： 召喚小豬三兄弟製造草屋吸引目標進入後用斬擊揮出龍卷風將目標連同草屋一同吹飛。 |
| Dragon Arthur 戰龍亞瑟                        | Seiken Swordriver 搭配 Brave Dragon Wonder Ride Book（右） 和 King of Arthur Wonder Ride Book（左） 變身的形態。 第7章初登場。 身高：217.0cm 體重：120.4kg 拳擊力：15.0t 踢擊力：28.4t 跳躍力：18.3m 行動速度：100m / 4.5秒。                                            | 全身以紅、黑、白、鋼青色為主。                         | 以「勇猛戰龍」為基礎搭配「亞瑟之王者」的非聯組強化形態。 左半身寄宿著故事「亞瑟之王者」的力量，給予持有騎士之王資質的人強大的力量。 擁有操控王者聖劍的力量，搭配聖劍可使用二刀流必殺技King Slash（キングスラッシュ）。 | King Slash 原文： 與火炎剣烈火二刀流同時使用並釋放斬擊。 或者操控連動的巨大劍給予強力的斬擊。 |
| Crimson Dragon 深紅戰龍                       | Seiken Swordriver 搭配 Brave Dragon Wonder Ride Book（右） 、 Storm Eagle Wonder Ride Book（中） 和 Saiyuu Journey Wonder Ride Book（左） 變身的形態。 第9章初登場。 身高：217.0cm 體重：118.2kg 拳擊力：18.2t 踢擊力：37.6t 跳躍力：31.5m 行動速度：100m / 3.4秒。      | 全身以紅、白、黑色為主。                               | 以「勇猛戰龍」為基礎搭配「暴風獵鷹」、「西遊旅記」的奇跡聯組超強化形態。 左半身寄宿著故事「西遊旅記」的力量，給予變身者能承受任何困境的耐久力與超常的感覺能力。 能使用豪快又詭計的戰鬥方式，可使用據說是龍之王所持有的伸縮自在的武具讓自身擅長格鬥和空中戰，且能根據裝備者的想法來無限伸長。 左半身裝甲內藏火焰山的猛火，具有除魔的力量，其高熱能讓接觸的東西化為灰燼。 奇跡聯組狀態下進一步強化變身者的腕力。 | 爆炎紅蓮斬 原文： 該型態所屬的必殺技（騎士劍技）。 同時揮出大量火球攻擊目標，最後集合成大火球將目標燃燒殆盡。 轟龍蹴烈破 原文： 該型態所屬的必殺技（騎士踢）。 |
| Saiyuu Dragon 西遊戰龍                        | Seiken Swordriver 搭配 Brave Dragon Wonder Ride Book（右） 和 Saiyuu Journey Wonder Ride Book（左） 變身的形態。 第10章初登場。 身高：217.0cm 體重：109.7kg 拳擊力：12.4t 踢擊力：27.8t 跳躍力：23.0m 行動速度：100m / 3.7秒。                                           | 全身以紅、白、黑色為主。                               | 以「勇猛戰龍」為基礎搭配「西遊旅記」的聯組強化形態。 左半身寄宿著故事「西遊旅記」的力量，給予變身者能承受任何困境的耐久力與超常的感覺能力。 | 火炎十字斬 原文： 該型態所屬的必殺技（騎士劍技）。 火龍蹴擊破 原文： 該型態所屬的必殺技（騎士踢）。 |
| Dragon Bremen 戰龍不萊梅                      | Seiken Swordriver 搭配 Brave Dragon Wonder Ride Book（右） 和 Bremen No Rock Band Wonder Ride Book（左） 變身的形態。 第11章初登場。 身高：217.0cm 體重：104.3kg 拳擊力：11.2t 踢擊力：21.3t 跳躍力：19.9m 行動速度：100m / 4.3秒。                                      | 全身以紅、品紅、白、黑色為主。                         | 以「勇猛戰龍」為基礎搭配「不萊梅的搖滾樂團」的非聯組強化形態。 左半身寄宿著故事「不萊梅的搖滾樂團」的力量，賭上性命的四重奏，讓變身者的戰鬥能力上升、戰意高揚，並能對目標演奏催眠效果的異常狀態的樂曲。 左肩的大口徑揚聲器可廣範圍的擴散釋放或指定方向和對象的定向釋放，兩種方法演奏音樂。 可透過即興演奏出與受到的攻擊相反的音樂來消除衝擊並減輕受到的傷害。 | 火炎旋律斬 原文： 召喚樂團的四隻動物和戰龍壓制目標後，對目標揮出充滿旋律的斬擊。 |
| Dragonic Knight 龍之騎士                      | Seiken Swordriver 搭配 Dragonic Knight Wonder Ride Book（右） 變身的形態。 第13章初登場。 身高：217.0cm 體重：128.8kg 拳擊力：26.7t 踢擊力：48.9t 跳躍力：50.2m 行動速度：100m / 2.7秒。                                                                                 | 全身以銀、紅、黑色為主。                               | 進化形態。 寄宿著全新覺醒的傳說「龍之騎士」的力量，具有將變身者進化成龍之騎士的使命，同時這副鎧甲是騎乘神獸「勇猛戰龍」資格的證明。 劍技、體能、必殺技全部弩級化的強化。 裝甲由剛健的刃之鱗Silvarion（シルバリオン）相連並覆蓋全身而構成，擁有因內部溫度提高而增加硬度的特性，並且騎乘在勇猛戰龍上時，可從各接合部釋放深紅的爆炎來提高機動性。 肩部可展開炎之壁，可將任何攻擊消滅。 手部可像龍爪般強力的握住聖劍，可釋放遠距離的斬擊。 腳部可像龍爪般強力的踩踏大地，擁有能粉碎一切的驚人踢力。 | 神火龍破斬 原文： 該型態所屬的必殺技（騎士劍技）。 騎在勇猛戰龍上對目標釋放全身充滿烈火的斬擊。 龍神鐵鋼彈 原文： 該型態所屬的必殺技（騎士踢）。 豪火大革命 原文： 將雷鳴劍黃雷讀取推進器，配合火炎劍烈火拔刀必殺技，釋放火焰與雷電的十字斬擊。 光剛龍破斬 原文： 啟動光剛劍最光的必殺技，配合火炎劍烈火同時揮出光和火的強力劍氣。 |
| Dragon Alangina 戰龍艾倫吉納                  | Seiken Swordriver 搭配 Brave Dragon Wonder Ride Book（右） 和 Lamp Do Alangina Wonder Ride Book（左） 變身的形態。 第14章初登場。 身高：217.0cm 體重：103.8kg 拳擊力：14.5t 踢擊力：29.9t 跳躍力：26.4m 行動速度：100m / 3.6秒。                                         | 全身以紅、金、白、黑色為主。                           | 以「勇猛戰龍」為基礎搭配「艾倫吉納的神燈」的非聯組強化形態。 左半身寄宿著故事「艾倫吉納的神燈」的力量，能召喚變幻自在的神燈精靈。 擁有神秘的光環裝甲能將魔封印並消滅邪惡的攻擊。 左腕能展開Arcana shade（アルカナシェード）來消除攻擊。 同時使用火炎劍烈火和雷鳴劍黃雷的二刀流進行攻擊。 | 火炎·Destroyer 原文： 按壓「艾倫吉納的神燈」的頁面後，從兩把聖劍釋放纏繞電擊的火球。 |
| Dragon Eagle Arthur 戰龍獵鷹亞瑟              | Seiken Swordriver 搭配 Brave Dragon Wonder Ride Book（右） 、 Storm Eagle Wonder Ride Book（中）和 King of Arthur Wonder Ride Book（左） 變身的形態。 第15章初登場。 身高：217.0cm 體重：128.7kg 拳擊力：17.9t 踢擊力：35.4t 跳躍力：22.8m 行動速度：100m / 4.4秒。      | 全身以紅、黑、白、鋼青色為主。                         | 以「勇猛戰龍」為基礎搭配「暴風獵鷹」、「亞瑟之王者」的二冊聯組增冊超強化形態。 | |
| Primitive Dragon 始源戰龍                     | Seiken Swordriver 搭配 Primitive Dragon Wonder Ride Book（右外） 和 Brave Dragon Wonder Ride Book（右內） 變身的形態。 第23章初登場。 身高：217.0cm 體重：122.6kg 拳擊力：38.4t 踢擊力：66.1t 跳躍力：67.9m 行動速度：100m / 2.1秒。                                     | 全身以淺藍、黑、白色為主，左胸、左肩為勇猛戰龍的圖樣。 | 進化形態。 寄宿著神獸「始源戰龍」的力量，給予由本能追求破滅的偉大古龍的力量，讓變身者無法控制的龐大能量和禁斷之力。 充滿著破壞衝動，眼中看見的一切會作為敵人所認知，擁有對敵意有敏感反應的習性。 胸部上的骨骼能伸縮自在的展開巨大的龍爪來擊退任何攻擊，將任何東西抓住。 裝甲由剛健的骨骼「始源骨骼」構成的多關節骨骼，受到攻擊時會發出轟鳴而將衝擊吸收，即使受到更強的衝擊而粉碎也會即時回復，並擁有每次回復就會增加硬度的特性。 擁有能將被抓住的奇跡駕馭書記載的傳承強行解放的能力，並取代始源戰龍失去的力量。 | 粉碎必殺斬 原文： 從書中召喚巨大的龍爪抓取目標並拖曳至面前，對目標揮出能將周遭全部破壞殆盡，有如龍爪般的斬擊。 或者是揮出巨大的龍爪攻擊目標。 |
| Primitive Dragon Lion Senki 始源戰龍 雄獅戰記 | Seiken Swordriver 搭配 Primitive Dragon Wonder Ride Book（右外） 和 Lion Senki Wonder Ride Book（右內） 變身的形態。 第24章初登場。 身高：217.0cm 體重：122.6kg 拳擊力：38.4t 踢擊力：66.1t 跳躍力：67.9m 行動速度：100m / 2.1秒。                                       | 全身以淺藍、黑、白色為主，左胸、左肩為雄獅戰記的圖樣。 | 進化形態。 寄宿著神獸「始源戰龍」的力量，給予由本能追求破滅的偉大古龍的力量，讓變身者無法控制的龐大能量和禁斷之力。 充滿著破壞衝動，眼中看見的一切會作為敵人所認知，擁有對敵意有敏感反應的習性。 胸部上的骨骼能伸縮自在的展開巨大的龍爪來擊退任何攻擊，將任何東西抓住。 裝甲由剛健的骨骼「始源骨骼」構成的多關節骨骼，受到攻擊時會發出轟鳴而將衝擊吸收，即使受到更強的衝擊而粉碎也會即時回復，並擁有每次回復就會增加硬度的特性。 擁有能將被抓住的奇跡駕馭書記載的傳承強行解放的能力，並取代始源戰龍失去的力量。 | 粉碎必殺斬 原文： 召喚被染上黑暗的獅子撲向目標，對目標給予連續的爪擊。 |
| Elemental Primitive Dragon 元素始源戰龍       | Seiken Swordriver 搭配 Primitive Dragon Wonder Ride Book（右外） 和 Elemental Dragon Wonder Ride Book（右內） 變身的形態。 第27章初登場。 身高：217.0cm 體重：130.4kg 拳擊力：45.3t 踢擊力：83.0t 跳躍力：85.3m 行動速度：100m / 1.5秒。                                 | 全身以淺藍、黑、白，酒紅，黃色為主。                   | 進化形態。 寄宿著神獸「始源戰龍」的力量，給予進入新篇章的偉大之龍的力量。 寄宿著神獸「元素戰龍」的力量，給予掌管自然，賦予調和的元素之龍的力量。 堅固羈絆結識的神獸為象徵的兩種裝甲相互嚙合，形成無人能將其分離的堅固胸甲。 裝甲由剛健的骨骼「始源骨骼」構成並與火、水、風、土的元素調和，擁有屬性變化的能力，能變化成與受到的攻擊相反的屬性來讓受到的傷害最小化。 透過火、水、風、土元素的調和與操控，可與「火炎劍烈火」使出一絲不亂的連續攻擊，並能釋放強烈的劍技。 | 森羅萬象斬 原文： 該型態所屬的必殺技（騎士劍技）。 揮出凝聚在劍上火、水、風、土四元素調和的超強力劍氣。 五大元素蹴擊破 原文： 該型態所屬的必殺技（騎士踢）。 |
| Emotional Dragon 激情戰龍                     | Seiken Swordriver 搭配 Emotional Dragon Wonder Ride Book（右） 變身的形態。 |                                                        | | |
| Almighty Saber 萬能聖刃                       | Seiken Swordriver 搭配 Wonder Almighty Wonder Ride Book（右） 變身的形態。 第47章（最終章）初登場。 身高：217.0cm 體重：98.5kg 拳擊力：68.6t 踢擊力：118.1t 跳躍力：121.0m 行動速度：100m / 0.4秒。                                                                      | 全身以紅、黑、白色為主，與勇猛戰龍形態外觀相似。       | 特殊形態。 右半身以使用者融合係數最高的勇猛戰龍為媒介，寄宿著全神獸系奇跡駕馭書的力量，讓變身者成為神獸頂點的存在。 身體中央寄宿著全生物系奇跡駕馭書的力量，擁有讓變身者身體能力增強的特性。 左半身寄宿著全故事系奇跡駕馭書的力量，能發動各種特殊能力。 擁有能自在操控火焰和岩石等神獸之力的力量。搭配聖剣「火炎剣烈火」，能從無數的故事中編織出新的劍技。 擁有能熟練使用所有武器的武藝百般技術，能將各部位軟質化來施展各種詭計、動作、音樂等各式各樣效果，展現千變萬化的戰鬥風格。 裙甲在受到攻擊時會產生由持有最強耐性的神獸能力組成的瞬時變化裝甲，並且能發動飛翔等神獸的能力。 腳部集結所有生物之力，讓跑步力、跳躍力和踢擊力等所有腳力提升至極限，必殺技發動時會纏繞兇猛的火焰讓破壞力大幅提升。 | 火炎十字斬 原文： 該型態所屬的必殺技（騎士劍技）。 火龍蹴擊破 原文： 該型態所屬的必殺技（騎士踢）。 |
| Dragon Televi-Kun 戰龍TV君                    | Seiken Swordriver 搭配 Brave Dragon Wonder Ride Book（右） 和 Televi-Kun Wonder Ride Book（左） 變身的形態。 | 全身以紅、黑、白色為主，左側裙甲為TV君的圖樣。         | 以「勇猛戰龍」為基礎搭配「TV君」的非聯組強化形態。 左半身寄宿著故事「TV君」的力量，給予變身者書中寄宿的英雄們的力量。 左腕裝備著既是劍也是盾的強力武器。 | XYZ Attack 原文：XYZア夕ック[] 错误：{{Lang}}：无文本（帮助） 該型態所屬的必殺技（騎士劍技）。 |
| Ghost Ijinroku GHOST偉人錄                    | Seiken Swordriver 搭配 Ghost Ijinroku Wonder Ride Book（右） 變身的形態。 |                                                        | | |
| Superhero Senki 超級英雄戰記                  | Seiken Swordriver 搭配 Superhero Senki Wonder Ride Book（右） 變身的形態。 |                                                        | | |
| Ultimate Bahamut 究極巴哈姆特                 | Seiken Swordriver 搭配 Ultimate Bahamut Wonder Ride Book（右） 變身的形態。 最終舞台劇限定登場。 | 全身以黑、金、青玉色為主                               | | |

#### 其他形態
| 形態名稱                           | 簡介 | 外觀                               | 能力                                                         | 必殺技 |
| Dragon Houshin Engi 戰龍封神演義   | Seiken Swordriver 搭配 Brave Dragon Wonder Ride Book（右） 和 Houshin Kamen Engi Wonder Ride Book（左） 變身的形態。       | 全身以紅、白、金、黑色為主。       | 以「勇猛戰龍」為基礎搭配「封神假面演義」的非聯組強化形態。   |        |
| Dragon Kirin 戰龍長頸鹿            | Seiken Swordriver 搭配 Brave Dragon Wonder Ride Book（右） 和 Kirin No Ongaeshi Wonder Ride Book（左） 變身的形態。        | 全身以紅、白、黃、藍、黑色為主。   | 以「勇猛戰龍」為基礎搭配「長頸鹿的報恩」的非聯組強化形態。   |        |
| Dragon Usakame 戰龍兔龜            | Seiken Swordriver 搭配 Brave Dragon Wonder Ride Book（右） 和 Bakusou Usagi To Kame Wonder Ride Book（左） 變身的形態。    | 全身以紅、白、黑、鈷綠色為主。     | 以「勇猛戰龍」為基礎搭配「爆走兔子與烏龜」的非聯組強化形態。 |        |
| Dragon Saru Kani 戰龍猿蟹          | Seiken Swordriver 搭配 Brave Dragon Wonder Ride Book（右） 和 Saru Kani Wars Wonder Ride Book（左） 變身的形態。           | 全身以紅、白、黃綠、黑色為主。     | 以「勇猛戰龍」為基礎搭配「猿蟹大戰」的非聯組強化形態。       |        |
| Dragon Jizou 戰龍地藏              | Seiken Swordriver 搭配 Brave Dragon Wonder Ride Book（右） 和 Osha Jizousan Wonder Ride Book（左） 變身的形態。            | 全身以紅、白、橘、黑色為主。       | 以「勇猛戰龍」為基礎搭配「時尚地藏」的非聯組強化形態。       |        |
| Dragon Kaguyan 戰龍輝夜            | Seiken Swordriver 搭配 Brave Dragon Wonder Ride Book（右） 和 Tsuki No Hime Kaguyan Wonder Ride Book（左） 變身的形態。    | 全身以紅、白、月黃、藏青色為主。   | 以「勇猛戰龍」為基礎搭配「月之公主輝夜」的非聯組強化形態。   |        |
| Dragon Issun 戰龍一寸              | Seiken Swordriver 搭配 Brave Dragon Wonder Ride Book（右） 和 Issun Buski Wonder Ride Book（左） 變身的形態。              | 全身以紅、白、深天藍、黑色為主。   | 以「勇猛戰龍」為基礎搭配「一寸武士」的非聯組強化形態。       |        |
| Dragon Momoichirou 戰龍桃一郎      | Seiken Swordriver 搭配 Brave Dragon Wonder Ride Book（右） 和 Daishogun Momoichirou Wonder Ride Book（左） 變身的形態。    | 全身以紅、白、紫羅蘭、深藍色為主。 | 以「勇猛戰龍」為基礎搭配「大將軍桃一郎」的非聯組強化形態。   |        |
| Dragon Urashima Jirou 戰龍浦島二郎 | Seiken Swordriver 搭配 Brave Dragon Wonder Ride Book（右） 和 Daikengou Urashima Jirou Wonder Ride Book（左） 變身的形態。 | 全身以紅、白、藍、黑色為主。       | 以「勇猛戰龍」為基礎搭配「大劍豪浦島二郎」的非聯組強化形態。 |        |
| Dragon Kinsaburou 戰龍金三郎       | Seiken Swordriver 搭配 Brave Dragon Wonder Ride Book（右） 和 Daiyokodzuna Kinsaburou Wonder Ride Book（左） 變身的形態。  | 全身以紅、白、黃、黑色為主。       | 以「勇猛戰龍」為基礎搭配「大橫綱金三郎」的非聯組強化形態。   |        |

#### 假面騎士十聖刃
變身者：神山飛羽真（替身演員：淺井宏辅、CV：內藤秀一郎）
原文： / Kamen Rider XROSS SABER
名稱由來：所使用的聖劍的名字「十聖刃」，也指「集十把聖劍之力於一體」的意思。

##### 形態
| 形態名稱                 | 簡介 | 外觀                                                              | 能力 | 必殺技 |
| Xross Saber 十聖刃       | Seiken Swordriver 與 聖劍·刃王劍十聖刃 搭配 Brave Dragon Wonder Ride Book（右） 變身的形態。 第38章初登場。 身高：223.0cm 體重：98.5kg 拳擊力：64.7t 踢擊力：110.8t 跳躍力：117.8m 行動速度：100m / 0.6秒。                                                                                  | 全身以水藍、鋼青、白色為主。外形和假面騎士聖刃 勇猛戰龍有相似之處 | 最終形態。 右半身寄宿著神獸「勇猛戰龍」與刃王劍十聖刃的力量，以變身者的勇氣與創造力為糧食來給予強大的龍之力。 全身各部位染上銀河的顏色，從刃王劍十聖刃流入睿智的奔流，根據變身者的創造力，能發揮出超越界限的力量。 | 刃王創星斬 原文： 該型態所屬的必殺技（騎士劍技）。 使用創造之力將世界修復。 或者是揮出星雲般的廣範圍斬擊。 銀河大爆發 原文： 該型態所屬的必殺技（騎士踢）。 |
| Crimson Saber 深紅聖刃   | Seiken Swordriver 與 聖劍·刃王劍十聖刃 搭配 Brave Dragon Wonder Ride Book（右） 、 Storm Eagle Wonder Ride Book（中） 和 Saiyuu Journey Wonder Ride Book（左） 變身的形態。 第39章初登場。 身高：223.0cm 體重：113.9kg 拳擊力：66.5t 踢擊力：112.7t 跳躍力：114.9m 行動速度：100m / 0.7秒。  | 全身以水藍、鋼青、白色為主。外形和假面騎士聖刃 深紅戰龍有相似之處 | 以「深紅戰龍」為基礎經由刃王劍十聖刃之力強化的奇跡聯組最終形態。 右半身寄宿著神獸「勇猛戰龍」與刃王劍十聖刃的力量，以變身者的勇氣與創造力為糧食來給予強大的龍之力。 身體中央寄宿著生物「暴風獵鷹」與刃王劍十聖刃的力量，讓變身者擁能在天空飛翔和操控巨大龍卷風的能力。 左半身寄宿著故事「西遊旅記」與刃王劍十聖刃的力量，給予變身者能承受任何困境的耐久力與超常的感覺能力。 背部裝備由刃王劍十聖刃之力強化的飛行能力翅膀「十風暴之翼（クロストームウイング）」，能在超高速飛行的同時產生出巨大的龍卷風。 左半身裝甲內藏火焰山的猛火，具有除魔的力量，其超高熱能讓接觸的東西化為灰燼。 刃王劍十聖刃之力使變身者的腕力和腿力飛躍性增強。 能使用豪快又詭計的戰鬥方式，左腕裝備任意無限伸縮的棒狀武具。 可使出高高度、高命中和高銳利的空中襲擊，必殺技發動時腳部會纏繞蒼炎讓破壞力大幅提升。 | 刃王爆炎紅蓮斬 原文： 該型態所屬的必殺技（騎士劍技）。 在劍上纏繞能量，揮出能將一切斬斷的斬擊和劍氣。 銀河轟龍蹴烈破 原文： 該型態所屬的必殺技（騎士踢）。  |
| Featuring Saber 特典聖刃 | Seiken Swordriver 與 聖劍·刃王劍十聖刃 搭配 Brave Dragon Wonder Ride Book（右） 、 Lion Senki Wonder Ride Book（中） 和 Lamp Do Alangina Wonder Ride Book（左） 變身的形態。 第40章初登場。 身高：223.0cm 體重：123.0kg 拳擊力：67.8t 踢擊力：116.1t 跳躍力：120.7m 行動速度：100m / 0.5秒。 | 全身以水藍、鋼青、白色為主。                                      | 三人的友情編織而成的最終形態。 右半身寄宿著神獸「勇猛戰龍」與刃王劍十聖刃的力量，以變身者的勇氣與創造力為糧食來給予強大的龍之力。 身體中央寄宿著生物「雄獅戰記」與刃王劍十聖刃的力量，喚醒變身者的生存本能並帶來超越極限的運動能力。 左半身寄宿著故事「艾倫吉納的神燈」與刃王劍十聖刃的力量，能召喚、強化變幻自在的神燈精靈。 胸前獅子的嘴可釋放強烈的水流，能顯現出各種水效果。 左半身擁有神秘的光環裝甲能將魔封印並消滅邪惡的攻擊。 左臂能展開「Arcana Xroshade（アルカナクロシェード）」來消除受到的攻擊。 刃王劍十聖刃之力使變身者的腕力和腿力飛躍性增強。 腳部能發揮出獅子般的敏捷，必殺技發動時會纏繞水流讓破壞力大幅提升。 | 刃王友情斬 原文： 該型態所屬的必殺技（騎士劍技）。 銀河友情蹴烈破 原文： 該型態所屬的必殺技（騎士踢）。                                                     |

### 假面騎士Blades
變身者：長嶺謙信 → 新堂倫太郎（替身演員：永德、今井靖彦、CV：三上真史 → 山口貴也）
原文： / Kamen Rider BLADES
名稱由來：英文字Blade（刀刃）的復數。

#### 形態
| 形態名稱                              | 簡介 | 外觀                       | 能力 | 必殺技 |
| Lion Senki 雄獅戰記                   | 原文： Seiken Swordriver 搭配 Lion Senki Wonder Ride Book（中） 變身的形態。 第2章初登場。 身高：217.0cm 體重：99.7kg 拳擊力：10.4t 踢擊力：17.8t 跳躍力：17.8m 行動速度：100m / 4.3秒。                                                                                         | 全身以藍、黑、白色為主。   | 基礎形態。 寄宿著生物「雄獅戰記」的力量，讓變身者擁有百獸之王歷戰的經驗及身體柔軟度和強大的運動能力。 胸前獅子的嘴可釋放強烈的水流，可透過調節水流來切換保護或捕獲對象。 | Hydro·Stream 原文： 該型態所屬的必殺技（騎士劍技）。 Leo·Cascade 原文： 該型態所屬的必殺技（騎士踢）。 利用獅子發出泡沫包圍敵人，然後躍起再飛踢，踢破泡沫的同時亦可將敵人直接擊毀。 Lion·Wonder 原文： 釋放水流斬擊的同時召喚出「雄獅戰記」記載的獅子進行連攜攻擊。 |
| Lion Fantasista 雄獅幻想曲            | 原文： Seiken Swordriver 搭配 Lion Senki Wonder Ride Book（中） 和 Peter Fantasista Wonder Ride Book（左） 變身的形態。 第3章初登場。 身高：217.0cm 體重：104.8kg 拳擊力：13.1t 踢擊力：20.3t 跳躍力：21.8m 行動速度：100m / 4.0秒。                                             | 全身以藍、黑、白色為主。   | 以「雄獅戰記」為基礎搭配「彼得幻想曲」的聯組強化形態。 左半身寄宿著故事「彼得幻想曲」的力量，擁有能讓妖精顯現的翅膀和享受冒險的智慧。 全身擁有神秘的漂浮感和輕盈感，可施展幻想般的雜技Peter Acrobat（ピーターアクロバット）。 左腕附有能捕獲目標的伸縮自在的鎖鏈鉤爪Capture hook（キャプチャーフック）。 | Hydro·Stream 原文： 該型態所屬的必殺技（騎士劍技）。 Leo·Cascade 原文： 該型態所屬的必殺技（騎士踢）。 利用獅子發出泡沫包圍敵人，然後躍起再飛踢，踢破泡沫的同時亦可將敵人直接擊毀。 |
| Fantastic Lion 幻想般的獅子           | 原文： Seiken Swordriver 搭配 Tenkuu no Pegasus Wonder Ride Book（右） 、 Lion Senki Wonder Ride Book（中） 和 Peter Fantasista Wonder Ride Book（左） 變身的形態。 第7章初登場。 身高：217.0cm 體重：120.8kg 拳擊力：19.5t 踢擊力：32.8t 跳躍力：30.5m 行動速度：100m / 3.4秒。 | 全身以藍、黑、鋼青色為主。 | 以「雄獅戰記」為基礎搭配「彼得幻想曲」、「天空的佩加索斯」的奇跡聯組超強化形態。 右半身寄宿著神獸「天空的佩加索斯」的力量，給予天空飛翔的力量和速度。 增強右手的腕力，可像彗星般的直線度和速度揮動聖劍。 擁有能撲滅所有災難的雄偉翅膀包覆著右半身裝甲。 右肩背上「天空的佩加索斯」與左肩背上「彼得幻想曲」的翅膀可組成雙翼在天空中飛翔。 | Hydro·Vortex 原文： 該型態所屬的必殺技（騎士劍技）。 製造水流漩渦捕捉目標後給予目標強力的斬擊。 Fantastic·Blazer 原文： 該型態所屬的必殺技（騎士踢）。 |
| King Lion Daisenki 王者雄獅大戰記     | 原文： Seiken Swordriver 搭配 King Lion Daisenki Wonder Ride Book（中） 變身的形態。 第14章初登場。 身高：217.0cm 體重：135.1kg 拳擊力：26.9t 踢擊力：46.0t 跳躍力：47.0m 行動速度：100m / 2.3秒。                                                                               | 全身以藍、黑、白色為主。   | 進化形態。 寄宿著全新誕生的雄偉傳說「王者雄獅大戰記」的力量，變身者進化為超越大自然的戰士。 透過利用內部劇烈的水流使身體能力與野獸一樣。 擁有如水鏡般光滑表面和高硬度裝甲，可抵禦各種災害，且如同羽毛般輕盈，裝甲表層的聖水具有消除衝擊並抵抗攻擊的能力。 腳部前端裝備超硬質的爪Liosoild（ライオソリッド），擁有強大的破壞力。 背上的高壓縮砲可發射極限壓縮的聖水來淨化邪惡的波動，另外可極端的縮小發射口發射能切斷任何東西的水刃。 奇跡駕馭書中央的劍形裝置往左扳下可變形成獅子模式。 | Lionel·Hydro·Stream 原文： 該型態所屬的必殺技（騎士劍技）。 Lionel·Grand·Cascade 原文： 該型態所屬的必殺技（騎士踢）。 Lionel·Soul·Splash 原文： 將水勢劍流水讀取推進器，釋放極大的水流斬擊。 King Lion Renature 原文： 獅子模式下將聖劍讀取推進器後，讓口中的聖劍擁有能將巨大的光柱斬斷的破壞力。 |
| Elemental Mashimashi 元素加倍         | 原文： Seiken Swordriver 搭配 Elemental Dragon Wonder Ride Book（右） 變身的形態。 第29章初登場。 | 全身以藍、黑、白色為主。   | 藉由元素戰龍的力量，能將整個身體變成水，在激流狀態下進行攻擊和迴避。 | |
| Tategami Hyoujuusenki 鬃毛冰獸戰記    | 原文： Seiken Swordriver 搭配 Tategami Hyoujuusenki Wonder Ride Book（中） 變身的形態。 第32章初登場。 身高：217.0cm 體重：127.5kg 拳擊力：61.8t 踢擊力：105.8t 跳躍力：108.1m 行動速度：100m / 0.9秒。                                                                          | 全身以白、藍色為主。       | 最终形態。 寄宿著全新誕生的敘事詩「鬃毛冰獸戰記」的力量，使用刻劃在冰凍大地上的歷戰勇士的知識和力量，讓變身者成為統率百獸的冰獸之王。 可使用溢出的水之鬥氣來形成冷氣的領域把周邊變成自己的領域，再加上聖水處在過於冷卻狀態，能熟練使用冰的力量。 象徵著履行使命決心的純白裝甲，像永久凍土一樣堅固，並擁有溫度越低硬度越高的特性。 可利用其裝甲的堅固性，能利用高爆發的突進力將所有東西粉碎，活用冰獸的身體能力作為強力的武器使用。 由於手部和腳部內部流動的激烈水流，能發揮出充滿野性的野獸般的腕力和腳力。 可透過吸收各種冰獸的跑力和跳躍力，把百大冰獸的運動能力成為自己的東西。 為了能實踐歷代劍士磨練的鬥法，變身者的劍技、身體能力和特殊能力的發動提升到極限。 | Blizzard·Blaze 原文： 該型態所屬的必殺技（騎士劍技）。 向目標揮出具冰氣的斬擊並在斬擊的行跡上生成冰刺，冰刺會連同凍結的目標一起粉碎。 Leo·Blizzard·Cascade 原文： 製造巨大的冰柱壓制目標後，對目標連同冰柱給予強力的飛踢（騎士踢）。 Leo·Blizzard·Grand 原文： 鬃毛藉由冰而增長並且尖銳。 對地面釋放廣範圍的冰凍凍住目標腳部，最後對目標使用斬擊使目標完全凍結。 Leo·Blizzard·Sea 原文： 鬃毛變化為由冰化成的鯊魚背部和尾部。 在海中對周圍進行凍結並對目標釋放齒狀的冰塊攻擊。 Leo·Blizzard·Sky 原文： 鬃毛變化為由冰化成的翅膀飛翔。 從翅膀生成冰柱能量體追擊目標，最後對目標給予強力的踢擊（騎士踢）。 |
| Specter Gekikou Senki SPECTER激昂戰記 | 原文： Seiken Swordriver 搭配 Specter Gekikou Senki Wonder Ride Book（中） 變身的形態。 |                            | | |

#### 其他形態
| 形態名稱                  | 簡介 | 外觀                           | 能力 | 必殺技                                                                                                 |
| Lion Pegasus 雄獅佩加索斯 | 原文： Seiken Swordriver 搭配 Lion Senki Wonder Ride Book（中） 和 Tenkuu no Pegasus Ride Book（右） 變身的形態。 | 全身以藍、黑、鋼青、白色為主。 | 以「雄獅戰記」為基礎搭配「天空的佩加索斯」的聯組強化形態。 右半身寄宿著神獸「天空的佩加索斯」的力量，給予天空飛翔的力量和速度。 | Hydro·Stream 原文： 該型態所屬的必殺技（騎士劍技）。 Leo·Cascade 原文： 該型態所屬的必殺技（騎士踢）。 |

### 假面騎士Buster
變身者：龜巳川壽和 → 尾上亮（替身演員：岡元次郎、CV：- → 生島勇輝）
原文： / Kamen Rider BUSTER
名稱由來：「破壞」、「衝擊」的意思，指所使用的圣剑所帶來的強大破壞力。

#### 形態
| 形態名稱                | 簡介 | 外觀                         | 能力 | 必殺技 |
| Genbu Shinwa 玄武神話   | 原文： 聖劍·土豪劍激土 搭配 玄武神話 Wonder Ride Book 變身的形態。 第3章初登場。 身高：202.1cm 體重：146.7kg 拳擊力：14.2t 踢擊力：26.4t 跳躍力：8.4m 行動速度：100m / 8.2秒。              | 全身以黑、銀、褐色為主。     | 基礎形態。 寄宿著神獸「玄武神話」的力量，讓變身者全身擁有能抵禦各種災難的裝甲，並對應大劍讓右手能力特化。 全身裝備甲冑Sword robe（ソードローブ），全身關節設有全身能力增強的圓筒形剛力產生器Gorikikko（ゴーリキッコウ）。 腳部裝甲Busingoura（ブシンゴウラ）可應對任何地形，必殺技發動時可造成巨山般重量的重擊。     | 大斷斷 原文： 該型態所屬的必殺技（騎士劍技）。 將岩石與大劍融合讓大劍巨大化後揮出一刀兩斷的斬擊。 玄武爆碎 原文： 該型態所屬的必殺技（騎士踢）。 |
| Genbu Jackun 玄武傑克   | 原文： 聖劍·土豪劍激土 搭配 Jackun To Domamenoki Wonder Ride Book 變身的形態。 第4章初登場。 身高：202.1cm 體重：150.7kg 拳擊力：15.4t 踢擊力：29.7t 跳躍力：9.1m 行動速度：100m / 8.1秒。  | 全身以黑、銀、綠、褐色為主。 | 以「玄武神話」為基礎搭配「傑克與大豆樹」的強化形態。 左半身寄宿著故事「傑克與大豆樹」的力量，擁有能操控大豆樹的生命力的不可思議的力量。 能將外皮上的土豆（）作為子彈高速射擊。 纏繞的藤蔓可做為鞭子或繩索使用，可捕捉遠處的物體或在空中改變方向。 可使用特殊必殺技「大旋斷」。 | 大旋斷 原文： 長出藤蔓纏繞四周後利用其彈性使用一刀兩斷的高速突進斬。                                                                             |
| Genbu Bremen 玄武不萊梅 | 原文： 聖劍·土豪劍激土 搭配 Bremen No Rock Band Wonder Ride Book 變身的形態。 第14章初登場。 身高：202.1cm 體重：151.2kg 拳擊力：16.6t 踢擊力：28.2t 跳躍力：13.8m 行動速度：100m / 7.4秒。 | 全身以黑、銀、褐色為主。     | 以「玄武神話」為基礎搭配「不萊梅的搖滾樂團」的強化形態。 左半身寄宿著故事「不萊梅的搖滾樂團」的力量，賭上性命的四重奏，讓變身者的戰鬥能力上升、戰意高揚，並能對目標演奏催眠效果的異常狀態的樂曲。                                                                              | |

### 假面騎士Espada
變身者：新閃恭一郎 → 富加宮賢人（替身演員：中田裕士、CV：石井一彰 → 青木瞭）
原文： / Kamen Rider ESPADA
名稱由來：西班牙語「劍」

#### 形態
| 形態名稱                        | 簡介 | 外觀                                                 | 能力 | 必殺技 |
| Lamp Do Alangina 艾倫吉納的神燈 | 原文： Seiken Swordriver 搭配 Lamp Do Alangina Wonder Ride Book（左） 變身的形態。 第4章初登場。 身高：217.0cm 體重：98.3kg 拳擊力：9.8t 踢擊力：18.5t 跳躍力：20.4m 行動速度：100m / 4.6秒。                                                                                   | 全身以金、黑、白色為主                               | 基礎形態。 左半身寄宿著故事「艾倫吉納的神燈」的力量，能召喚變幻自在的神燈精靈。 擁有神秘的光環裝甲能將魔封印並消滅邪惡的攻擊。 左腕能展開Arcana shade（アルカナシェード）來消除攻擊。 可透過書籍召喚飛毯作為坐騎。 | Torueno·Destroyer 原文： 該型態所屬的必殺技（騎士劍技）。 使出如閃電般超高速的雷電斬擊。 Alangina·Diablo 原文： 該型態所屬的必殺技（騎士踢）。 使出如閃電般超高速的雷電踢擊。 |
| Lamp Do Hedgehog 神燈刺蝟       | 原文： Seiken Swordriver 搭配 Needle Hedgehog Wonder Ride Book（中） 和 Lamp Do Alangina Wonder Ride Book（左） 變身的形態。 第6章初登場。 身高：217.0cm 體重：106.6kg 拳擊力：12.8t 踢擊力：24.7t 跳躍力：23.2m 行動速度：100m / 4.4秒。                                       | 全身以金、黃、黑、白色為主                           | 以「艾倫吉納的神燈」為基礎搭配「尖針刺蝟」的聯組強化形態。 身體中央寄宿著生物「尖針刺蝟」的力量，讓變身者能使用刺蝟的千隻刺作為攻防一體的攻擊能力，另外可包覆全身後作為滿身針刺的球體。 腳部可利用刺蝟的穿孔力在地面穿出大洞後潛入地底。 | Torueno·Mill·Lanza 原文： 召喚全身充滿針刺的神燈精靈射出針刺的同時對目標使用附有雷電的斬擊。                                                                                  |
| Golden Alangina 黃金艾倫吉納    | 原文： Seiken Swordriver 搭配 Tri Cerberus Wonder Ride Book（右）、Needle Hedgehog Wonder Ride Book（中） 和 Lamp Do Alangina Wonder Ride Book（左） 變身的形態。 第10章初登場。 身高：217.0cm 體重：120.0kg 拳擊力：18.8t 踢擊力：34.6t 跳躍力：33.6m 行動速度：100m / 4.1秒。 | 全身以金、黃、白、黑色為主。                         | 以「艾倫吉納的神燈」為基礎搭配「尖針刺蝟」、「三首刻耳柏洛斯」的奇跡聯組超強化形態。 右半身寄宿著「三首刻耳柏洛斯」的力量，給予作為守護者持有的三重攻擊和鐵壁般的防護。 右半身裝甲由任何人都無法通過的鐵壁所構成，可使用具有捕獲能力的斗篷Catena Croquette（カテーナクローケ）捕獲目標。 能讓變身者的劍技增強並釋放如「三首刻耳柏洛斯」的尖牙般銳利的三連擊。 奇跡聯組下進一步強化變身者的腕力。 | Torueno·Del·Sol 原文： 該型態所屬的必殺技（騎士劍技）。 Oro·Bombardero 原文： 該型態所屬的必殺技（騎士踢）。                                                                  |
| Arabiana Night 阿拉比亞納之夜   | 原文： Seiken Swordriver 搭配 Arabiana Night Wonder Ride Book（左） 變身的形態。 | 更多 ： 假面騎士聖刃 深罪的三重奏 § 本作登場假面騎士 | 更多 ： 假面騎士聖刃 深罪的三重奏 § 本作登場假面騎士 | 更多 ： 假面騎士聖刃 深罪的三重奏 § 本作登場假面騎士 |

#### 其他形態
| 形態名稱                        | 簡介 | 外觀                   | 能力 | 必殺技                                                      |
| Lamp Do Cerberus 神燈刻耳柏洛斯 | 原文： Seiken Swordriver 搭配 Tri Cerberus Wonder Ride Book（右） 和 Lamp Do Alangina Wonder Ride Book（左） 變身的形態。 | 全身以金、黑、白色為主 | 以「艾倫吉納的神燈」為基礎搭配「三首刻耳柏洛斯」的聯組強化形態。 右半身寄宿著「三首刻耳柏洛斯」的力量，給予作為守護者持有的三重攻擊和鐵壁般的防護。 | Brillo·Toruenophilo 原文： 該型態所屬的必殺技（騎士劍技）。 |

### 假面騎士劍斬
變身者：鏡天禰 → 緋道蓮（替身演員：藤田慧、CV：水澤惠麗奈 → 富樫慧士）
原文： / Kamen Rider KENZAN
名稱由來：由日本字「劍」「斬」拼湊而成，與「見參」同音。

#### 形態
| 形態名稱                     | 簡介 | 外觀                   | 能力 | 必殺技 |
| Sarutobi Ninjaden 猿飛忍者傳 | 原文： 聖劍·風雙劍翠風 搭配 猿飛忍者傳 Wonder Ride Book 變身的形態。 第6章初登場。 身高：200.3cm 體重：84.7kg 拳擊力：8.8t 踢擊力：17.6t 跳躍力：38.6m 行動速度：100m / 3.7秒。            | 全身以綠、黑、黃色為主 | 基礎形態。 寄宿著故事「猿飛忍者傳」的力量，運用風遁忍術向內部充滿超高密度的空氣來發揮超輕量且高強度的盔甲，並能透過內壓操作來吸收衝擊並能隔熱、產生浮力等自在的保護變身者。 能如風般神速的腳步和大跳躍且能極限抑制動作發出的聲音來隱密行動。 擅長高速連擊，體術可透過風遁操控氣流搭配來提升威力和速度。 | 疾風劍舞 一連 原文： 使用「小豬3兄弟」，召喚小豬們建造三面石牆後，自身在三面牆間高速移動來擾亂敵人。 疾風劍舞 二連 原文： 迅速瞬過目標並產生風手裏劍連續攻擊目標，最後使用附帶風屬性的雙刀給予最後一擊。 疾風劍舞 迴轉 原文： 同時投擲4個手裏劍牽制目標後，自身從別側使用大風車迴轉給予強力的連擊。 Calamity Strike 原文： 使用無銘劍虛無讀取迪札斯特改造駕馭書，召喚迪札斯特和其愛劍「Grudge Dent（グラッジデント）」數把，連續拔起地上的劍對目標使出超高速一次性斬擊，最後與召喚的迪札斯特同時施展強力的螺旋斬。 |
| Ninja Butasan 忍者小豬3      | 原文： 聖劍·風雙劍翠風 搭配 Kobuta 3 Kyoudai Wonder Ride Book 變身的形態。 第8章初登場。 身高：200.3cm 體重：91.2kg 拳擊力：10.1t 踢擊力：21.4t 跳躍力：40.7m 行動速度：100m / 3.4秒。     | 全身以綠、黑、黃色為主 | 以「猿飛忍者傳」為基礎搭配「小豬3兄弟」的強化形態。 左半身寄宿著故事「小豬3兄弟」的力量，可召喚小豬三兄弟來建造各種建築物。 左手盾牌Step Pig Wise（ステッピッグワイズ）會依照受到的攻擊來學習，根據對策來變換3種性質，且能巨大化同時守護多人。                                                          | 疾風劍舞 一豚 原文： 召喚出兩個分身同時進行強力的攻擊。 |
| Ninja Jackun 忍者傑克        | 原文： 聖劍·風雙劍翠風 搭配 Jackun To Domamenoki Wonder Ride Book 變身的形態。 第14章初登場。 身高：200.3cm 體重：89.5kg 拳擊力：9.6t 踢擊力：19.9t 跳躍力：38.8m 行動速度：100m / 3.6秒。 | 全身以綠、黑色為主     | 以「猿飛忍者傳」為基礎搭配「傑克與大豆樹」的強化形態。 左半身寄宿著故事「傑克與大豆樹」的力量，擁有能操控大豆樹的生命力的不可思議的力量。 能將外皮上的土豆（ドマメ）作為子彈高速射擊。 纏繞的藤蔓可做為鞭子或繩索使用，可捕捉遠處的物體或在空中改變方向。                                               | |

### 假面騎士Calibur
變身者：富加宮隼人 → 上條大地 → 富加宮賢人 → 蘇菲亞（替身演員：富永研司 → 中田裕士 → 宮澤雪、CV：唐橋充 → 平山浩行 → 青木瞭 → 知念里奈）
原文： / Kamen Rider CALIBUR
名稱由來：王者之劍

#### 形態
| 形態名稱              | 簡介 | 外觀                         | 能力 | 必殺技 |
| Jaaku Dragon 邪惡魔龍 | 原文： Jaken Calibur Driver 搭配 Jaaku Dragon Wonder Ride Book 變身的形態。 第1章初登場。 身高：217.6cm 體重：121.3kg 拳擊力：17.1t 踢擊力：29.4t 跳躍力：29.5m 行動速度：100m / 3.9秒。 | 全身以紫、黑、銀色為主。     | 基礎形態。 寄宿著神獸「邪惡魔龍」的力量，給予變身者渴望的黑暗之力而獲得壓倒性的戰鬥力。 能發揮魔人般的破壞力，並能自在操控黑暗。 裝甲由非常稀少的聖劍劍刃的金屬構成，因此難以用聖劍破壞。 | 月闇必殺撃 原文： 將讀取的奇跡駕馭書的能力並賦予闇屬性後使用。 月闇居合 原文： 拔劍後釋放強力的黑暗劍氣。 |
| Jaou Dragon 邪王魔龍  | 原文： Jaken Calibur Driver 搭配 Jaon Dragon Wonder Ride Book 變身的形態。 第11章初登場。 身高：217.6cm 體重：133.6kg 拳擊力：26.1t 踢擊力：47.8t 跳躍力：46.7m 行動速度：100m / 2.9秒。 | 全身以紫、金、黑、紅色為主。 | 強化形態。 被創造作為許多邪龍的頂點君臨的存在，寄宿著新的神獸「邪王魔龍」的力量，給予變身者深遠黑暗之力而獲得壓倒性的戰鬥力。 能自在操控黑暗，攻擊或踩在目標的影子可直接對目標本體造成傷害或束縛。 全身裝備堅硬鱗片的盔甲，可大幅減少受到的攻擊傷害。 擁有散發黑暗的光芒來飛行的能力，另外可將黑暗的光芒包覆全身讓自身能完全融入黑暗之中。 | 月闇必殺撃 原文： 讀取「邪王魔龍」，釋放四頭金龍壓制目標後，釋放邪龍之王給予最後一擊。 邪王必殺撃 原文： 該型態所屬的必殺技（騎士踢）。 或者聚集強大的黑暗力量後，釋放四頭金龍攻擊目標，最後釋放邪龍之王給予最後一擊。 或者是釋放魔龍牽制目標，並將目標困至由魔龍轉化成的密閉空間。 |

### 假面騎士Slash
變身者：大秦寺哲雄（替身演員：森博嗣、CV：岡宏明）
原文： / Kamen Rider SLASH
名稱由來：斬擊，與音乐人Slash同音。

#### 形態
| 形態名稱                                  | 簡介 | 外觀                             | 能力 | 必殺技 |
| Hanselnuts To Gretel 韓賽爾納茲與格蕾特爾 | 原文： 聖劍·音銃劍錫音 搭配 Hanselnuts To Gretel Wonder Ride Book 變身的形態。 第9章初登場。 身高：201.2cm 體重：107.7kg 拳擊力：10.7t 踢擊力：20.6t 跳躍力：15.9m 行動速度：100m / 5.1秒。 | 全身以棕、品紅、黑、白、藍色為主 | 基礎形態。 寄宿著故事「韓賽爾納茲與格蕾特爾」的力量，柔軟度高的裝甲和豐富的能源供應，讓變身者能進行激烈的戰鬥。 頸部的音響防具透過旋鈕調節音量來切換三種功能，其一為能阻擋外界聲音的音響障壁。 胸部裝甲Sonic mail（ソニックメイル）持有的功能其一，可透過接收聲音信號來自由改變裝甲的硬度。 可使用不來梅之搖滾樂團的能力，亦可揮動錫音製造樂譜屏障阻擋攻擊。 | Beat·Lollipopper 原文： 該型態所屬的必殺技（銃必殺技）。 使用零食冲击波 射出一串经过音符能量环的炮弹。 Snack·音·The·Chopper 原文： 該型態所屬的必殺技（騎士劍技）。 揮出纏繞著點心能量體的斬擊。 對目標連續揮出演奏旋律的斬擊并有可见音波。 錫音音讀擊 原文： 該型態所屬的必殺技（騎士踢）。 或者是使用十聖刃召喚的音銃劍，同時使用劍和銃釋放凝聚能量的劍氣和砲彈。 |
| Hansel Bremen 韓賽爾不萊梅                | 原文： 聖劍·音銃劍錫音 搭配 Bremen No Rock Band Wonder Ride Book 變身的形態。 第9章初登場。 身高：201.2cm 體重：113.5kg 拳擊力：13.5t 踢擊力：23.4t 跳躍力：21.8m 行動速度：100m / 4.2秒。  | 全身以棕、品紅、黑、白、藍色為主 | 以「韓賽爾納茲與格蕾特爾」為基礎搭配「不萊梅的搖滾樂團」的強化形態。 左半身寄宿著故事「不萊梅的搖滾樂團」的力量，賭上性命的四重奏，讓變身者的戰鬥能力上升、戰意高揚，並能對目標演奏催眠效果的異常狀態的樂曲。 左肩的大口徑揚聲器可廣範圍的擴散釋放或指定方向和對象的定向釋放，兩種方法演奏音樂。                                               | Guns·And·Music （ 参考Slash的乐队Guns N' Roses ） 原文： 該型態所屬的必殺技（銃必殺技）。 釋放能清除一切異常狀態的音符乐谱混合能量或制造乐谱围栏并以围栏内的音符扬声器扩张他的声音波动至最大。 或者是邊施展特技邊對目標進行連續射擊。 Iron·Shout 原文： 該型態所屬的必殺技（騎士劍技）。 對目標連續揮出演奏旋律的斬擊并有可见音波。                                 |
| Hansel Butasan 韓賽爾小豬3                | 原文： 聖劍·音銃劍錫音 搭配 Kobuta 3 Kyoudai Wonder Ride Book 變身的形態。 第14章初登場。 身高：201.2cm 體重：115.0kg 拳擊力：11.6t 踢擊力：23.2t 跳躍力：17.5m 行動速度：100m / 4.9秒。    | 全身以棕、品紅、黑、白、綠色為主 | 以「韓賽爾納茲與格蕾特爾」為基礎搭配「小豬3兄弟」的強化形態。 左半身寄宿著故事「小豬3兄弟」的力量，可召喚小豬三兄弟來建造各種建築物。 左手盾牌Step Pig Wise（ステッピッグワイズ）會依照受到的攻擊來學習，根據對策來變換3種性質。 另外可製造分身進行3體連攜攻擊。                                                                               | |

### 假面騎士最光
變身者：尤里（替身演員：荒川真、CV：市川知宏）
原文： / Kamen Rider SAIKOU
名稱由來：所使用的武器名字，與「最高」同音。

#### 形態
| 形態名稱                                  | 簡介 | 外觀                             | 能力 | 必殺技                                                                                                |
| Kin No Buki Gin No Buki 金之武器 銀之武器 | 原文： Seiken Saikoudriver 搭配 Kin No Buki Gin No Buki Wonder Ride Book 變身的形態。 第16章初登場。 身高：121.0cm 體重：23.2kg 突 / 斬衝撃値：50.3t 時速：約30萬Km（亞光速）。                        | 全身以黑、金、銀色為主           | 基礎形態，本體為聖劍·光剛劍最光本身 。 寄宿著故事「金之武器 銀之武器」的力量，擁有各種武裝運用自如的力量，並擁有將靈魂寄宿於聖劍「光剛劍最光」上並一體化的力量。 能使用聖光的力量在空中飛舞，並能自在地施展古代劍術，另外可將光芒包覆全身讓自身能進行光速跳躍。 釋放的聖光可讓邪惡顯現，解除幻術，消除記憶，從邪惡中解放出來的超常現象。 腳部之刃可釋放光芒進行加速和迴轉連擊，讓劍戟的破壞力能飛躍性的上升。 | 光之降臨。 原文： 該型態所屬的必殺技（騎士劍技）。 釋放光芒進行高速迴轉後對複數的目標進行強力的攻擊。 |
| X Sword Man X劍客                         | 原文： 在 Seiken Saikoudriver Buckle 上額外插入 X-Swordman Wonder Ride Book 變身的形態。 第21章初登場。 身高：212.3cm 體重：110.3kg 拳擊力：32.4t 踢擊力：63.4t 跳躍力：71.1m 行動速度：100m / 2.0秒。 | 全身以金、黃、紫、紅、白色為主。 | 強化形態。 讓變身者持有五彩繽紛中最棒的英雄其超越物理現象的力量。 全身的裝甲「全色裝甲（フルカラーアーマー）」能透過光的能量進行光譜變換而改變裝甲的圖案和顏色，讓硬度和屬性性質變化的多樣性裝甲，並且可改變裝甲表層的平滑度來滑開攻擊或將目標吸附。 擁有能將變身者的攻擊想像實現化的能力，能從書中學會的劍技即時投入實戰運用。 持有翻開新的篇章後會重組全身的裝備，特定的攻擊最佳化的形態變化能力。                            | X Sword Break 原文： 該型態所屬的必殺技（騎士劍技）。 以美式漫畫的風格中連續使出強力的斬擊。          |
| X Sword Man Powerful X劍客 強大           | 原文： X-Swordman Wonder Ride Book 翻至強大頁面的形態。 第21章初登場。 身高：212.3cm 體重：110.3kg 拳擊力：44.4t 踢擊力：63.4t 跳躍力：71.1m 行動速度：100m / 2.0秒。                                  | 全身以黑、銀、紫、紅、金色為主。 | 左手強化形態。 最光 X劍客全裝備往左手移動並重組成擁有壓倒性力量的大劍，能與右手持有的光剛劍最光配合來使出二刀流。 | X Sword Break 原文： 該型態所屬的必殺技（騎士劍技）。 以光剛劍最光與左手的大劍使出十字斬擊。          |
| X Sword Man Wonderful X劍客 精彩          | 原文： X-Swordman Wonder Ride Book 翻至精彩頁面的形態。 第22章初登場。 身高：212.3cm 體重：110.3kg 拳擊力：32.4t 踢擊力：81.3t 跳躍力：71.1m 行動速度：100m / 2.0秒。                                  | 全身以黑、銀、紫、紅、金色為主。 | 右腳強化形態。 最光 X劍客全裝備往右腳移動並重組成全身都能應對的大劍，可將劍技運用在全能量一氣釋放的超強力踢擊上來發揮強大的破壞力。 | X Sword Break 原文： 該型態所屬的必殺技（騎士劍技）。 運用腳上的劍刃以迴旋踢使出強力的斬擊。          |

#### 最光陰影
| 形態名稱               | 簡介 | 外觀                 | 能力 | 必殺技 |
| Saikou Shadow 最光陰影 | 原文： 由假面騎士最光 金之武器 銀之武器型態召喚出來的影子分身。 第17章初登場。 身高：195.3cm 體重：51.3kg 拳擊力：9.5t 踢擊力：18.8t 跳躍力：19.5m 行動速度：100m / 4.4秒。 | 全身以黑、銀色為主。 | 從光中誕生的空殼般的存在，由接收假面騎士最光發出的光讀取意識來自在操控最光陰影。 擁有能對應亞光速戰鬥速度的變換自在的外體和機動性，能完美輔助假面騎士最光。 受光的強度越強，輪廓會越明顯，密度也會隨著增強變為堅韌的物體。反之，光的強度減弱，密度能低到讓物質穿越，且不會受到任何傷害。 另外可透過將奇跡駕馭書裝置在聖劍 最光驅動器扣帶上來使用各式各樣的能力。 |        |

### 假面騎士Sabela
變身者：神代玲花（替身演員：宮澤雪、CV：安潔拉芽衣）
原文： / Kamen Rider SABELA
名稱由來：拉丁文學名條弄蝶屬 「Sabera」和波蘭變體佩劍 「Szabla」。

#### 形態
| 形態名稱                     | 簡介 | 外觀                           | 能力 | 必殺技 |
| Kouchuu Daihyakka 昆蟲大百科 | 原文： 聖劍·煙叡劍狼煙 搭配 昆蟲大百科 Wonder Ride Book 變身的形態。 第25章初登場。 身高：196.7cm 體重：82.9kg 拳擊力：41.5t 踢擊力：75.4t 跳躍力：84.1m 行動速度：100m / 2.2秒。 | 全身以酒紅、金、黑、白色為主。 | 基礎形態 寄宿著生物「昆蟲大百科」的力量，給予變身者百花撩亂的昆蟲之力，並擁有煙叡劍狼煙的能力，讓全身微粒子化來讓自身化為煙霧。 全身裝甲均為外骨骼構造，超輕重量卻擁有優秀的防禦力。 裝甲上的擴散器Ansect Schmine（アンセクトシュミネ）可將聖剣「煙叡劍狼煙」產生的煙霧擴散之外，還能散發用來做為路標、警報、集合等情報傳達用的費洛蒙。 另外，也能散發刺鼻的氣味來破壞目標的嗅覺，進行各式各樣的戰鬥支援。 腳底具有微細的凹凸構造，能在牆壁和天花板上靜止和行走，且可透過纏繞煙霧來大幅增強踢擊力。 | Shot Insect 原文： 使用煙幕干擾視線，繞至目標背後，並架開目標攻擊後，給予目標強力的側身踢擊。 永煙的一刺 原文： 使用煙幕干擾視線後，以背中產生的蝴蝶翅膀飛行，並對地面的目標連續釋放劍氣或斬擊。 昆蟲默默斬 原文： 使用聖劍釋放出麻痺的蜘蛛絲纏繞目標後，以背後伸出的八根蜘蛛腳給予強力的刺擊。 |

### 假面騎士Durendal
變身者：神代凌牙（替身演員：今井靖彥、CV：莊野崎謙）
原文： / Kamen Rider DURENDAL
名稱由來：世界上最鋒利的劍迪朗達爾 （根据界时会因应时间增长而变锋利的特色） 

#### 形態
| 形態名稱               | 簡介 | 外觀                         | 能力 | 必殺技 |
| Ocean History 海洋歷史 | 原文： 聖劍·時國劍界時 搭配 Ocean History Wonder Ride Book 變身的形態。 第29章初登場。 身高：215.9cm 體重：127.2kg 拳擊力：58.9t 踢擊力：99.6t 跳躍力：102.3m 行動速度：100m / 1.5秒。 | 全身以黑、藍、白、紅色為主。 | 基礎形態。 寄宿著生物「海洋歷史」的力量，可以自在的操控大氣中的水分，並給予變身者經歷悠久時間的大海刻劃的記憶和力量。 擁有能長時間潛行的呼吸器，能在高負荷領域中發揮這股力量。 手部尖端像海洋生物類的牙一樣銳利，如果受攻擊而損壞就會替換新的。 腳部即使在高負荷領域也能產生自在移動的強大腳力。 | 界時抹消 原文： 開啟必殺技後自身轉移至與時間流動無關的高負荷特殊空間，在特殊空間時只能讓自身移動和觀察其他人的時間流動，關閉後會將此期間流動的時間刪除。 一時一閃 原文： 揮出圓環形狀的劍氣。 海洋三刻刺 原文： 產生海洋防禦敵人的攻擊並聚集到槍尖上，隨後揮出強力的圓形劍氣。 海洋一刻斬 原文： 釋放強力的海洋劍氣。 |

### 假面騎士Falchion
變身者：巴哈特 → 迪札斯特 → 間宮 / 篠崎真二郎 / 立花結菜（替身演員：永德 → 榮男樹 → 中田裕士、CV：谷口賢志 → 內山昂輝 → 木村了 / 橋本哲 / 飛鳥凜）
原文： / Kamen Rider FALCHION
名稱由來：彎刀

#### 形態
| 形態名稱               | 簡介                                                                      | 外觀                                                 | 能力                                                 | 必殺技                                               |
| Eternal Phoenix 永恆   | 原文： Haken Bladriver 搭配 Eternal Phoenix Wonder Ride Book 變身的形態。 |                                                      |                                                      |                                                      |
| Amazing Siren 驚異賽蓮 | 原文： Haken Bladriver 搭配 Amazing Siren Wonder Ride Book 變身的形態。   | 更多 ： 假面騎士聖刃 深罪的三重奏 § 本作登場假面騎士 | 更多 ： 假面騎士聖刃 深罪的三重奏 § 本作登場假面騎士 | 更多 ： 假面騎士聖刃 深罪的三重奏 § 本作登場假面騎士 |

### 假面騎士Solomon
變身者：神田伊扎克  （替身演員：小森拓真、CV：相馬圭祐）
原文： / Kamen Rider SOLOMON
名稱由來：

#### 形態
| 形態名稱            | 簡介 | 外觀                         | 能力 | 必殺技 |
| Omni Force 全能之力 | 原文： Dooms Driver Buckle 搭配 Omni Force Wonder Ride Book 變身的形態。 第36章初登場。 身高：217.6cm 體重：136.2kg 拳擊力：63.3t 踢擊力：110.9t 跳躍力：112.5m 行動速度：100m / 0.7秒。 | 全身以銀、黑、金、紅色為主。 | 基礎形態。 寄宿著「全能之力」的力量，以變身者的精神為糧食來給予全知全能同等的力量。 在全能之力中包含的「奇跡駕馭書」和「改造駕馭書」的力量所構築的迴路下，能以裝甲和武器引起強大的現象，並能將不同的傳承之力複雜地組合起來，帶來廣範圍無法計量的現象。 黃金裝甲「Onmi Forscale（オムニフォースケイル）」能將眾多的傳承之力蓄積並控制，能施展獄炎的爆發、空間的斷裂、氣流操作滯空、展開超高負荷領域等能力。 銀色外裝由能對思考做出反應的特殊鍊成鋼為材料，變身者只需要強烈的思想就能做出超越自身身體能力的動作。 可從全能之力奇跡駕馭書中召喚寄宿在書內傳承的神獸，並隨意進行操控。 披風由兩種不同世界的不穩定物質構成，其特性能將敵人的攻擊流入另一個世界來無效化。 | Solomon Break 原文： 釋放能量球並將敵人釋放的劍氣全部反彈。 或者是將黑紅色的能量在劍上凝聚後向目標釋放。 或者是釋放紅黑色的波動，以裝置在變身道具上的奇跡駕馭書為媒介操控該劍士。 Solomon Strash 原文： 該型態所屬的必殺技（騎士劍技）。 召喚黑色巨大劍能量體並操控，使出強力的大範圍斬擊。 或者是召喚大量的金色巨大劍或金色巨大劍士。 Solomon Zone 原文： 開啟「巨大的終末之書」，將以書本為中心的地區的一切吞噬並化為灰燼。 或者是將自身周圍的人捲入自己所構築的戰鬥場地，甚至能製造出擬似奇蹟世界的空間，並構築隕石群進行攻擊。 或者是強制產生與奇蹟世界連結的縫隙。 |

### 假面騎士Storious
變身者：斯特琉斯（替身演員：小森拓真、CV：古屋呂敏）
原文： / Kamen Rider STORIOUS
名稱由來：變身者的名字。

#### 形態
| 形態名稱          | 簡介 | 外觀                         | 能力 | 必殺技 |
| Grimoire 魔導之書 | 原文： Dooms Driver Buckle 搭配 Grimoire Wonder Ride Book 變身的形態。 第44章初登場。 身高：214.1cm 體重：144.9kg 拳擊力：68.0t 踢擊力：116.8t 跳躍力：120.8m 行動速度：100m / 0.4秒。 | 全身以綠、黑、金、紅色為主。 | 基礎形態。 寄宿著「魔導之書」的力量，以梅基多的強韌生命為糧食來給予全知全能同等的力量。 在魔導之力中包含的「奇跡駕馭書」和「改造駕馭書」的力量所構築的迴路下，能以裝甲和武器引起強大的現象，並能將不同的傳承之力複雜地組合起來，帶來廣範圍無法計量的現象。 複眼為全知全能之書的目錄，可反映世界的真理作為視覺情報來捕捉，並可隨時閱覽所有資訊。 深紅裝甲「Grimoiscale（グリモワスケイル）」能將眾多的傳承之力蓄積並控制，能施展獄炎的爆發、空間的斷裂、氣流操作滯空、展開超高負荷領域等能力。 黑色外裝由能對思考做出反應的特殊鍊成鋼為材料，變身者只需要強烈的思想就能做出超越自身身體能力的動作。 左腿的群甲外側的闇屬性能將所受到的攻擊在漆黑的黑暗中吸收，而內側的光屬性能讓變身者的力量持續活性化。 披風由兩種不同世界的不穩定物質構成，其特性能將敵人的攻擊流入另一個世界來無效化。 | THE STORY OF DESPAIR 原文： ULTIMATE DESPAIR 原文： THE END OF THE WORLD 原文： 讓陣式活性化，加速對世界的侵蝕速度。 |

### 其他假面騎士（本篇以外作品）

#### 假面騎士Tassel
變身者：流蘇（替身演員：、CV：TOBI）
原文： / Kamen Rider TASSEL
名稱由來：變身者的名字。

##### 形態
| 形態名稱             | 簡介                                                                                       | 外觀                         | 能力 | 必殺技 |
| Tassel Dark 流蘇暗黑 | 原文： Haken Bladriver 搭配 Tassel Dark Wonder Ride Book 變身的形態。 最終舞台劇限定登場。 | 全身以粉紅、黑、水藍色為主。 |      |        |

#### 假面騎士Desast
變身者：迪札斯特（替身演員：、CV：內山昂輝）
原文： / Kamen Rider DESAST
名稱由來：變身者的名字。

##### 形態
| 形態名稱                     | 簡介                                                                                              | 外觀                      | 能力                      | 必殺技                    |
| Gaikotsu Ninjaden 骸骨忍者傳 | 原文： Seiken Swordriver 搭配 骸骨忍者傳 Wonder Ride Book（右） 變身的形態。 Outsiders EP.2登場。 | 更多 ： 假面騎士Outsiders | 更多 ： 假面騎士Outsiders | 更多 ： 假面騎士Outsiders |

## 輔助工具

### 變身道具
【「■■」代表Wonder Ride Book的變身音效；「◆◆」代表Wonder Ride Book的屬性；「▲▲」代表Wonder Ride Book的變身後說明音效；「●●」代表Wonder Ride Book的綴詞音效；「★★」代表Wonder Ride Book的書名；「▼▼」代表代表Wonder Ride Book的聯組變身音效，詳情請見「奇跡駕馭書（Wonder Ride Book）」

#### 驅動器
- 聖劍 SWORD驅動器「臺譯：聖劍驅動器」

原文： /  SEIKEN SWORDRIVER 
CV：大塚明夫、坂本英三
本作三名主要騎士以及假面騎士Desast所使用的鞘型變身腰帶，共有三格插槽可放置對應的奇跡駕馭書。分別為：
右（神獸之書格）：對應右半身，使劍技向上提升的作用。
中（生物之書格）：對應身體中央及腳部，使身體能力增強的特性。
左（故事之書格）：對應左半身，發動特殊能力的作用。
變身或轉換型態的方式：啟動奇跡駕馭書後合上，並將其置入聖劍 SWORD驅動器的對應插槽後，拔出驅動器內置的聖劍，驅動器上的奇跡駕馭書自動開頁，就能進行變身。
- 一冊

使用特定屬性的奇跡駕馭書音效為：「烈火 / 流水 / 黃雷 拔刀！■■！◆◆一冊！▲▲！」
上述以外的音效為：「烈火 / 流水 / 黃雷 拔刀！Wonder Rider！●●！從前的神獸 / 這種動物 / 某個故事 的力量，寄宿於劍之中！(かつての神獣 / この動物 / とある物語！なる力を剣に宿す！) 」
- 二冊

使用二冊為聯組的音效為：「烈火 / 流水 / 黃雷 拔刀！▼▼！」
聯組以外搭配的音效為：「烈火 / 流水 / 黃雷 拔刀！二冊之書重合之時，力量寄宿於神聖之劍之中（二冊の本を重ねし時、聖なる剣に力が宿る）！Wonder Rider！●●！●●！具備兩種屬性的劍刃，鋒利無比（二つの属性を備えし刃が、研ぎ澄まされる）！」
- 三冊

使用三冊為聯組的音效為：「烈火 / 流水 / 黃雷 拔刀！▼▼！」
三冊之中其中二冊為聯組的音效為：「烈火 / 流水 / 黃雷 拔刀！▼▼（第一段）！增冊！●●！▼▼（後半段）！」
上述以外搭配的音效為：「烈火 / 流水 / 黃雷 拔刀！三冊之書重合之時，神聖之劍力量充盈（三冊の本を重なりし時、聖なる剣に力がみなぎる）！Wonder Rider！●●！●●！●●！寄宿著三屬性的力量，強韌之劍現在在此（三属性の力を宿した、強靭な剣が今ここに）！」
必殺技：擁有五種必殺技發動方式
- 聖劍插回驅動器連續扣動兩次扳機

音效為：一冊「必殺讀破！●●！一冊擊！Fire / Water / Thunder！」，二冊「必殺讀破！●●！●●！二冊擊！FiFiFire / WaWaWater / ThuThuThunder！」，三冊「必殺讀破！●●！●●！●●！三冊擊！FiFiFiFire / WaWaWaWater / ThuThuThuThunder！」
- 聖劍插回驅動器按下板機拔出劍刃

音效為：一冊「必殺讀破！烈火 / 流水 / 黃雷 拔刀！●●！一冊斬！Fire / Water / Thunder！」，二冊「必殺讀破！烈火 / 流水 / 黃雷 拔刀！●●！●●！二冊斬！FiFiFire / WaWaWater / ThuThuThunder！」，三冊「必殺讀破！烈火 / 流水 / 黃雷 拔刀！●●！●●！●●！三冊斬！FiFiFiFire / WaWaWaWater / ThuThuThuThunder！」
- 聖劍尖端感應奇跡駕馭書

感應音效為：第一 / 二冊「●●！嗯嗯（原文：ふむふむ…）！」，第三冊「●●！原來如此 原來如此（原文：なるほどなるほど…）！」；必殺技音效為「習得一 / 二 / 三閃！」
- 按壓驅動器上的奇跡駕馭書展開的頁面，音效為「★★！」。
- 聖劍插入腰帶左側的SWORD驅動器必冊收納套後按下板機拔出聖劍。

必殺技音效為：「烈火 / 流水 / 黃雷 居合！讀後一閃！」
- 邪劍 CALIBUR驅動器

原文： /  JAKEN CALIBURDRIVER 
假面騎士Calibur的變身腰帶。
變身的方式：啟動奇跡駕馭書後合上，並將其感應闇黑劍月闇後置入邪劍 CALIBUR驅動器的插槽後，用月闇的劍柄尾端觸碰驅動器上段按鈕，奇跡駕馭書會自動開頁，就能進行變身。
音效為：「Jaaku Read(ジャアクリード）！闇黑劍月闇（闇黒剣月闇）！Get go under conquer than get keen.（月光！暗黒！斬撃！）Jaaku Dragon！」
變身的說明為：「月闇翻譯！剝奪光明，漆黑之劍冷酷無情地支配著暗黑龍！（月闇翻訳！光を奪いし、漆黒の剣が冷酷無情に暗黒竜を支配るす！）」
在劍身感應處長時間感應奇跡駕馭書1~3本後按下板機發動必殺技。
必殺技音效的前綴為：「必殺Read！（必殺リード！）Jaaku ●●！」
必殺技音效為：「月闇必殺撃！習得一 / 二 / 三閃！」
將闇黑劍月闇插入腰帶左側的SWORD驅動器必冊收納套後按下板機拔出發動必殺技。
必殺技音效為：「月闇居合！讀後一閃！」
- 聖劍 最光驅動器

原文： /  SEIKEN SAIKOUDRIVER 
假面騎士最光的變身腰帶。
變身的方式：啟動金之武器 銀之武器奇跡駕馭書後合上，將腰帶左側劍刃展開，並將書置入聖劍·光剛劍最光的插槽後向上拔出聖劍，奇跡駕馭書會自動開頁，就能進行變身。
音效為：「最光發光（最光発光）！ Who is the shining sword？」
變身的說明為：「最光一章！擁有金銀力量的閃耀之劍（金銀の力を得た輝く剣）！最光！」
按下書上的按鈕後發動必殺技。
必殺技音效為：「最光發光（最光発光）！Good Luck！」
再次按下書上的按鈕召喚最光陰影。
音效為「Who is this！最光二章！從光中誕生的陰影！Shadow！（光から生まれし影！シャドー！）」
召喚最光陰影的狀態下用最光的劍柄尾端觸碰驅動器上段按鈕後發動必殺技，奇跡駕馭書會翻至第二頁。
必殺技音效為：「最光發光（最光発光）！」
- 霸劍 BLADE驅動器

原文： / HAKEN BLADRIVER

#### 聖劍
- 聖劍·土豪劍激土

原文： / SEIKAN DOGOUKEN GEKIDO
假面騎士Buster的專屬武器，同時也是變身道具，亦是目前體型最大的一把聖劍。
變身或轉換形態的方式：啟動奇跡駕馭書後合上，並將其置入劍上的插槽後按下扳機變身，奇跡駕馭書會自動開頁。
音效為：「★★！一刀兩斷！粉碎一斬！Dogo！Dogo！土豪劍激土！（一刀両断！ブツた斬れ！ドゴ！ドゴ！土豪剣激土！）」
變身的說明為：「激土重版！絕對裝甲之大劍自北方揮下強大的一擊！（激土重版！絶対装甲の大剣が北方より大いなる一撃を叩き込む！）」
必殺技：將奇跡駕馭書在插槽上方的感應區感應1~3次後按下扳機。感應後會讀出Wonder Ride Book的書名。
感應第一次後必殺技的音效：「Dogon！會心之激土亂讀擊！Dogon！（ドゴーン！会心の激土乱読撃！ドゴーン！）」
感應第二次後必殺技的音效：「Dogodogon！會心之激土亂讀擊！Dogodogon！（ドゴドゴーン！会心の激土乱読撃！ドゴドゴーン！）」
感應第三次後必殺技的音效：「Dogo！Dogodogon！會心之激土亂讀擊！Dogo！Dogodogon！（ドゴ！ドゴドゴーン！会心の激土乱読撃！ドゴ！ドゴドゴーン！）」
- 聖劍·風雙劍翠風

原文： / SEIKAN FOUSOUKEN HAYATE
假面騎士劍斬的專屬武器，同時也是變身道具，能變換為一刀流、二刀流、手裏劍模式。
分開為二刀流模式的音效為「二刀流」；一刀流、手裏劍模式的音效為「一刀流」。
變身或轉換形態的方式：
二刀流：啟動奇跡駕馭書後合上，一刀流狀態將其置入劍上的插槽後變換為二刀流後變身，奇跡駕馭書會自動開頁。
一刀流：啟動奇跡駕馭書後合上，將其置入劍上的插槽後按下扳機，奇跡駕馭書會自動開頁。
音效為：「★★！雙刀分斷！一之手，手裏劍！二之手，二刀流，風雙劍翠風！（双刀分断！壱の手、手裏剣！弐の手、二刀流、風双剣翠風！）」
變身的說明為：「翠風之卷，甲賀風遁之雙劍以神速的忍術討伐敵人！（翠風の巻、甲賀風遁の双剣が神速の忍術で敵を討つ！）」
必殺技：將奇跡駕馭書在插槽上方的感應區感應1~3次後按下扳機。感應後會讀出Wonder Ride Book的書名。
感應第一次的必殺技音效：「忍忍！翠風速讀撃！忍忍！（ニンニン！翠風速読撃！ニンニン！）」
感應第二次的必殺技音效：「忍！忍忍！翠風速讀撃！忍！忍忍！（ニン！ニンニン！翠風速読撃！ニン！ニンニン！）」
感應第三次的必殺技音效：「忍忍忍忍！翠風速讀撃！忍忍忍忍！（ニンニンニニーン！翠風速読撃！ニンニンニニーン！）」
- 聖劍·音銃劍錫音

原文： / SEIKEN ONJUUKEN SUZUNE
假面騎士Slash的專屬武器，同時也是變身道具，亦是目前唯一一把能變換為銃模式的聖劍。
展開劍模式的音效為「劍盤！」；展開銃模式的音效為「銃奏！」。
變身或轉換形態的方式：啟動奇跡駕馭書後合上，並將其置入劍上的插槽後按下扳機變身，奇跡駕馭書會自動開頁。
劍模式變身音效為：「★★！銃劍擊彈（銃剣撃弾）！用銃GO！GO！否！用劍上吧！音銃劍錫音！（銃でGO！GO！否！剣で行くそ！音銃剣錫音！）」
銃模式變身音效為：「★★！銃劍擊彈（銃剣撃弾）！用劍上吧！NO！NO！用銃GO！GO！BANG！BANG！音銃劍錫音！（剣で行くぜ！NO！NO！銃でGO！GO！BANG！BANG！音銃剣錫音！）」
變身的說明為：「錫音樂章！甜美魅惑之銃劍，用荒謬節奏刻劃出拍子！（錫音楽章！甘い魅惑の銃剣が、おかしなリズムでビートを斬り刻む！）」
必殺技：將奇跡駕馭書在插槽另一側的感應區感應1~3次後按下扳機。感應後會讀出Wonder Ride Book的書名。
感應第一次的必殺技音效：「Yeah！錫音音讀撃！Yeah！（イエーイ！錫音音読撃！イエーイ！）」
感應第二次的必殺技音效：「Yay Yeah！錫音音讀撃！Yay Yeah！（イエイイエーイ！錫音音読撃！イエイイエーイ！）」
感應第三次的必殺技音效：「Yay Yay Yeah！錫音音讀撃！Yay Yay Yeah！（イエイイエイイエーイ！錫音音読撃！イエイイエイイエーイ！）」
- 聖劍·煙叡劍狼煙

原文： / SEIKEN ENEIKEN NOROSHI
假面騎士Sabela的專屬武器，同時也是變身道具。
變身或轉換形態的方式：啟動奇跡駕馭書後合上，並將其置入劍上的插槽後按下扳機變身，奇跡駕馭書會自動開頁。
按住扳機2秒可切換模式，切換別冊模式音效為「狼煙別冊！」
一般模式
變身音效為：「狼煙開戰（狼煙開戦）！FRYING！SMOG！STING！STEAM！昆蟲CHU大百科（昆虫CHU大百科）！」
變身的說明為：「搖盪的劍鋒（揺蕩う切っ先）！」
必殺技：按下劍柄上的按鈕1~2次後按下扳機發動必殺技，或是長壓按鈕後按下扳機發動必殺技。
按下一次按鈕的必殺技音效：「狼煙霧蟲！Insect Shot！（狼煙霧虫！インセクトショット！）」
按下二次按鈕的必殺技音效：「狼煙霧蟲！煙幕幻想擊！（狼煙霧虫！煙幕幻想撃！）」
按著按鈕的必殺技音效：「超狼煙霧蟲！昆蟲煙舞一閃！（超狼煙霧虫！昆虫煙舞一閃！）」
別冊模式
變身音效為：「狼煙開戰！WonWonder！Wonder Rider！MokuMokuDoron！Doron！（狼煙開戦！ワンワンダー！ワンダーライダー！モクモクドロン！ドロン！）」
必殺技：按下劍柄上的按鈕1~2次後按下扳機發動必殺技，或是長壓按鈕後按下扳機發動必殺技。
按下一次按鈕的必殺技音效：「狼煙霧蟲！Smoke Strike！（狼煙霧虫！スモークストライク！）」
按下二次按鈕的必殺技音效：「狼煙霧蟲！永煙的一刺！（狼煙霧虫！永煙の一刺し！）」
按著按鈕的必殺技音效：「超狼煙霧蟲！狼煙讀冊擊！（超狼煙霧虫！狼煙読冊撃！）」
- 聖劍·時國劍界時

原文： / SEIKEN JIKOKUKEN KAIJI
假面騎士Durendal的專屬武器，同時也是變身道具，能變換為劍模式、槍模式。
插入槍尖進入劍模式的音效為「劍刻 ！」；插入劍尖進入槍模式的音效為「槍時刻！」。
變身或轉換形態的方式：啟動奇跡駕馭書後合上，並將其置入劍柄上的插槽後拔出、插入劍身後變身，奇跡駕馭書會自動開頁。
按住扳機2秒可切換模式，切換別冊模式音效為「界時別冊！」
一般模式
變身音效為：「界時逆回！時間是…時間是…時間是時間是時間是時間是！我！Ocean History！（界時逆回！時は…時は…時は時は時は時は！我なり！オーシャンヒストリー！）」
變身的說明為：「Ocean Basshaan!Basshaan!（オーシャンバッシャーン！バッシャーン！）」
拔出劍身後按下扳機啟動必殺技，音效為：「界時抹消！」；將劍身插入後按下扳機關閉必殺技，音效為「再界時！」
連續按下扳機三次發動必殺技，音效為「一時一閃！」
劍模式拔出劍身再插入後按下扳機發動必殺技，音效為「必殺時刻！海洋一刻斬（オーシャン一刻斬り）！」
槍模式拔出劍身再插入後按下扳機發動必殺技，音效為「必殺時刻！海洋三刻刺（オーシャン三刻突き）！」
別冊模式
變身音效為：「界時逆回！Wonder Rider！時間到了！哇！（界時逆回！ワンダーライダー！時は来た！ギャー！）」
劍模式拔出劍身再插入後按下扳機發動必殺技，音效為「必殺時刻！界時一冊斬（界時一冊斬り）！」
槍模式拔出劍身再插入後按下扳機發動必殺技，音效為「必殺時刻！界時一冊刺（界時一冊突き）！」
- 聖劍·刃王劍十聖刃

原文： / SEIKEN HAOUKEN XROSS SABER
假面騎士XROSS聖刃的專屬武器，同時也是變身道具（配合聖劍 SWORD驅動器）。
變身或轉換形態的方式：啟動奇跡駕馭書後合上，並將其置入聖劍 SWORD驅動器的對應插槽後，拔出驅動器內置的聖劍，驅動器上的奇跡駕馭書自動開頁，就能進行變身。
- 十聖刃(Xross Saber) / 一冊

使用單一屬性的奇跡駕馭書音效為：「聖刃拔刀！刃王劍十聖刃！創世之十字！伴隨著閃耀星群的奇跡！高貴之力與勇氣之炎！XROSS聖刃！XROSS聖刃！XROSS聖刃！（聖刃抜刀！刃王剣クロスセイバー！創世の十字！煌めく星たちの奇跡とともに！気高き力よ勇気の炎！クロスセイバー！クロスセイバー！クロスセイバー！）」
變身的說明為：「交會的十把劍！（交わる十本の剣！）」
使用隨意一冊至三冊傳說騎士奇跡駕馭書的音效為：「聖刃拔刀！從昭和開始，在平成奔馳，到令和開拓！變身！假面騎士！正義永遠在我們的心中…50周年！（聖刃抜刀！昭和に始まり 平成を駆け抜け 令和を切り拓く！変身！仮面ライダー！いつの日も正義は心の中に…50周年！）」
- 混合聖刃(Hybrid Saber) / 二冊

使用二冊的音效為：「聖刃拔刀！Wonder！XROSS！Wonder！加乘！增幅二冊之超力量！High！High！High！High！混合聖刃！聖刃！推薦圖書！ （聖刃抜刀！ワンダー！クロス！ワンダー！掛け合わせ！高まる二冊の超パワー！ハイ！ハイ！ハイ！ハイ！ハイブリッドセイバー！セイバー！推薦図書！）」
- 特典聖刃(Featuring Saber)、深紅聖刃(Crimson Saber) / 三冊

使用三冊為勇猛戰龍、雄獅戰記、艾倫吉納的神燈的音效為：「聖刃拔刀！DRA-DRAGON！雄獅-戰記！A-ALANGINA！牽絆引導至勝利的約定！合併出版！特典聖刃！三冊特裝版！（聖刃抜刀！ドラ！ドラゴン！ライオン！戦記！アー！アランジーナ！絆が導く勝利の約束！合併出版！フィーチャリングセイバー！三冊特装版！）」
使用上述以外搭配的三冊音效為：「聖刃拔刀！深紅聖刃！在銀河的盡頭釋放！擴散吧宇宙！再一次甦醒全世界！光 真實 愛 希望 時空早就Rock on！XROSS SABER THREE！豪華三冊！（聖刃抜刀！クリムゾンセイバー！銀河の果てに放つ！広がれ上がれコスモ！甦れ world once more！光 真実 愛 希望 時空はとっくにRock on！クロスセイバースリー！豪華三冊！）」
必殺技：擁有六種必殺技發動方式
- 聖劍插回驅動器連續扣動兩次扳機

音效為：「刃王必殺讀破！刃王一 / 二 / 三冊擊！Saber / SaSaSaber / Sa---Saber！」
- 聖劍插回驅動器按下板機拔出劍刃

音效為：「刃王必殺讀破！聖刃拔刀！刃王一 / 二 / 三冊斬！Saber / SaSaSaber / Sa---Saber！」
- 按壓驅動器上的奇跡駕馭書展開的頁面，音效為「★★！」。
- 聖劍插入腰帶左側的SWORD驅動器必冊收納套後按下板機拔出聖劍。

必殺技音效為：「刃王居合！刃王超一閃！」
- 拉動聖劍上的徽章至劍身的三處感應器扣動扳機選擇使用的屬性，拉回徽章記錄屬性，記錄完畢後扣動扳機

音效為：「◆◆！」，拉回徽章的效為：「既讀！」，必殺技音效為：「（記錄的屬性）！XROSS斬（クロス斬り）！」
- 按下聖劍徽章的中央按鈕再拉至劍身的一至三處感應器，拉回徽章進入待機狀態後扣動扳機

音效為：「刃王必殺Read（刃王必殺リード）！既讀三聖劍 / 既讀六聖劍 / 既讀十聖劍！」，拉回徽章的待機音效為：「刃王必殺讀破！」，必殺技音效為：「星烈斬！ / 刃王星烈斬！ / 刃王XROSS星烈斬（刃王クロス星烈斬）！」

#### 其他
- 《邪王魔龍》奇跡駕馭書

原文： / JAOU DRAGON WONDER RIDE BOOK
斯特琉斯以『邪惡魔龍』、『天空的佩加索斯』、『尖針刺蝟』奇跡駕馭書和『來自墻壁的石像鬼』、『鑽頭山魈』、『撒謊的野狼』改造駕馭書的力量結合而成的立體書型奇跡駕馭書，也是假面騎士Calibur變身成強化形態的道具。
搭配邪劍 CALIBUR驅動器的變身音效為「Jaou Read(ジャオウリード）！闇黑劍月闇（闇黒剣月闇）！Jump out the book. Open it and burst. The fear of the darkness. You make right a just, no matter dark joke. Fury in the dark. Jaou Dragon！」
變身的說明為「誰都無法逃離…（誰も逃れられない…）」
將驅動器上的奇跡駕馭書後合上後觸碰驅動器上段按鈕發動必殺技。
合上的音效為：「邪王必殺讀破！」；必殺技音效為：「邪王必殺擊！You are over.」
- 《龍之騎士》奇跡駕馭書

原文： / DRAGONIC KNIGHT WONDER RIDE BOOK
從阿瓦隆得到的銀色空白書認定飛羽真突破全部試煉後，與『勇猛戰龍』奇跡駕馭書和火炎劍烈火共鳴而覺醒的繪本型奇跡駕馭書，也是假面騎士聖刃變身成進化形態的道具。
搭配聖劍 SWORD驅動器的變身音效為「烈火拔刀！Don't miss it！超金屬之裝甲！超華麗之推進器！超魄力之騎士！龍之騎士！」
（日文：「烈火抜刀！Don't miss it！ドメタリックアーマー！ドハデ二ックブースター！ドハクリョックライダー！ドラゴニックナイト！」）
變身的說明為「也就是說超強！（すなわちド強い！）」
按壓驅動器上的奇跡駕馭書展開的頁面進入必殺技待機狀態，音效為「龍之必殺讀破！」；再次按壓頁面發動必殺技的音效為「龍之必殺擊！」；拔刀發動必殺技的音效為「烈火拔刀！龍之必殺斬！」
按壓驅動器上的奇跡駕馭書展開的頁面三次來召喚勇猛戰龍，音效為「The knight appears. When you side, you have no grief and the flame is bright ride on dragon, fight. Dragonic knight.」
- 《王者雄獅大戰記》奇跡駕馭書

原文： / KING LION DAISENKI WONDER RIDE BOOK
大秦寺哲雄解析『龍之騎士奇跡駕馭書』的情報與『雄獅戰記』、『彼得幻想曲』、『天空的佩加索斯』和『亞瑟之王者』奇跡駕馭書的力量集合而成的電子書型奇跡駕馭書，也是假面騎士Blades變身成進化形態的道具；啟動音效為「King Lion（キングライオン）!」。
搭配聖劍 SWORD驅動器的變身音效為「流水拔刀！Rhyming！Riding！Rider！獸王來迎（獣王来迎）！Rising！Lifull！王者雄獅大戰記（キングライオン大戦記）！」
變身的說明為「那也就是砲擊的戰士！（それすなわち砲撃の戦士！）」
按壓驅動器上的奇跡駕馭書展開的頁面進入必殺技待機狀態，音效為「王者雄獅必殺讀破！」；再次按壓頁面發動必殺技的音效為「王者雄獅必殺擊！」；拔刀發動必殺技的音效為「流水拔刀！王者雄獅必殺斬！」
將奇跡駕馭書中央的劍形裝置往左扳下進行變形，音效為「流水咆哮！王者雄獅大變化！那也就是砲擊的戰士！進一步的獅子變形！」
（日文：「流水咆哮！キングライオン大チェンジ！それすなわち砲撃の戦士！さらにはライオン変形！」）
- 《X劍客》奇跡駕馭書

原文： / X-SWORDMAN WONDER RIDE BOOK
尤里從流蘇保管的《奇跡世界故事光剛劍最光》奇跡駕馭書取回劍士的力量後，其書變化而成的漫畫型奇跡駕馭書，也是假面騎士最光變身成強化形態的道具。
轉換形態的方式：啟動奇跡駕馭書後合上，置入聖劍 最光驅動器扣帶的插槽後，用最光的劍柄尾端觸碰扣帶上段按鈕，奇跡駕馭書會自動開頁。
音效為：「最光發光！Get all Colors！X劍客！」（日文：「最光発光！Get all Colors！エックスソードマン！」）
變身的說明為「Episode 1 全顏色參上！梆梆梆梆！」（日文：「エピソード1 フルカラーで参上！ババババーン！」）
再次按下扣帶上段按鈕可將書翻頁來轉換形態。
第二頁的音效為「移動最光！腕最棒（腕最高）！Fullcolor goes to arm！」
變身的說明為「Episode 2 五彩繽紛的劍茲梆茲梆！」（日文：「エピソード2 カラフルソードでズバズバーン！」）
第三頁的音效為「移動最光！腳最棒（脚最高）！Fullcolor goes to leg！」
變身的說明為「Episode 3 五彩繽紛的踢擊咚噹咚噹！」（日文：「エピソード3 カラフルキックでドカドカーン！」）
將扣帶上的奇跡駕馭書合上再翻開後，按壓扣帶上的奇跡駕馭書展開的頁面進入必殺技待機狀態，音效為「Finish Reading（フィニッシュリーディング）！」；按下扣帶上段按鈕1~3次發動必殺技，1次音效為「最光五彩繽紛（サイコーカラフル）！」；2次音效為「最光強大（サイコーパワフル）！」；3次音效為「最光精彩（サイコーワンダフル）！」
- 《始源戰龍》奇跡駕馭書

原文： / PRIMITIVE DRAGON WONDER RIDE BOOK
由放置在極南基地的禁斷之書，與飛羽真保管的奇跡故事產生共鳴變化而成的禁書型奇跡駕馭書，也是假面騎士聖刃變身成進化形態的道具，使用此書後變身者會無法駕馭而暴走。
第24章中得知，該奇跡駕馭書會自動保護擁有者，能從空間中憑空消失，並憑空出現在變身者面前強制變身或轉換成此形態。
變身或轉換形態的方式：打開書頁將奇跡駕馭書插入書上的插槽後，將其置入聖劍 SWORD驅動器的右側插槽，拔出驅動器內置的聖劍，驅動器上的奇跡駕馭書的中間頁面會自動翻頁，就能進行變身。
翻閱進入待機音效後插入奇跡駕馭書，翻閱的音效為「始源戰龍（プリミティブドラゴン）！」；奇跡駕馭書插入書上插槽的音效為「★★！Get（ゲット）！」
變身音效為「烈火拔刀！Baki！Boki！Bone！Gaki！Goki！Bone！始源戰龍！（烈火抜刀！バキッ！ボキッ！ボーン！ガキッ！ゴキッ！ボーン！プリミティブドラゴン！）」
按壓驅動器上的奇跡駕馭書展開的頁面進入必殺技待機狀態，音效為「抓取必殺讀破（グラップ必殺読破）！」；再次按壓頁面發動必殺技的音效為「粉碎必殺擊（クラッシュ必殺撃）！」；拔刀發動必殺技的音效為「烈火拔刀！粉碎必殺斬（クラッシュ必殺斬り）！」
將書上插槽的一般的奇跡駕馭書拔出的音效為「★★！Good Bye！」；元素戰龍奇跡駕馭書拔出的音效為「★★！Thank you！」
- 《元素戰龍》奇跡駕馭書

原文： / ELEMENTAL DRAGON WONDER RIDE BOOK
成功拯救始源戰龍奇跡駕馭書內的靈魂，彼此結下羈絆而誕生的經摺裝型奇跡駕馭書，也是假面騎士聖刃變身成進化形態的道具。
組裝在始源戰龍奇跡駕馭書內才能變身成假面騎士聖刃 元素始源戰龍形態，單一使用元素戰龍奇跡駕馭書則能強化該騎士的元素力量。
變身或轉換形態的方式：啟動奇跡駕馭書後合上，置入始源戰龍奇跡駕馭書的插槽後，將其置入聖劍 SWORD驅動器的右側插槽，拔出驅動器內置的聖劍，驅動器上的奇跡駕馭書的頁面會自動翻頁，就能進行變身。
變身音效為「烈火拔刀！Baki！Boki！Bone！Mera！Mera！Burn！握手！元素戰龍！（烈火抜刀！バキッ！ボキッ！ボーン！メラ！メラ！バーン！シェイクハンズ！エレメンタルドラゴン！）」
變身的說明為「元素加倍！羈絆堅固！（エレメントマシマシ！キズナカタメ！）」
按壓驅動器上的始源戰龍奇跡駕馭書展開的頁面進入必殺技待機狀態，音效為「必殺讀破加倍（必殺読破マシマシ）！」；再次按壓頁面發動必殺技的音效為「元素合冊擊（エレメンタル合冊撃）！」；拔刀發動必殺技的音效為「烈火拔刀！元素合冊斬（エレメンタル合冊斬り）！」
書本單一使用的變身音效為「加倍拔刀！元素！加倍！乘著精神！加倍！增強精神！加倍！Elemashi！（マシマシ抜刀！エレメンタル！マシマシ！乗せメンタル！マシマシ！增しメンタル！マシマシ！エレマシ！）」
按壓驅動器上的奇跡駕馭書展開的頁面進入必殺技待機狀態，音效為「必殺讀破加倍（必殺読破マシマシ）！」；再次按壓頁面發動必殺技的音效為「元素必殺擊（エレメンタル必殺撃）！」；拔刀發動必殺技的音效為「元素加倍！元素必殺斬！（エレメントマシマシ！エレメンタル必殺斬り！）」
- 《鬃毛冰獸戰記》奇跡駕馭書

原文： / TATEGAMI HYOUJUUSENKI WONDER RIDE BOOK
倫太郎想要守護重要的夥伴的決心，與極北基地的力量（全知全能之書的殘篇之一）共鳴後變化而成，寄宿著極北基地歷代劍士英靈的敘事詩型奇跡駕馭書，也是假面騎士Blades變身成進化形態的道具。
變身或轉換形態的方式：啟動奇跡駕馭書，按下書的右側按鈕開啟書頁，將書轉至90度讓展開的頁面朝下，置入聖劍 SWORD驅動器的中央插槽後，拔出驅動器內置的聖劍，驅動器上的奇跡駕馭書的中央標誌會自動展開並迴轉，就能進行變身。
變身音效為「流水拔刀！鬃毛展開！率領一切的鬃毛！冰獸戰記！Long Get！（流水抜刀！タテガミ展開！全てを率いしタテガミ！氷獣戦記！Long Get！）」
扳下驅動器上的奇跡駕馭書的右側拉桿來切換元素，並按下上方的按鈕發動元素必殺技，音效分別為「天空的冰獸！（大空の氷獣！）、鬃毛天空擊！（タテガミ大空撃！）」「大海的冰獸！（大海の氷獣！）、鬃毛大海擊！（タテガミ大海撃！）」「大地的冰獸！（大地の氷獣！）、鬃毛大地擊！（タテガミ大地撃！）」「百大冰獸！（百大氷獣！）、鬃毛大冰獸擊！（タテガミ大氷獣撃！）」
按下驅動器上的奇跡駕馭書的上方按鈕來進入必殺技待機狀態，音效為「必冊凍結！」；拔刀發動必殺技的音效為「流水拔刀！鬃毛冰牙斬！（流水抜刀！タテガミ氷牙斬り！）」
- 《激情戰龍》奇跡駕馭書

原文： / EMOTIONAL DRAGON WONDER RIDE BOOK
- 《超級英雄戰記》奇跡駕馭書

原文： / SUPERHERO SENKI WONDER RIDE BOOK
- 《全能之力》奇跡駕馭書

原文： / ONMI FORCE WONDER RIDE BOOK
飛羽真阻止全知全能之書的完成後，由不完整的全知全能之書變化而成的百科全書型奇跡駕馭書，也是假面騎士Solomon的變身道具，擁有自動修復和支配其他奇跡駕馭書的能力。
變身方式：啟動奇跡駕馭書後合上，置入殞命驅動扣帶的插槽後，觸碰扣帶上段按鈕，奇跡駕馭書會自動開頁，就能進行變身。
變身音效為「OPEN THE OMNIBUS FORCE OF THE GOD！KAMEN RIDER SOLOMON！」
變身的說明為「THE FEAR IS COMING SOON.」
二次按下扣帶上段按鈕的音效為「EVIL GOD SLASH！」；三次按下扣帶上段按鈕的音效為「EVIL GOD ZONE！」
將扣帶上的奇跡駕馭書合上再翻開後，按壓扣帶上的奇跡駕馭書展開的頁面進入必殺技待機狀態，音效為「Onmibus Loading（オムニバスローディング）！」；按下扣帶上段按鈕1~3次發動必殺技，1次音效為「Solomon Break（ソロモンブレイク）！」；2次音效為「Solomon Strash（ソロモンストラッシュ）！」；3次音效為「Solomon Zone（ソロモンゾーン）！」
- 《魔導之書》奇跡駕馭書

原文： / GRIMOIRE WONDER RIDE BOOK
斯特琉斯透過『雷傑爾(EX)』、『茲歐斯(EX)』、『斯特琉斯(EX)』、『全能之力』以及流蘇手中的大型全知全能之書殘頁的力量，並加上聯繫世界的存在的仿製品及已吸收大量以人們所製作的改造駕馭書的卡律布狄斯梅基多結合而成的魔法書型奇跡駕馭書，極為接近於全知全能之書。也是假面騎士Storious的變身道具，擁有將世界引導至終焉的能力。
變身方式：啟動奇跡駕馭書後合上，置入殞命驅動扣帶的插槽後，觸碰扣帶上段按鈕，奇跡駕馭書會自動開頁，就能進行變身。
變身音效為「OPEN THE GRIMOIRE THE END OF THE STORY！KAMEN RIDER STRIUS！」
二次按下扣帶上段按鈕的音效為「OPEN THE STORY OF DESPAIR！」；三次按下扣帶上段按鈕的音效為「OPEN THE STORY OF THE END！」
將扣帶上的奇跡駕馭書合上再翻開後，按壓扣帶上的奇跡駕馭書展開的頁面進入必殺技待機狀態，音效為「Grimoire Reading（グリモワールリーディング）！」；按下扣帶上段按鈕1~3次發動必殺技，1次音效為「THE STORY OF DESPAIR！」；2次音效為「ULTIMATE DESPAIR！」；3次音效為「THE END OF THE WORLD！」
- 《奇跡萬能》奇跡駕馭書

原文： / WONDER ALMIGHTY WONDER RIDE BOOK
由露娜犧牲自己創造的「生命之果」圖騰，集結火、水、雷、土、風、音之聖劍而誕生的經摺裝型奇跡駕馭書，為全新誕生的全知全能之書。也是假面騎士聖刃變身成特殊形態的道具，擁有全奇跡駕馭書的力量。
此書籍不只是全知全能之書的修復外，更能將之後所誕生出的各種奇跡駕馭書融會貫通。
變身或轉換形態的方式：啟動奇跡駕馭書後合上，將其置入聖劍 SWORD驅動器的右側插槽，拔出驅動器內置的聖劍，驅動器上的奇跡駕馭書的頁面會自動展開，就能進行變身。
變身音效為「烈火全拔刀！一個新故事的誕生！奇跡 奇跡 奇跡 萬 萬 萬 萬能！（烈火全抜刀！A NEW STORY IS BORN！WONDER WONDER WONDER ALL ALL ALL ALLMIGHTY！）」
聖劍插回驅動器後，按下板機拔出劍刃發動劍技必殺技，音效為「必殺讀破！烈火全拔刀！萬能必殺斬（オールマイティ必殺斬り）！GRAND FINALE！」
將頁首與頁尾摺回，按壓驅動器上的奇跡駕馭書展開的頁面進入必殺技待機狀態，音效為「萬能必殺讀破（オールマイティ必殺読破）！」；待機音效為「Save The World!」；再次按壓頁面發動必殺技的音效為「萬能必殺擊！在此完結！（オールマイティ必殺撃！ここに完結！）」
- 《流蘇暗黑》奇跡駕馭書

原文： / TASSEL DARK WONDER RIDE BOOK
假面騎士Tassel的變身道具。
變身或轉換形態的方式：啟動奇跡駕馭書後合上，將其置入霸劍 BLADE驅動器的插槽，拔出驅動器內置的聖劍，驅動器上的奇跡駕馭書的頁面會自動展開，就能進行變身。
變身音效為「拔刀！OPEN THE WONDER FORCE OF THE DARK！KAMENRIDER TASSEL！」
聖劍插回驅動器後，拔出劍刃1~3次發動必殺技，一次音效為「TASSEL BREAK！」；二次音效為「TASSEL SLASH！」；三次音效為「TASSEL DARK WONDER！」
- 《阿拉比亞納之夜》奇跡駕馭書

原文： / ARABIANA NIGHT WONDER RIDE BOOK
- 《骸骨忍者傳》奇跡駕馭書

原文： / GAIKOTSU NINJADEN WONDER RIDE BOOK

### 專屬武器（聖劍）
- 聖劍‧火炎劍烈火

原文： / SEIKEN KAENKEN REKKA
假面騎士聖刃的專屬武器
十質點：「嚴厲或力量」
特性：熱度越高而鋒利度越高。
為大秦寺家的祖先參照最初的兩把聖劍所鍛造的第一把聖劍。
當發揮聖劍原本的力量時，能將梅基多體內的人類與其分離。
在15年前的異變後下落不明，在神山飛羽真的召喚下再次現身。
第6章一度被斯特琉斯封印，需要把整把聖劍帶往阿瓦隆才能解封。
第35章被真理之主一度奪走，在拯救露娜時奪回。
增刊號在真理之劍制度改革後，由飛羽真主動將聖劍歸還給了蘇菲亞。
於聯動劇場版《假面騎士Beyond Generations》中為了與一輝一同阻止暴走的假面騎士Century由蘇菲亞要求倫太郎轉交給飛羽真。
於續篇《假面騎士聖刃 深罪的三重奏》中拯救世界過了8年之後飛羽真為了不讓陸受到火與劍的波及選擇不在觸碰該聖劍，但在與間宮對決中為了保護陸重新拿起該聖劍與間宮一決勝負。
- 聖劍·水勢劍流水

原文： / SEIKEN SUISEIKEN NAGARE
假面騎士Blades的專屬武器
十質點：「宏偉」
特性：注入水量越多鋒利度越高。
當發揮聖劍原本的力量時，能將梅基多體內的人類與其分離。
第35章被真理之主一度奪走，隨後被假面騎士Calibur（富加宮賢人）封印，最後回到新堂倫太郎面前並解除了封印。
- 聖劍·雷鳴劍黃雷

原文： / SEIKEN RAIMEIKEN IKAZUCHI
假面騎士Espada的專屬武器
十質點：「美麗或平衡」
特性：雷電纏繞度越高鋒利度越高。
當發揮聖劍原本的力量時，能將梅基多體內的人類與其分離。
第14章後由神山飛羽真持有並使用。
第32章時被神代玲花奪走。
第33章時由真理之主持有並使用。
第35章被假面騎士Calibur（富加宮賢人）封印，與月闇同時回到富加宮賢人面前，但被賢人放棄拿取而留在原地。
第36章起再次由神山飛羽真持有。
第38章神山飛羽真將其交給富加宮賢人持有並使用。
於續篇《假面騎士聖刃 深罪的三重奏》中在賢人使用阿拉比亞納之夜奇蹟駕馭書變身成Espada 阿拉比亞納之夜型態後，該聖劍也變成了聖劍·月光雷鳴劍黃雷。
- 聖劍·土豪劍激土

原文： / SEIKEN DOGOUKEN GEKIDO
假面騎士Buster的專屬武器兼變身道具
十質點：「理解」
特性：可以融合周邊的岩石讓聖劍巨大化，對象越堅固鋒利度就越高。
因其自身屬性的關係，使用時間越長體力消耗就更大，配備此聖劍的劍士需要經過修行及特訓才能控制。
第32章時被神代玲花奪走。
第33章時由真理之主持有並使用。
第35章被假面騎士Calibur（富加宮賢人）封印，最後回到尾上亮面前並解除了封印。
- 聖劍·風雙劍翠風

原文： / SEIKEN FOUSOUKEN HAYATE
假面騎士劍斬的專屬武器兼變身道具，能變換為一刀流、二刀流、手裏劍模式
十質點：「勝利」
特性：轉速越快鋒利度越高。
第28章被假面騎士Calibur（富加宮賢人）封印「裏」部分。是第二把遭到封印的聖劍。
第35章一度被奪走，最後回到緋道蓮面前，並解除了封印。
- 聖劍·音銃劍錫音

原文： / SEIKEN ONJUUKEN SUZUNE
假面騎士Slash的專屬武器兼變身道具，能變換為劍模式、銃模式
十質點:「慈悲」
特性：能根據劍上纏繞的音色不同來改變鋒利度。
第26章被假面騎士Calibur（富加宮賢人）封印。是第一把遭到封印的聖劍。
第32章時被神代玲花奪走。
第35章回到大秦寺哲雄面前，並解除了封印。
- 邪劍·闇黑劍月闇

原文： / JAKEN ANKOKUKEN KURAYAMI
假面騎士Calibur的專屬武器，同時是唯一一把以「邪劍」為開頭的聖劍
十質點:「基礎」
特性：光芒越是散發鋒利度越高。
與 聖劍·光剛劍最光 同為最初誕生的兩把非人造聖劍，由尤里持有，是與其成對的特殊存在，擁有封印聖劍的能力。
擁有以下能力：
使用斬擊切割空間，不僅能進入黑暗空間進行空間移動，更能將目標封印至其空間裡。
吸收後反彈任何屬性攻擊的能力。
歷代闇之劍士最令人忌諱的「未來預知」能力，無論使用者的意願如何，都會讓使用者體驗未來的災難。
為避免光之劍為邪惡所用而擁有將其他的聖劍封印的能力 。
第15章後下落不明，第24章出現在賢人的手上。
第35章一度落入真理之主手中，同時所有劍的封印被解除，最後與黃雷同時回到賢人面前，而賢人只拿取月闇。
第37章一度被尤里取回對抗強悍的真理之主，但後來還是被賢人拿回。
第38章時賢人將其交給出現在戰場的隼人使用，在召喚出最強聖劍 - 刃王劍十聖刃，再次回到賢人手上。
第40章富加宮賢人將其交還給尤里，尤里被全能之力操控的期間被真理之主拿來使用。
第44章時尤里為了讓蘇菲亞不受奇跡世界崩滅的影響而讓她持有。
第45章時蘇菲亞正式使用。
- 聖劍·光剛劍最光

原文： / SEIKEN KOUGOUKEN SAIKOU
假面騎士最光的專屬武器兼變身道具，變身後為假面騎士最光的本體
十質點：「王冠」
特性：釋放的亮度越強鋒利度就越高。
與 邪劍·闇黑劍月闇 同為最初誕生的兩把非人造聖劍，是與其成對的特殊存在。
在1000年前就已下落不明，在神代玲花利用其他人與神山飛羽真對立下伴隨著尤里再次現身。
能將梅基多體內的人類與其分離，也能斬斷肉眼看不到的東西。
第34章時被神代玲花奪走。
第35章被假面騎士Calibur（富加宮賢人）封印，最後回到復活的尤里手上並解除了封印。
第40章尤里被全能之力操控的期間被真理之主拿來使用，脫離控制後仍由尤里持有。
- 聖劍·煙叡劍狼煙

原文： / SEIKEN ENEIKEN NOROSHI
假面騎士Sabela的專屬武器兼變身道具
十質點：「智慧」
特性：煙霧濃度越高鋒利度越高。
可利用粒子級別的力量一次同時攻擊多個敵人，也可用煙霧進行潛行、攻擊、抓取物品、閃避和撤退。
- 聖劍·時國劍界時

原文： / SEIKEN JIKOKUKEN KAIJI
假面騎士Durendal的專屬武器兼變身道具，能變換為劍模式、槍模式
十質點：「王國」
特性：隨著時間經過越久鋒利度越高。
擁有將時間刪除的能力，能讓自身在戰鬥中處在有利位置。
第32章得知一直由神代家所持有並傳承，同時也是極難駕馭的聖劍。
第46章時與賢神迪亞戈對戰期間被其斬斷。
最終章大戰之後被修復回原樣。
- 聖劍·無銘劍虛無

原文： / SEIKEN MUMEIKEN KYOMU
- 聖劍·刃王劍十聖刃

原文： / SEIKEN HAOUKEN XROSS SABER
假面騎士XROSS聖刃的專屬武器。
特性：使用者的創造力越強鋒利度越高。
當11把聖劍的力量交會在一起，形成生命之樹的列陣時所誕生的一把象徵銀河的「究極的聖劍」，與全能之力奇跡駕馭書是對等的存在。
劍身上有三個圓形部位「HaousaXross（ハオウサークロス）」寄宿著10把聖劍的力量，可藉由徽章的拉動選擇任意複數的聖劍，將其特性交織並釋放。
擁有將故事引導至終結的能力和操控、複製聖劍的能力。
第38章由神山飛羽真持有。
第46章時被飛羽真用來鎮壓奇跡世界對現實世界的侵蝕。
於聯動劇場版《假面騎士Beyond Generations》中由除聖刃和REVICE以外的所有假面騎士的寄托，再次誕生而成。
- 聖劍·月光雷鳴劍黃雷

原文： / SEIKEN GEKKOU RAIMEIKEN IKAZUCHI
- 聖劍·黑嵐劍漆黑

原文： / SEIKEN KOKURANKEN SHIKOKU

### 武裝
- 王者聖劍

原文： /  KINGEXCALIBUR
身高：7.81m
體重：12.1t
千年來長眠於阿瓦隆的一把水藍色大劍，假面騎士聖刃使用亞瑟之王者奇跡駕馭書強化形態後持有的武器。
可與顯現的巨大劍連動，一人即可對抗巨獸和城塞體格差異大的對手。
感應亞瑟之王者奇跡駕馭書後，巨大劍會變形成巨大劍士——「亞瑟之王者」，變身音效為「王者聖劍從劍身之變形！巨大的劍士覺醒！亞瑟之王者！（キングエクスカリバーからの剣が変形！巨大な剣士が目を覚ます！キングオブアーサー！）」。
連續按下5次板機進入必殺技待機狀態，音效為「必殺讀破！」，再次按下板機發動必殺技，音效為「King Slash!（キングスラッシュ！）」。
- 龍之推進器

原文： /  DRAGONIC BOOSTER
假面騎士聖刃 龍之騎士專屬的武裝速讀器，按下握把上的按鈕進行攻擊，音效為「Spicy!」。
將武裝上的嘴部張開後讀取奇跡駕馭書1~3次後按下按鈕發動必殺技，讀取音效為「One / Two / Three! Reading! ★★！」；必殺技音效為「Flame / Mix / Dragonic Spicy!」。
讀取龍之騎士奇跡駕馭書後按下按鈕發動必殺技，讀取音效為「Habanero! Reading! Dragonic Knight!」；必殺技音效為「Dragonic Hot Spicy!」。
聖劍尖端感應龍之推進器按下板機發動必殺技，讀取音效為「Special！嗯嗯～嗯～！」；必殺技音效為「完全讀破一閃！」。
- 王者雄獅推進器

原文： /  KINGLION BOOSTER
假面騎士Blades 王者雄獅大戰記專屬的武裝速讀器，按下握把上的按鈕進行攻擊，音效為「Burst!」。
將武裝上的嘴部張開後讀取奇跡駕馭書1~3次後按下按鈕發動必殺技，讀取音效為「One / Two / Three! Reading! ★★！」；必殺技音效為「Tansan / Mix / Lionic Burst!」。
讀取王者雄獅大戰記奇跡駕馭書後按下按鈕發動必殺技，讀取音效為「Splash! Reading! King Lion!」；必殺技音效為「Lionic Full Burst!」。
聖劍尖端感應王者雄獅推進器按下板機發動必殺技，讀取音效為「Special！嗯嗯～嗯～！」；必殺技音效為「完全讀破一閃！」。
- 虹霓劍

原文： / CALADBOLG
身高：7.81m
體重：12.1t
從全能之力奇跡駕馭書中召喚而出的黑金色大劍，也是假面騎士Solomon的專屬武器兼王者聖劍的邪惡仿冒品，所以可以有王者聖劍的能力。
能將全能之力奇跡駕馭書的力量增幅並釋放，能召喚無數可變形的巨大劍士——「所羅門之王者」，並能召喚「巨大的終末之書」來引導世界走向毀滅。

### 駕具
| 名稱                     | 簡介                     | 初次登場章節 | 全長  | 乾燥重量 | 馬力               | 最高時速 | 外觀                   | 備註                                                         |
| DIAGOSPEEDY 帝亞戈疾速者 | 假面騎士聖刃的專屬機車。 | 第2章        | 2.28m | 136.9kg  | 148.7ps（109.4kw） | 280km/h  | 全身以紅、黑色為主     | 由聖劍 SWORD驅動器搭配 Diago Speedy奇跡駕馭書變形而成。      |
| RIDE GATRIKER 騎士幻想者 | 騎士們代步用的三輪機車。 | 第2章        | 2.64m | 421.6kg  | 132.3ps（97.3kw）  | 223km/h  | 全身以金、銀、黑色為主 | 由幻想手機轉變而成。擁有比戰車還高的性能。機頭兩側裝有機槍。 |

### 道具
- 真理之劍扣帶

原文： / 
部分騎士的裝飾用腰帶，兩側的配件也能收納奇跡駕馭書。
- 豪華真理之劍扣帶

原文： / 
假面騎士Sabela和假面騎士Durendal的裝飾用腰帶，兩側的配件也能收納奇跡駕馭書。
- 殞命驅動扣帶

原文： / DOOMS DRIVER BUCKLE
假面騎士Solomon和假面騎士Storious的變身用腰帶。
- SWORD驅動器必冊收納套

原文： / 
聖劍SWORD驅動器、邪劍CALIBUR驅動器腰帶兩側的配件，用於收納奇跡駕馭書，另外左側可收納劍刃來啟動必殺技。
- 幻想手機

原文： / 
本作假面騎士們的通訊道具，為TV本篇開始七年前，大秦寺哲雄利用觸摸屏的原理和技術開發的假面騎士用道具之一，可以變成三輪機車騎士幻想者。
- 駕馭書收納書架

原文： / 
收納奇跡駕馭書用的書架，一個書架最多能收納三本書，另外該書架還能橫著或豎著拼接，形成一個大型的書架。

#### 奇跡駕馭書（Wonder Ride Book）
Wonder Ride Book一覽  。
| 英文名稱                | 日文名稱                   | 中文名稱             | 書籍類型 | 書籍屬性 | 書籍介紹文 | 音效 | 能力                                                                               | 備註 |
| ----------------------- | -------------------------- | -------------------- | -------- | -------- | --- | --- | ---------------------------------------------------------------------------------- | --- |
| Brave Dragon            |                            | 勇猛戰龍             | 神獸     | 烈火     | | 變身音效為「Brave Dragon！ （ブレイブドラゴン！）」 變身說明「勇氣之龍與火炎劍烈火交會之時，深紅之劍貫穿邪惡！ （勇気の竜と火炎剣烈火が交わる時、真紅の剣が悪を貫く！）」 綴詞音效為「Dragon！ （ドラゴン！）」                                    | 變身成 假面騎士聖刃 和 假面騎士XROSS聖刃。                                         | 書內記載著『勇猛戰龍』的傳承。 15年前的異變之後，就一直由飛羽真保管。 書籍是以龍為藍本。                                                                                          |
| Lion Senki              |                            | 雄獅戰記             | 生物     | 流水     | | 變身音效為「Lion Senki！ （ライオン戦記！）」。 變身說明「百獸之王與水勢劍流水交會之時，深藍之劍露出獠牙！ （百獣の王と水勢剣流水が交わる時、紺碧の剣が牙を剥く！）」綴詞音效為「Lion！ （ライオン！）」                                           | 變身成假面騎士Blades。 轉換形態：聖刃：特典聖刃。                                  | 書內記載著『雄獅戰記』的傳承。 書籍是以獅子為藍本。 |
| Jackun To Domamenoki    |                            | 傑克與大豆樹         | 故事     | 激土     | | 變身、綴詞音效為「傑克與豌豆！ （ジャックと豆の木！，Jack To Mamenoki！）」 | 變身或轉換形態。 聖刃：戰龍傑克。 Buster：玄武傑克。 劍斬：忍者傑克。              | 書內記載著『傑克與大豆樹』的傳承。 書籍是以《傑克與豌豆》為藍本。 |
| Peter Fantasista        |                            | 彼得幻想曲           | 故事     | 流水     | | 變身音效為「Peter Fantasista！ （ピーターファンタジスタ！）」。 變身說明「少年之心與水勢劍流水交會之時，深藍之劍飛舞天空！ （少年の心と水勢剣流水が交わる時、紺碧の剣が空を舞う！）」。 綴詞音效為「彼得潘！ （ピーターファン！，Peter Fan！）」。 | 變身或轉換形態。 聖刃：戰龍彼得、戰龍刺蝟彼得。 Blades：雄獅幻想曲、幻想般的獅子。 | 書內記載著『彼得幻想曲』的傳承。 書籍是以《小飛俠》為藍本。 |
| Genbu Shinwa            |                            |                      | 神獸     | 激土     | | 變身、綴詞音效為「玄武！ （Genbu！）」 | 變身成假面騎士Buster。                                                             | 書內記載著『玄武神話』的傳承。 |
| Needle Hedgehog         |                            | 尖針刺蝟             | 生物     | 黃雷     | | 變身音效為「Needle Hedgehog！ （ニードルヘッジホッグ！）」。 變身說明「刺扎之針與雷鳴劍黃雷交會之時，閃電之劍閃閃發光！ （チクチク針と雷鳴剣黄雷が交れる時、稲妻の剣がはじけて光る！）」。 綴詞音效為「Hedgehog！ （ヘッジホッグ！）」。           | 變身或轉換形態。 聖刃：戰龍刺蝟、戰龍刺蝟彼得。 Espada：神燈刺蝟、黃金艾倫吉納。   | 書內記載著『尖針刺蝟』的傳承。 |
| Lamp Do Alangina        |                            | 艾倫吉納的神燈       | 故事     | 黃雷     | | 變身音效為「Lamp Do Alangina！ （ランプドアランジーナ！）」。 變身說明「神燈之精與雷鳴劍黃雷交會之時，閃電之劍光輝燦爛！ （ランプの精と雷鳴剣黄雷が交れる時、稲妻の剣が光リ輝く！）」。 綴詞音效為「Alangina！ （アランジーナ！）」。              | 變身成假面騎士Espada。轉換形態。 聖刃：戰龍艾倫吉納、特典聖刃。                    | 書內記載著『艾倫吉納的神燈』的傳承。 書籍是以《阿拉丁》為藍本。 續篇《假面騎士聖刃 深罪的三重奏》中，因賢人想拯救戀人結菜的心願，使的該駕馭書變成了《阿拉比亞納之夜》奇蹟駕馭書。 |
| Storm Eagle             |                            | 暴風獵鷹             | 生物     | 烈火     | | 變身音效為「Storm Eagle！ （ストームイーグル！ ）」。 變身說明「巨大之鷲與火炎劍烈火交會之時，深紅之劍捲起龍卷！ （巨大の鷲と火炎剣烈火が交わる時、真紅の剣が竜卷を起こす！）」 綴詞音效為「Eagle！ （イーグル！）」。                             | 變身或轉換形態。 聖刃：戰龍獵鷹、戰龍獵鷹小豬3、深紅戰龍、戰龍獵鷹亞瑟、深紅聖刃。 | 書內記載著『暴風獵鷹』的傳承。 書籍是以《獵鷹》為藍本。 |
| Sarutobi Ninjaden       |                            | 猿飛忍者傳           | 故事     | 翠風     | 有名影忍如疾風！所有一切靠忍術解決…。                                                                           | 變身、綴詞音效為「猿飛佐助！ （Sarutobi Sasuke！）」 | 變身成假面騎士劍斬。                                                               | 書內記載著『猿飛忍者傳』的傳承。 書籍是以《猿飛佐助》為藍本。 |
| Kobuta 3 Kyoudai        |                            | 小豬3兄弟            | 故事     | 翠風     | | 變身、綴詞音效為「三隻小豬！ （3-Biki No Kobuta！，3匹のこぶた！）」 | 變身或轉換形態。 聖刃：戰龍獵鷹小豬3。 劍斬：忍者小豬3。 Slash：韓賽爾小豬3。      | 書內記載著『小豬3兄弟』的傳承。 書籍是以《三隻小豬》為藍本。 |
| King of Arthur          |                            | 亞瑟之王者           | 故事     | 未知     | | 變身、綴詞音效為「亞瑟王！ （アーサー王！）」 | 變身或轉換形態。 聖刃：戰龍亞瑟、戰龍獵鷹亞瑟。                                    | 書內記載著『亞瑟之王者』的傳承。 書籍是以《亞瑟王》為藍本。 |
| Tenkuu no Pegasus       | 天空のペガサス             | 天空的佩加索斯       | 神獸     | 流水     | 曾經有隻擁有蒼白之翼的神獸從天閃耀舞降…。                                                                       | 變身音效為「Tenkuu no Pegasus！ （天空のペガサス！）」。 變身說明「蒼白之翼與水勢劍流水交會之時，深藍之劍翱翔天際！ （蒼白の翼と水勢剣流水が交わる時、紺碧の剣が天を翔ける！）」 綴詞音效為「Pegasus！ （ペガサス！）」。                          | 變身或轉換形態。 Blades：雄獅佩加索斯、幻想般的獅子。                              | 書內記載著『天空的佩加索斯』的傳承。 |
| Jaaku Dragon            | ジャアクドラゴン           | 邪惡魔龍             | 神獸     | 月闇     | 曾經有隻創造足以壟罩世界的黑暗的神獸…。                                                                         | 變身、綴詞音效為「Jaaku Dragon！ （ジャアクドラゴン！）」 | 變身成假面騎士Calibur。                                                            | 書內記載著『邪惡魔龍』的傳承。 |
| Saiyuu Journey          | 西遊ジャーニー             | 西遊旅記             | 故事     | 烈火     | 有位猴子先生的冒險記，那趟超乎想像的旅行目的地…。                                                               | 變身音效為「Saiyuu Journey！ （西遊ジャーニー！）」 變身說明「猴子的旅途與火炎劍烈火交會之時！深紅之劍指引明路！ （お猿の旅路と火炎剣烈火が交わる時、真紅の剣がゆく道を示す！）」 綴詞音效為「西遊記！」                                           | 變身或轉換形態。 聖刃：西遊戰龍、深紅戰龍、深紅聖刃。                              | 書內記載著『西遊旅記』的傳承。 書籍是以《西遊記》為藍本。 |
| Hanselnuts To Gretel    | ヘンゼルナッツとグレーテル | 韓賽爾納茲與格蕾特爾 | 故事     | 錫音     | 有對小兄妹在森林裡迷路的冒險故事…。                                                                             | 變身、綴詞音效為「糖果屋！ （Hansel and Gretel！，ヘンゼルとグレーテル！）」 | 變身成假面騎士Slash。                                                              | 書內記載著『韓賽爾納茲與格蕾特爾』的傳承。 書籍是以《糖果屋》為藍本。 |
| Bremen No Rock Band     | ブレーメンのロックバンド   | 不來梅的搖滾樂團     | 故事     | 錫音     | 有群被迫戰鬥的動物們演奏起勝利的四重奏…。                                                                       | 變身、綴詞音效為「不來梅的城市樂手！ （ブレーメンの音楽隊！）」 | 變身或轉換形態。 聖刃：戰龍不來梅。 Slash：韓賽爾不來梅。 Buster：玄武不萊梅。     | 書內記載著『不來梅的搖滾樂團』的傳承。 書籍以《不來梅的城市樂手》為藍本。 |
| Tri Cerberus            | トライケルベロス           | 三首刻耳柏洛斯       | 神獸     | 黃雷     | 曾經在冥界的入口有隻擁有三個頭的恐怖看門狗…。                                                                   | 變身音效為「Tri Cerberus！ （トライケルベロス！）」。 變身說明「書的守護獸與雷鳴劍黃雷交會之時，閃電之劍銳利凝視！ （本の守護獣と雷鳴剣黄雷が交れる時、稲妻の剣が睨みを利かす！）」 綴詞音效為「Cerberus！ （ケルベロス！）」。                    | 變身或轉換形態。 Espada：神燈地獄犬、黃金艾倫吉納。                                | 書內記載著『三首刻耳柏洛斯』的傳承。 |
| Jaou Dragon             | ジャオウドラゴン           | 邪王魔龍             | 神獸     | 月闇     | 邪道中極致的黑暗纏繞許多龍釋放隱藏的力量…。                                                                     | 二次翻閱音效為「總之，暗黑馭龍使襲來！ 」 三次翻閱音效為「誰都無法逃離… 」 綴詞音效為「傳說的神獸！ （伝説の神獣！）」 | 變身或轉換形態。 Calibur：邪王魔龍。                                               | 書內記載著『邪王魔龍』的傳承。 以『邪惡魔龍』、『天空的佩加索斯』、『尖針刺蝟』奇跡駕馭書和『來自墻壁的石像鬼』、『鑽頭山魈』、『撒謊的野狼』三本改造駕馭書的力量結合而成的。     |
| Dragonic Knight         | ドラゴニックナイト         | 龍之騎士             | 神獸     | 烈火     | 非常華麗的騎著超大龍的弩級騎士的超戲劇性戰鬥…。                                                                 | 二次翻閱音效為：「換句話說進化為弩級的騎士！ （つまりはド級のナイトに進化！）」 三次翻閱音效為：「也就是說超強！ （）」 綴詞音效為「傳說的神獸！ （伝説の神獣！）」 | 變身或轉換形態。 聖刃：龍之騎士。                                                  | 書內記載著『龍之騎士』的傳承。 |
| King Lion Daisenki      | キングライオン大戦記       | 王者雄獅大戰記       | 生物     | 流水     | 超越自然的藍色鬃毛身披裝甲於王座轟吼…。                                                                         | 二次翻閱音效為：「那也就是砲擊的戰士！ （）」 三次翻閱音效為：「進一步的獅子變形！ （さらにはライオン変形！）」 綴詞音效為「覺醒的動物！ （覚醒した動物！）」 | 變身或轉換形態。 Blades：王者雄獅大戰記。                                          | 書內記載著『王者雄獅大戰記』的傳承。 由『天空的佩加索斯』、『亞瑟之王者』、『彼得幻想曲』和『雄獅戰記』三本奇跡駕馭書的力量結合而成的。                                           |
| Kin No Buki Gin No Buki | 金の武器 銀の武器          | 金之武器 銀之武器    | 故事     | 最光     | GOLD or SILVER                                                                                                  | 二次翻閱音效為：「金的？銀的？ （金か？銀か？）」 三次翻閱音效為：「Two become the shinest one.」 四次翻閱音效為：「擁有兩種力量的最棒光輝！ （2つの力で最高に輝く！）」 綴詞音效為「宏偉的故事！ （壮大なる物語！）」                                                              | 變身成假面騎士最光。                                                               | 書內記載著『金之武器 銀之武器』的傳承。 書籍以《誠實的樵夫》為藍本。 |
| X-Swordman              | エックスソードマン         | X劍客                | 神獸     | 最光     | Episode 1 全部顏色的戰鬥！                                                                                      | 二次翻閱音效為：「Episode 2 我的全部向手腕移動！ 」 三次翻閱音效為：「Episode 3 我的全部向腳部移動！ 」 綴詞音效為「傳說的神獸！ （伝説の神獣！）」                                                                                                | 變身或轉換形態。 最光：X劍客。                                                     | 書內記載著『X劍客』的傳承。 |
| Primitive Dragon        | プリミティブドラゴン       | 始源戰龍             | 神獸     | 未知     | 偉大的古龍抓住書的力量！                                                                                        | 二次翻閱音效為：「抓住吧！新的力量！ 」 三次翻閱音效為：「I wanna get the force!」 綴詞音效為「傳說的神獸！ （伝説の神獣！）」 | 變身或轉換形態。 聖刃：始源戰龍、始源戰龍 雄獅戰記、元素始源戰龍。                 | 書內記載著『始源戰龍』的傳承。 由放置在極南基地的禁斷之書與Wonder Story產生共鳴後變化而成的。                                                                                     |
| Kouchuu Daihyakka       |                            | 昆蟲大百科           | 生物     | 狼煙     | 這薄命之群飛舞且幻想的一節…。                                                                                   | 變身、綴詞音效為「昆蟲！ （！）」 | 變身成假面騎士Sabela。                                                             | 書內記載著『昆蟲大百科』的傳承。 |
| Elemental Dragon        | エレメンタルドラゴン       | 元素戰龍             | 神獸     | 多重     | 然後與太古之力聯手成為拯救一切的神獸！                                                                          | 二次翻閱音效為：「牽起手來！與太古之龍交會之時！ （手を取れ！太古の竜と交わる時！）」 三次翻閱音效為：「解放吧！發揮兩種力量！ （解き放て！二つの力を発揮する！）」 四次翻閱音效為：「It's time to Mashimashi! （It's time to マシマシ！） 」 綴詞音效為「傳說的神獸！ （伝説の神獣！）」                                             | 變身或轉換形態。 聖刃：元素始源戰龍。                                              | 書內記載著『元素戰龍』的傳承。 |
| Ocean History           | オーシャンヒストリー       | 海洋歷史             | 生物     | 界時     | 這群沉入深海的生命仍在紡織並刻劃著歷史…。                                                                       | 變身、綴詞音效為「Ocean! （オーシャン！）」 | 變身成假面騎士Durendal。                                                           | 書內記載著『海洋歷史』的傳承。 特別章結尾被《機界戰隊全開者》中的佐克斯/痛快凱撒盜走 於《機界戰隊全開者》第20界由佐克斯主動歸還給了神代凌牙。                                     |
| Tategami Hyoujuusenki   | タテガミ氷獣戦記           | 鬃毛冰獸戰記         | 生物     | 多重     | 暴風雪的道路上率領百獸的百戰磨鍊的白銀鬃毛…。                                                                   | 二次按下按鈕音效為：「雄獅！彼得潘！佩加索斯！王者雄獅！以及…鬃毛！ （ライオン！ピーターファン！ペガサス！キングライオン！そして…タテガミ！）」 三次按下按鈕音效為：「這隻鬃毛誓言必定守護世界 （このタテガミに誓う必す世界を守る）」 四次按下按鈕音效為：「Homo sapiens！冰獸王！ （ホモサピエンス！氷獣王！）」 綴詞音效為「覺醒的動物！ （覚醒した動物！）」                 | 變身或轉換形態。 Blades：鬃毛冰獸戰記。                                            | 書內記載著『鬃毛冰獸戰記』的傳承。 由倫太郎守護重要的人的心與全知全能之書的殘頁共鳴變化而成的。                                                                                   |
| Eternal Phoenix         | エターナルフェニックス     | 永恆                 | 神獸     | 虛無     | | |                                                                                    | |
| Emotional Dragon        | エモーショナルドラゴン     | 激情戰龍             | 神獸     | 多重     | | |                                                                                    | |
| Omni Force              | オムニフォース             | 全能之力             | 全知全能 | 全知全能 | 傳說的聖劍與被選上的書交會之時，偉大之力釋放出來！ （伝説の聖剣と選ばれし本が交わる時、偉大な力を解き放つ！）                                                         | 二次翻閱音效為：「十把聖劍與十九本奇跡駕馭書的力量，在此集結！ （十本の聖剣と十九冊のワンダーライドブックの力が、ここに集う！）」 綴詞音效為「宏偉的故事！ （壮大なる物語！）」 | 變身成假面騎士Solomon。                                                            | 書內記載著『全能之力』的傳承。 飛羽真阻止全知全能之書的完成後，由不完整的全知全能之書變化而成。                                                                                   |
| Grimoire                | グリモワール               | 魔導之書             | 全知全能 | 全知全能 | WHEN THE HOLY SWORD AND THE BOOK INTERSECT REWRITE THE WORLD. （中文：「當聖劍與書交會之時，世界將被改寫。」）  | 二次翻閱音效為：「THE FORBIDDEN STORY THAT DESTROYS EVERYTHING. （中文：「毀滅一切的禁忌故事。」） 綴詞音效為「宏偉的故事！ （壮大なる物語！）」                                                                                                   | 變身成假面騎士Storious。                                                           | 書內記載著『魔導之書』的傳承。 斯特琉斯藉由許多改造駕馭書、世界聯係之存在、最初的五人的力量以及自己被卡律布狄斯梅基多吞噬再蛻變而出，由極爲完整的全知全能之書變化而成。           |
| Wonder Almighty         | ワンダーオールマイティ     | 奇跡萬能             | 神獸     | 全知全能 | 孩子們的未來！聖劍的聲音！強大的盡頭！重要的誓言！重要的朋友！重要的約定！編織全部的心願，故事將永遠延續！ （子供たちの未来！聖剣の声！強さの果て！大切な誓い！大切な友！大切な約束！全ての想いを紡ぎ、物語は永遠に続く！） | 綴詞音效為「宏偉的故事！ （壮大なる物語！）」 | 變身或轉換形態。 聖刃：萬能聖刃。                                                  | 書內記載著『奇跡萬能』的傳承。 露娜藉由自己與烈火、流水、黃雷、激土、翠風、錫音六把聖劍融合誕生出的新的全知全能之書，也等同代表露娜本身。                                         |
| Tassel Dark             | タッセルダーク             | 流蘇暗黑             | 全知全能 | 全知全能 | 被邪惡浸染的書被打開之時，惡之化身將其釋放！ （邪悪に染まる本が開く時、悪の化身が解き放たれる！）                                                               | 更多 ： 假面騎士聖刃 § 變身道具 | 變身成假面騎士Tassel。                                                             | 書內記載著『流蘇暗黑』的傳承。 |
| Televi-Kun              | てれびくん                 | TV君                 | 故事     | 漫畫     | 描繪了某些戰士們的戰鬥，超絕有趣的TV君！                                                                        | 變身音效為「Comic Rider！ （コミックライダー！）」。 變身說明「愉快之書將更強大的力量寄宿於劍之中！ （愉快な本は更なる力を剣に宿す！）」 綴詞音效為「TV君！ （てれびくん！）」。                                                                   | 變身或轉換形態。 聖刃：戰龍TV君。                                                  | 書內記載著『TV君』的傳承。 |
| Ultimate Bahamut        | アルティメットバハムート   | 究極巴哈姆特         | 神獸     | 未知     | 曾經有隻被渲染為漆黑的究極神獸！                                                                                | 綴詞音效為「曾經的神獸！ （かつての神獣！）」 | 變身或轉換形態。 聖刃：究極巴哈姆特。                                              | 書內記載著『究極巴哈姆特』的傳承。 最終舞台劇限定。 |
| Superhero Senki         | スーパーヒーロー戦記       | 超級英雄戰記         | 神獸     | 多重     | | |                                                                                    | |
| Arabiana Night          | アラビアーナナイト         | 阿拉比亞納之夜       | 故事     | 月光黃雷 | 更多 ： 假面騎士聖刃 深罪的三重奏 § 奇跡駕馭書（Wonder Ride Book）                                              | 更多 ： 假面騎士聖刃 深罪的三重奏 § 奇跡駕馭書（Wonder Ride Book） | 更多 ： 假面騎士聖刃 深罪的三重奏 § 奇跡駕馭書（Wonder Ride Book）                 | 更多 ： 假面騎士聖刃 深罪的三重奏 § 奇跡駕馭書（Wonder Ride Book） |
| Amazing Siren           | アメイジングセイレーン     | 驚異賽蓮             | 神獸     | 虛無     | 更多 ： 假面騎士聖刃 深罪的三重奏 § 奇跡駕馭書（Wonder Ride Book）                                              | 更多 ： 假面騎士聖刃 深罪的三重奏 § 奇跡駕馭書（Wonder Ride Book） | 更多 ： 假面騎士聖刃 深罪的三重奏 § 奇跡駕馭書（Wonder Ride Book）                 | 更多 ： 假面騎士聖刃 深罪的三重奏 § 奇跡駕馭書（Wonder Ride Book） |
| Gaikotsu Ninjaden       | 骸骨忍者伝                 | 骸骨忍者傳           | 神獸     | 漆黑     | 更多 ： 假面騎士Outsiders § 奇跡駕馭書（Wonder_Ride_Book）                                                      | 更多 ： 假面騎士Outsiders § 奇跡駕馭書（Wonder_Ride_Book） | 更多 ： 假面騎士Outsiders § 奇跡駕馭書（Wonder_Ride_Book）                         | 更多 ： 假面騎士Outsiders § 奇跡駕馭書（Wonder_Ride_Book） |

#### 傳說Wonder Ride Book一覽
| 英文名稱                 | 日文名稱         | 中文名稱       | 書籍類型 | 書籍屬性 | 書籍介紹文                                            | 音效 | 能力                                  | 備註                                                                                      |
| ------------------------ | ---------------- | -------------- | -------- | -------- | ----------------------------------------------------- | --- | ------------------------------------- | ----------------------------------------------------------------------------------------- |
| Houshin Kamen Engi       | 封神仮面演義     | 封神假面演義   | 故事     | 童話     | 有個世界裡發生著由神羅萬象交織而成的異想天開的戰鬥…。 | 變身音效為「World Story Rider！ （ワールドストーリーライダー！）」。 變身說明「童話將更強大的力量寄宿於劍之中！ （童話はさらなる力を剣に宿す！）」 綴詞音效為「某個故事！ （とある物語！）」。   | 變身或轉換形態。 聖刃：戰龍封神演義。 | 書內記載著『封神假面演義』的傳承。 書籍是以《封神演義》為藍本。                           |
| Kirin No Ongaeshi        | キリンの恩返し   | 長頸鹿的報恩   | 故事     | 從前     | 有隻長頸鹿全心全意地製造感恩的贈品…。                 | 變身音效為「Old Story Rider！ （オールドストーリーライダー！）」。 變身說明「民間故事將更強大的力量寄宿於劍之中！ （昔話はさらなる力を剣に宿す！）」 綴詞音效為「某個故事！ （とある物語！）」。 | 變身或轉換形態。 聖刃：戰龍長頸鹿。   | 書內記載著『長頸鹿的報恩』的傳承。 書籍是以《白鶴報恩》及玩具反斗城的長頸鹿吉祥物為藍本。 |
| Saru Kani Wars           | さるかにウォーズ | 猿蟹大戰       | 故事     | 從前     | 有隻為了向魔手挑戰，而召集昔日夥伴的小螃蟹…。         | 變身音效為「Old Story Rider！ （オールドストーリーライダー！）」。 變身說明「民間故事將更強大的力量寄宿於劍之中！ （昔話はさらなる力を剣に宿す！）」 綴詞音效為「某個故事！ （とある物語！）」。 | 變身或轉換形態。 聖刃：戰龍猿蟹。     | 書內記載著『猿蟹大戰』的傳承。 書籍是以《猿蟹合戰》為藍本。                               |
| Osha Jizousan            | おしゃじぞうさん | 時尚地藏       | 故事     | 從前     | 有條穿著各式鮮豔服裝的地藏道…。                       | 變身音效為「Old Story Rider！ （オールドストーリーライダー！）」。 變身說明「民間故事將更強大的力量寄宿於劍之中！ （昔話はさらなる力を剣に宿す！）」 綴詞音效為「某個故事！ （とある物語！）」。 | 變身或轉換形態。 聖刃：戰龍地藏。     | 書內記載著『時尚地藏』的傳承。 書籍是以《戴斗笠的地藏菩薩》為藍本。                       |
| Bakusou Usagi To Kame    | 爆走うさぎとかめ | 爆走兔子與烏龜 | 故事     | 從前     | 有項兔子與烏龜都以碰撞為榮的競賽紀錄…。               | 變身音效為「Old Story Rider！ （オールドストーリーライダー！）」。 變身說明「民間故事將更強大的力量寄宿於劍之中！ （昔話はさらなる力を剣に宿す！）」 綴詞音效為「某個故事！ （とある物語！）」。 | 變身或轉換形態。 聖刃：戰龍兔龜。     | 書內記載著『爆走兔子與烏龜』的傳承。 書籍是以《龜兔賽跑》為藍本。                         |
| Tsuki No Hime Kaguyan    | 月の姫かぐやん   | 月之公主輝夜   | 故事     | 從前     | 有名在月光照耀的夜晚下從竹子中出現的美麗公主…。       | 變身音效為「Old Story Rider！ （オールドストーリーライダー！）」。 變身說明「民間故事將更強大的力量寄宿於劍之中！ （昔話はさらなる力を剣に宿す！）」 綴詞音效為「某個故事！ （とある物語！）」。 | 變身或轉換形態。 聖刃：戰龍輝夜。     | 書內記載著『月之公主輝夜』的傳承。 書籍是以《竹取物語》為藍本。                           |
| Issun Buski              | 一寸武士         | 一寸武士       | 故事     | 從前     | 有名武士乘坐著碗，順著河流而下…。                     | 變身音效為「Old Story Rider！ （オールドストーリーライダー！）」。 變身說明「民間故事將更強大的力量寄宿於劍之中！ （昔話はさらなる力を剣に宿す！）」 綴詞音效為「某個故事！ （とある物語！）」。 | 變身或轉換形態。 聖刃：戰龍一寸。     | 書內記載著『一寸武士』的傳承。 書籍是以《一寸法師》為藍本。                               |
| Daishogun Momoichirou    |                  | 大將軍桃一郎   | 故事     | 太郎     | 有名挑戰鬼的將軍聚集幫助他的夥伴！                    | 變身音效為「三太郎 Rider！ （三太郎ライダー！）」。 變身說明「太郎傳將更強大的力量寄宿於劍之中！ （太郎伝は更なる力を剣に宿す！）」 綴詞音效為「某個故事！ （とある物語！）」。                  | 變身或轉換形態。 聖刃：戰龍桃一郎。   | 書內記載著『大將軍桃一郎』的傳承。 書籍是以《桃太郎》為藍本。                             |
| Daikengou Urashima Jirou | 大剣豪浦島二郎   | 大劍豪浦島二郎 | 故事     | 太郎     | 有名被烏龜背負著的劍豪正前往深海的宴會中！            | 變身音效為「三太郎 Rider！ （三太郎ライダー！）」。 變身說明「太郎傳將更強大的力量寄宿於劍之中！ （太郎伝は更なる力を剣に宿す！）」 綴詞音效為「某個故事！ （とある物語！）」。                  | 變身或轉換形態。 聖刃：戰龍浦島二郎。 | 書內記載著『大劍豪浦島二郎』的傳承。 書籍是以《浦島太郎》為藍本。                         |
| Daiyokodzuna Kinsaburou  | 大横綱金三郎     | 大横綱金三郎   | 故事     | 太郎     | 有名將熊擊下土製擂台的橫綱正在大聲喊著！              | 變身音效為「三太郎 Rider！ （三太郎ライダー！）」。 變身說明「太郎傳將更強大的力量寄宿於劍之中！ （太郎伝は更なる力を剣に宿す！）」 綴詞音效為「某個故事！ （とある物語！）」。                  | 變身或轉換形態。 聖刃：戰龍金三郎。   | 書內記載著『大横綱金三郎』的傳承。 書籍是以《金太郎》為藍本。                             |

#### 特殊Wonder Ride Book一覽
| 英文名稱     | 日文名稱             | 中文名稱     | 書籍介紹文                      | 備註 |
| ------------ | -------------------- | ------------ | ------------------------------- | --- |
| Diago Speedy | ディアゴスピーディー | 帝亞戈疾速者 | 輪胎啟動，深紅的軀體即將覺醒…。 | 可變形成機車的Wonder Ride Book。 |
| Book Gate    | ブックゲート         | 書門         | 有個場所能連接秘密之門…。       | 內含時空間移動用大門的Wonder Ride Book。 只要有尺寸合理的門窗框架就能設置時空間移動門，就能透過該書門來往「極北基地」跟「極南基地」兩座真理之劍所屬的基地。 |

#### 其他Wonder Ride Book一覽
| 英文名稱                                                            | 日文名稱                               | 中文名稱                 | 書籍類型 | 書籍屬性 | 書籍介紹文                                      | 音效 | 備註 |
| ------------------------------------------------------------------- | -------------------------------------- | ------------------------ | -------- | -------- | ----------------------------------------------- | --- | --- |
| Lucky Brave Dragon                                                  | ラッキーブレイブドラゴン               | 幸運勇猛戰龍             | 神獸     | 幸福     | 曾經有隻紀念所獲得地祝福的神獸…。               | 變身音效為「Happy Rider！ （ハッピーライダー！）」。 變身說明「幸福之書將更強大的力量寄宿於劍之中！ （幸せの本は更なる力を剣に宿す！）」 綴詞音效為「某個故事！ （とある物語！）」。                                                                            | 書內記載著『幸運勇猛戰龍』的傳承。                                                                                      |
| Happy Brave Dragon                                                  | ハッピーブレイブドラゴン               | 幸福勇猛戰龍             | 神獸     | 幸福     | 曾經有隻以偉大的事件傳達所擁有地幸福的神獸…。   | 變身音效為「Happy Rider！ （ハッピーライダー！）」。 變身說明「幸福之書將更強大的力量寄宿於劍之中！ （幸せの本は更なる力を剣に宿す！）」 綴詞音效為「某個故事！ （とある物語！）」。                                                                            | 書內記載著『幸福勇猛戰龍』的傳承。                                                                                      |
| Happy Lion Senki                                                    | ハッピーライオン戦記                   | 幸福雄獅戰記             | 生物     | 幸福     | 這隻祝福鬃毛重新書寫幸福的瞬間…。               | 變身音效為「Happy Rider！ （ハッピーライダー！）」。 變身說明「幸福之書將更強大的力量寄宿於劍之中！ （幸せの本は更なる力を剣に宿す！）」 綴詞音效為「某個故事！ （とある物語！）」。                                                                            | 書內記載著『幸福雄獅戰記』的傳承。                                                                                      |
| Happy Lamp Do Alangina                                              | ハッピーランプドアランジーナ           | 幸福艾倫吉納的神燈       | 故事     | 幸福     | 有個古老祝福在幸福之地中擁有幸福之力的神燈…。   | 變身音效為「Happy Rider！ （ハッピーライダー！）」。 變身說明「幸福之書將更強大的力量寄宿於劍之中！ （幸せの本は更なる力を剣に宿す！）」 綴詞音效為「某個故事！ （とある物語！）」。                                                                            | 書內記載著『幸福艾倫吉納的神燈』的傳承。                                                                                |
| Happy Genbu Shinwa                                                  | ハッピー玄武神話                       | 幸福玄武神話             | 神獸     | 幸福     | 曾經有隻纏繞四葉之一輪的幸福鎧甲的神獸…。       | 變身音效為「Happy Rider！ （ハッピーライダー！）」。 變身說明「幸福之書將更強大的力量寄宿於劍之中！ （幸せの本は更なる力を剣に宿す！）」 綴詞音效為「某個故事！ （とある物語！）」。                                                                            | 書內記載著『幸福玄武神話』的傳承。                                                                                      |
| Happy Sarutobi Ninjaden                                             | ハッピー猿飛忍者伝                     | 幸福猿飛忍者傳           | 故事     | 幸福     | 有個影子忍著幸福！到處在所有場所祝福…。         | 變身音效為「Happy Rider！ （ハッピーライダー！）」。 變身說明「幸福之書將更強大的力量寄宿於劍之中！ （幸せの本は更なる力を剣に宿す！）」 綴詞音效為「某個故事！ （とある物語！）」。                                                                            | 書內記載著『幸福猿飛忍者傳』的傳承。                                                                                    |
| Happy Jaaku Dragon                                                  | ハッピージャアクドラゴン               | 幸福邪惡魔龍             | 神獸     | 幸福     | 曾經有隻被幸福包圍著，在黑暗中微笑的神獸…。     | 變身音效為「Happy Rider！ （ハッピーライダー！）」。 變身說明「幸福之書將更強大的力量寄宿於劍之中！ （幸せの本は更なる力を剣に宿す！）」 綴詞音效為「某個故事！ （とある物語！）」。                                                                            | 書內記載著『幸福邪惡魔龍』的傳承。                                                                                      |
| Happy Hanselnuts To Gretel                                          | ハッピーヘンゼルナッツとグレーテル     | 幸福韓賽爾納茲與格蕾特爾 | 故事     | 幸福     | 有對小兄妹幸福的吃下某棟房子而吃飽的故事…。     | 變身音效為「Happy Rider！ （ハッピーライダー！）」。 變身說明「幸福之書將更強大的力量寄宿於劍之中！ （幸せの本は更なる力を剣に宿す！）」 綴詞音效為「某個故事！ （とある物語！）」。                                                                            | 書內記載著『幸福韓賽爾納茲與格蕾特爾』的傳承。                                                                          |
| Wonder World Story of Kaenken Rekka                                 | ワンダーワールド物語火炎剣烈火         | 奇跡世界故事火炎劍烈火   | 神獸     | 童話     | 被火炎劍烈火選上的劍士與赤紅之龍的傳說童話…。   | 啟動音效為「Kaenken Rekka！ （火炎剣烈火！）」。 變身音效為「World Story Rider！ （ワールドストーリーライダー！）」。 變身說明「童話將更強大的力量寄宿於劍之中！ （童話はさらなる力を剣に宿す！）」 綴詞音效為「某個故事！ （とある物語！）」。                 | 書內記載著『奇跡世界故事火炎劍烈火』的傳承。                                                                            |
| Wonder World Story of Suiseiken Nagare                              | ワンダーワールド物語水勢剣流水         | 奇跡世界故事水勢劍流水   | 生物     | 童話     | 被水勢劍流水選上的劍士與蒼藍之獅的傳說童話…。   | 變身音效為「World Story Rider！ （ワールドストーリーライダー！）」。 變身說明「童話將更強大的力量寄宿於劍之中！ （童話はさらなる力を剣に宿す！）」 綴詞音效為「某個故事！ （とある物語！）」。                                                                  | 書內記載著『奇跡世界故事水勢劍流水』的傳承。                                                                            |
| Wonder World Story of Raimeiken Ikazuchi                            | ワンダーワールド物語雷鳴剣黃雷         | 奇跡世界故事雷鳴劍黃雷   | 故事     | 童話     | 被雷鳴劍黃雷選上的劍士與魔人之神燈的傳說童話…。 | 變身音效為「World Story Rider！ （ワールドストーリーライダー！）」。 變身說明「童話將更強大的力量寄宿於劍之中！ （童話はさらなる力を剣に宿す！）」 綴詞音效為「某個故事！ （とある物語！）」。                                                                  | 書內記載著『奇跡世界故事雷鳴劍黃雷』的傳承。                                                                            |
| Wonder World Story of Ankokuken Kurayami                            | ワンダーワールド物語闇黒剣月闇         | 奇跡世界故事闇黑劍月闇   | 神獸     | 童話     | 被闇黑劍月闇選上的劍士與邪惡之龍的傳說童話…。   | 變身音效為「World Story Rider！ （ワールドストーリーライダー！）」。 變身說明「童話將更強大的力量寄宿於劍之中！ （童話はさらなる力を剣に宿す！）」 綴詞音效為「某個故事！ （とある物語！）」。                                                                  | 書內記載著『奇跡世界故事闇黑劍月闇』的傳承。                                                                            |
| Wonder World Story of Mumeiken Kyomu                                | ワンダーワールド物語無銘劍虛無         | 奇跡世界故事無銘劍虛無   | 神獸     | 童話     | 被無銘劍虛無選上的劍士與不死之翼的傳說童話…。   | 變身音效為「World Story Rider！ （ワールドストーリーライダー！）」。 變身說明「童話將更強大的力量寄宿於劍之中！ （童話はさらなる力を剣に宿す！）」 綴詞音效為「某個故事！ （とある物語！）」。                                                                  | 書內記載著『奇跡世界故事無銘劍虛無』的傳承。                                                                            |
| Wonder World Story of Dogouken Gekido                               | ワンダーワールド物語土豪剣激土         | 奇跡世界故事土豪劍激土   | 神獸     | 童話     | 被土豪劍激土選上的劍士與裝甲之玄武的傳說童話…。 | 變身音效為「World Story Rider！ （ワールドストーリーライダー！）」。 變身說明「童話將更強大的力量寄宿於劍之中！ （童話はさらなる力を剣に宿す！）」 綴詞音效為「某個故事！ （とある物語！）」。                                                                  | 書內記載著『奇跡世界故事土豪劍激土』的傳承。                                                                            |
| Wonder World Story of Fousouken Hayate                              | ワンダーワールド物語風双剣翠風         | 奇跡世界故事風雙劍翠風   | 故事     | 童話     | 被風雙劍翠風選上的劍士與疾風之忍的傳說童話…。   | 變身音效為「World Story Rider！ （ワールドストーリーライダー！）」。 變身說明「童話將更強大的力量寄宿於劍之中！ （童話はさらなる力を剣に宿す！）」 綴詞音效為「某個故事！ （とある物語！）」。                                                                  | 書內記載著『奇跡世界故事風雙劍翠風』的傳承。                                                                            |
| Wonder World Story of Onjuuken Suzune                               | ワンダーワールド物語音銃剣錫音         | 奇跡世界故事音銃劍錫音   | 故事     | 童話     | 被音銃劍錫音選上的劍士與甜食之屋的傳說童話…。   | 變身音效為「World Story Rider！ （ワールドストーリーライダー！）」。 變身說明「童話將更強大的力量寄宿於劍之中！ （童話はさらなる力を剣に宿す！）」 綴詞音效為「某個故事！ （とある物語！）」。                                                                  | 書內記載著『奇跡世界故事音銃劍錫音』的傳承。                                                                            |
| Wonder World Story of Kougouken Saikou                              | ワンダーワールド物語光剛剣最光         | 奇跡世界故事光剛劍最光   | 神獸     | 童話     | 被光剛劍最光選上的劍士與光輝之武器的傳說童話…。 | 變身音效為「World Story Rider！ （ワールドストーリーライダー！）」。 變身說明「童話將更強大的力量寄宿於劍之中！ （童話はさらなる力を剣に宿す！）」 綴詞音效為「某個故事！ （とある物語！）」。                                                                  | 書內記載著『奇跡世界故事光剛劍最光』的傳承。 尤里放在流蘇那保管，在尤里取回其中的劍士力量後變化成X-Swordman奇跡駕馭書。 |
| Wonder World Story of Eneiken Noroshi                               | ワンダーワールド物語煙叡剣狼煙         | 奇跡世界故事煙叡劍狼煙   | 生物     | 童話     | 被煙叡劍狼煙選上的劍士與搖曳之昆蟲的傳說童話…。 | 變身音效為「World Story Rider！ （ワールドストーリーライダー！）」。 變身說明「童話將更強大的力量寄宿於劍之中！ （童話はさらなる力を剣に宿す！）」 綴詞音效為「某個故事！ （とある物語！）」。                                                                  | 書內記載著『奇跡世界故事煙叡劍狼煙』的傳承。                                                                            |
| Lion Senki Kamenrider Saber Ver.                                    | ライオン戦記（エンディングテーマVer.） | 雄獅戰記（片尾曲Ver.）   | 生物     | 流水     | 這隻藍色鬃毛重新書寫高貴王者的戰鬥歷史…。       | 二次啟動音效為「Kamen Rider Saber！」 變身音效為「Lion Senki！ （ライオン戦記！）」。 變身說明「百獸之王與水勢劍流水交會之時，深藍之劍露出獠牙！ （百獣の王と水勢剣流水が交わる時、紺碧の剣が牙を剥く！）」綴詞音效為「Lion！ （ライオン！）」                  | 書內記載著『雄獅戰記（片尾曲Ver.）』的傳承。                                                                            |
| Brave Dragon Almitghty~Kamen No Yakusoku feat. Yoohei Kawakami Ver. | ブレイブドラゴン（主題歌Ver.）         | 勇猛戰龍（主題曲Ver.）   | 神獸     | 烈火     | 曾經有隻獲得足以毀滅一切的偉大之力的神獸…。     | 二次啟動音效為「Almitghty~Kamen No Yakusoku！」 變身音效為「Brave Dragon！ （ブレイブドラゴン！）」 變身說明「勇氣之龍與火炎劍烈火交會之時，深紅之劍貫穿邪惡！ （勇気の竜と火炎剣烈火が交わる時、真紅の剣が悪を貫く！）」 綴詞音效為「Dragon！ （ドラゴン！）」 | 書內記載著『勇猛戰龍（主題曲Ver.）』的傳承。                                                                            |

#### 傳說騎士Wonder Ride Book一覽
| 英文名稱                       | 日文名稱                   | 中文名稱            | 書籍類型 | 書籍屬性                       | 書籍介紹文                                                  | 音效 | 備註                                      |
| ------------------------------ | -------------------------- | ------------------- | -------- | ------------------------------ | ----------------------------------------------------------- | --- | ----------------------------------------- |
| Hiden no hiden monogatari      | 飛電の秘伝物語             | 飛電的秘傳故事      | 故事     | ZERO-ONE                       | 有名企業的年輕社長，為了守護人們的夢想，如今正展翅飛翔…。   | 變身音效為「ZERO-ONE Rider! （ゼロワンライダー！）」。 變身說明「人工智能將更強大的力量寄宿於劍之中！ （人工知能は更なる力を剣に宿す！）」 。 綴詞音效為「飛電！」。 | 書內記載著『飛電的秘傳故事』的傳承。      |
| A.I.M.S. Animal File           | エイムズアニマルファイル   | A.I.M.S.動物檔案    | 生物     | ZERO-ONE                       | 使用這特務機關引以為傲的動物之力的兩名假面騎士的戰鬥歷史…。 | 變身音效為「ZERO-ONE Rider! （ゼロワンライダー！）」。 變身說明「人工智能將更強大的力量寄宿於劍之中！ （人工知能は更なる力を剣に宿す！）」 。 綴詞音效為「A.I.M.S.！ （エイムズ！）」。                                                                                              | 書內記載著『A.I.M.S.動物檔案』的傳承。    |
| MetsubouJinrai Monsters        | 滅亡迅雷モンスターズ       | 滅亡迅雷魔物記      | 神獸     | ZERO-ONE                       | 曾經有想要消滅人類的四名假面騎士…。                         | 變身音效為「ZERO-ONE Rider! （ゼロワンライダー！）」。 變身說明「人工智能將更強大的力量寄宿於劍之中！ （人工知能は更なる力を剣に宿す！）」 。 綴詞音效為「滅亡迅雷！」。 | 書內記載著『滅亡迅雷魔物記』的傳承。      |
| Zero-One AI Kaihatsuroku       | 01 AI開発録                | ZERO-ONE AI開發錄   | 生物     | 傳說                           | 在這新時代的開端與AI一同實現夢想…。                         | 變身音效為「寄宿著神獸 / 纏繞著生物 / 編織著故事！Legend Rider！（騎士名）！ （神獣を宿す / 動物をまといし / 物語を紡ぐ！レジェンドライダー ！（騎士名）！）」。 變身說明「正義之心將更強大的力量寄宿於劍之中！ （正義の心は更なる力を剣に宿す！）」 。 綴詞音效為「（騎士名！）」。 | 書內記載著『01 AI開發錄』的傳承。         |
| Zi-o Korinreki                 | ジオウ降臨暦               | 降臨曆              | 故事     | 傳說                           | 在時代面臨終結之時，有名至高至善的王降臨…。                 | 變身音效為「寄宿著神獸 / 纏繞著生物 / 編織著故事！Legend Rider！（騎士名）！ （神獣を宿す / 動物をまといし / 物語を紡ぐ！レジェンドライダー ！（騎士名）！）」。 變身說明「正義之心將更強大的力量寄宿於劍之中！ （正義の心は更なる力を剣に宿す！）」 。 綴詞音效為「（騎士名！）」。 | 書內記載著『降臨曆』的傳承。              |
| Pandorabbit No Build           | パンドラビットのビルド     | 潘朵拉兔子的BUILD   | 生物     | 傳說                           | 當這兩股力量混合在一起時LOVE&PEACE造訪這個世界…。           | 變身音效為「寄宿著神獸 / 纏繞著生物 / 編織著故事！Legend Rider！（騎士名）！ （神獣を宿す / 動物をまといし / 物語を紡ぐ！レジェンドライダー ！（騎士名）！）」。 變身說明「正義之心將更強大的力量寄宿於劍之中！ （正義の心は更なる力を剣に宿す！）」 。 綴詞音效為「（騎士名！）」。 | 書內記載著『潘朵拉兔子的BUILD』的傳承。   |
| Ex-Aid Iryou Nisshi            | エグゼイド療日誌           | EX-AID醫療日誌      | 故事     | 傳說                           | 為了拯救生病的人們有名天才玩家站了出來…。                   | 變身音效為「寄宿著神獸 / 纏繞著生物 / 編織著故事！Legend Rider！（騎士名）！ （神獣を宿す / 動物をまといし / 物語を紡ぐ！レジェンドライダー ！（騎士名）！）」。 變身說明「正義之心將更強大的力量寄宿於劍之中！ （正義の心は更なる力を剣に宿す！）」 。 綴詞音效為「（騎士名！）」。 | 書內記載著『EX-AID醫療日誌』的傳承。      |
| Ghost Ijinroku                 | ゴースト偉人録             | GHOST偉人錄         | 神獸     | 更多 ： 假面騎士聖刃×Ghost     | 更多 ： 假面騎士聖刃×Ghost                                  | 更多 ： 假面騎士聖刃×Ghost | 更多 ： 假面騎士聖刃×Ghost                |
| Specter Gekikou Senki          | スペクター激昂戦記         | Specter激昂戰記     | 生物     | 更多 ： 假面騎士Specter×Blades | 更多 ： 假面騎士Specter×Blades                              | 更多 ： 假面騎士Specter×Blades | 更多 ： 假面騎士Specter×Blades            |
| Drive Keisatsu 24 Ji           | ドライブ警察24時           | DRIVE警察24小時     | 故事     | 傳說                           | 當這齒輪到達頂點之時沒人能逃得過…。                         | 變身音效為「寄宿著神獸 / 纏繞著生物 / 編織著故事！Legend Rider！（騎士名）！ （神獣を宿す / 動物をまといし / 物語を紡ぐ！レジェンドライダー ！（騎士名）！）」。 變身說明「正義之心將更強大的力量寄宿於劍之中！ （正義の心は更なる力を剣に宿す！）」 。 綴詞音效為「（騎士名！）」。 | 書內記載著『DRIVE警察24小時』的傳承。     |
| Sengoku Gaim Emaki             |                            | 戰國鎧武繪卷        | 神獸     | 傳說                           | 曾經有名武士在爭奪果實的戰鬥後，到達神的境界…。             | 變身音效為「寄宿著神獸 / 纏繞著生物 / 編織著故事！Legend Rider！（騎士名）！ （神獣を宿す / 動物をまといし / 物語を紡ぐ！レジェンドライダー ！（騎士名）！）」。 變身說明「正義之心將更強大的力量寄宿於劍之中！ （正義の心は更なる力を剣に宿す！）」 。 綴詞音效為「（騎士名！）」。 | 書內記載著『戰國鎧武繪卷』的傳承。        |
| Kibou No Ryuutsukai Wizard     | 希望の竜使いウィザード     | 希望之馭龍使WIZARD  | 神獸     | 傳說                           | 曾經有名因龍的追隨而成為最後的希望的戰士…。                 | 變身音效為「寄宿著神獸 / 纏繞著生物 / 編織著故事！Legend Rider！（騎士名）！ （神獣を宿す / 動物をまといし / 物語を紡ぐ！レジェンドライダー ！（騎士名）！）」。 變身說明「正義之心將更強大的力量寄宿於劍之中！ （正義の心は更なる力を剣に宿す！）」 。 綴詞音效為「（騎士名！）」。 | 書內記載著『希望之馭龍使WIZARD』的傳承。  |
| 2011 Fourze Odyssey            | 2011 フォーゼオデッセイ    | 2011 FOURZE漫遊     | 故事     | 傳說                           | 有一名學生拯救了朋友、學校和宇宙…。                         | 變身音效為「寄宿著神獸 / 纏繞著生物 / 編織著故事！Legend Rider！（騎士名）！ （神獣を宿す / 動物をまといし / 物語を紡ぐ！レジェンドライダー ！（騎士名）！）」。 變身說明「正義之心將更強大的力量寄宿於劍之中！ （正義の心は更なる力を剣に宿す！）」 。 綴詞音效為「（騎士名！）」。 | 書內記載著『2011FOURZE漫遊』的傳承。      |
| OOO Animal Comboroku           | オーズアニマルコンボ録     | OOO動物聯組錄       | 生物     | 傳說                           | 當這個慾望是由三種不同的動物的力量所滿足的…。               | 變身音效為「寄宿著神獸 / 纏繞著生物 / 編織著故事！Legend Rider！（騎士名）！ （神獣を宿す / 動物をまといし / 物語を紡ぐ！レジェンドライダー ！（騎士名）！）」。 變身說明「正義之心將更強大的力量寄宿於劍之中！ （正義の心は更なる力を剣に宿す！）」 。 綴詞音效為「（騎士名！）」。 | 書內記載著『OOO動物聯組錄』的傳承。       |
| Double Tantei Nisshi           | ダブル探偵日誌             | W偵探日誌           | 故事     | 傳說                           | 有名在城市中追尋某事件的兩人合為一人的偵探故事…。           | 變身音效為「寄宿著神獸 / 纏繞著生物 / 編織著故事！Legend Rider！（騎士名）！ （神獣を宿す / 動物をまといし / 物語を紡ぐ！レジェンドライダー ！（騎士名）！）」。 變身說明「正義之心將更強大的力量寄宿於劍之中！ （正義の心は更なる力を剣に宿す！）」 。 綴詞音效為「（騎士名！）」。 | 書內記載著『W偵探日誌』的傳承。           |
| Decade Sekai Ryokouki          | ディケイド世界旅行記       | DECADE世界旅行記    | 故事     | 傳說                           | 有名路過的旅行者，跨越世界到處破壞的神話…。                 | 變身音效為「寄宿著神獸 / 纏繞著生物 / 編織著故事！Legend Rider！（騎士名）！ （神獣を宿す / 動物をまといし / 物語を紡ぐ！レジェンドライダー ！（騎士名）！）」。 變身說明「正義之心將更強大的力量寄宿於劍之中！ （正義の心は更なる力を剣に宿す！）」 。 綴詞音效為「（騎士名！）」。 | 書內記載著『DECADE世界旅行記』的傳承。    |
| Decade Sekai Ryokouki NEO      | ディケイド世界旅行記NEO    | DECADE世界旅行記NEO | 故事     | 傳說                           | -                                                           | 變身音效為「寄宿著神獸 / 纏繞著生物 / 編織著故事！Legend Rider！（騎士名）！ （神獣を宿す / 動物をまといし / 物語を紡ぐ！レジェンドライダー ！（騎士名）！）」。 變身說明「正義之心將更強大的力量寄宿於劍之中！ （正義の心は更なる力を剣に宿す！）」 。 綴詞音效為「（騎士名！）」。 | 書內記載著『DECADE世界旅行記NEO』的傳承。 |
| Oresamaha KIVAdearu            | 俺様はキバである           | 我就是KIVA          | 生物     | 傳說                           | 當這隻蝙蝠咬下去時魔界之王現身於月夜之中…。                 | 變身音效為「寄宿著神獸 / 纏繞著生物 / 編織著故事！Legend Rider！（騎士名）！ （神獣を宿す / 動物をまといし / 物語を紡ぐ！レジェンドライダー ！（騎士名）！）」。 變身說明「正義之心將更強大的力量寄宿於劍之中！ （正義の心は更なる力を剣に宿す！）」 。 綴詞音效為「（騎士名！）」。 | 書內記載著『我就是KIVA』的傳承。          |
| Den-O Douwa Zenshuu            | 電王童話全集               | 電王童話全集        | 故事     | 傳說                           | 有個故事超越了時間之後，又會與更多的故事相遇…。             | 變身音效為「寄宿著神獸 / 纏繞著生物 / 編織著故事！Legend Rider！（騎士名）！ （神獣を宿す / 動物をまといし / 物語を紡ぐ！レジェンドライダー ！（騎士名）！）」。 變身說明「正義之心將更強大的力量寄宿於劍之中！ （正義の心は更なる力を剣に宿す！）」 。 綴詞音效為「（騎士名！）」。 | 書內記載著『電王童話全集』的傳承。        |
| Kousoku Kabuto Goroku          | 高速カブト語録             | 高速KABUTO語錄      | 生物     | 傳說                           | 當這個男人手指向天之時，新的格言就此誕生…。                 | 變身音效為「寄宿著神獸 / 纏繞著生物 / 編織著故事！Legend Rider！（騎士名）！ （神獣を宿す / 動物をまといし / 物語を紡ぐ！レジェンドライダー ！（騎士名）！）」。 變身說明「正義之心將更強大的力量寄宿於劍之中！ （正義の心は更なる力を剣に宿す！）」 。 綴詞音效為「（騎士名！）」。 | 書內記載著『高速KABUTO語錄』的傳承。      |
| Ongekiden Hibiki               | 音擊伝響鬼                 | 音擊傳響鬼          | 神獸     | 傳說                           | 曾經有名用鍛煉的軀體與聲音進行戰鬥的鬼…。                   | 變身音效為「寄宿著神獸 / 纏繞著生物 / 編織著故事！Legend Rider！（騎士名）！ （神獣を宿す / 動物をまといし / 物語を紡ぐ！レジェンドライダー ！（騎士名）！）」。 變身說明「正義之心將更強大的力量寄宿於劍之中！ （正義の心は更なる力を剣に宿す！）」 。 綴詞音效為「（騎士名！）」。 | 書內記載著『音擊傳響鬼』的傳承。          |
| Kouchuu Yuugi Blade            | 甲遊戯ブレイド             | 甲蟲遊戲BLADE       | 生物     | 傳說                           | 當這封印之劍解放古代之力時…。                               | 變身音效為「寄宿著神獸 / 纏繞著生物 / 編織著故事！Legend Rider！（騎士名）！ （神獣を宿す / 動物をまといし / 物語を紡ぐ！レジェンドライダー ！（騎士名）！）」。 變身說明「正義之心將更強大的力量寄宿於劍之中！ （正義の心は更なる力を剣に宿す！）」 。 綴詞音效為「（騎士名！）」。 | 書內記載著『甲蟲遊戲BLADE』的傳承。       |
| Faiz Shinka Jinruishi          | フアイズ進化人類史         | FAIZ進化人類史      | 神獸     | 傳說                           | 曾經被選上的人類已經來到進化之時…。                         | 變身音效為「寄宿著神獸 / 纏繞著生物 / 編織著故事！Legend Rider！（騎士名）！ （神獣を宿す / 動物をまといし / 物語を紡ぐ！レジェンドライダー ！（騎士名）！）」。 變身說明「正義之心將更強大的力量寄宿於劍之中！ （正義の心は更なる力を剣に宿す！）」 。 綴詞音效為「（騎士名！）」。 | 書內記載著『FAIZ進化人類史』的傳承。      |
| Ryuki In Mirror World          | 龍騎インミラーワールド     | 龍騎在鏡世界        | 神獸     | 傳說                           | 曾經有在鏡中進行拼上性命的激烈戰鬥…。                       | 變身音效為「寄宿著神獸 / 纏繞著生物 / 編織著故事！Legend Rider！（騎士名）！ （神獣を宿す / 動物をまといし / 物語を紡ぐ！レジェンドライダー ！（騎士名）！）」。 變身說明「正義之心將更強大的力量寄宿於劍之中！ （正義の心は更なる力を剣に宿す！）」 。 綴詞音效為「（騎士名！）」。 | 書內記載著『龍騎在鏡世界』的傳承。        |
| Konjikiryou No                 | 金色龍のアギト             | 金色龍的鄂鬥        | 神獸     | 傳說                           | 曾經有名失去記憶的男子覺醒成金色的戰士…。                   | 變身音效為「寄宿著神獸 / 纏繞著生物 / 編織著故事！Legend Rider！（騎士名）！ （神獣を宿す / 動物をまといし / 物語を紡ぐ！レジェンドライダー ！（騎士名）！）」。 變身說明「正義之心將更強大的力量寄宿於劍之中！ （正義の心は更なる力を剣に宿す！）」 。 綴詞音效為「（騎士名！）」。 | 書內記載著『金色龍的鄂鬥』的傳承。        |
| A New Legend Kuuga             | ア ニューレジェンド クウガ | 全新傳說空我        | 生物     | 傳說                           | 這位戰士的誕生，改寫了傳說並創造了新的歷史…。               | 變身音效為「寄宿著神獸 / 纏繞著生物 / 編織著故事！Legend Rider！（騎士名）！ （神獣を宿す / 動物をまといし / 物語を紡ぐ！レジェンドライダー ！（騎士名）！）」。 變身說明「正義之心將更強大的力量寄宿於劍之中！ （正義の心は更なる力を剣に宿す！）」 。 綴詞音效為「（騎士名！）」。 | 書內記載著『全新傳說空我』的傳承。        |
| Hajimari No Kamen Rider Igou   | はじまりの仮面ライダー1    | 起始的假面騎士1號   | 故事     | 傳說                           | 有個男人為了自由和和平而與邪惡鬥爭…。                       | 變身音效為「寄宿著神獸 / 纏繞著生物 / 編織著故事！Legend Rider！（騎士名）！ （神獣を宿す / 動物をまといし / 物語を紡ぐ！レジェンドライダー ！（騎士名）！）」。 變身說明「正義之心將更強大的力量寄宿於劍之中！ （正義の心は更なる力を剣に宿す！）」 。 綴詞音效為「（騎士名！）」。 | 書內記載著『起始的假面騎士1號』的傳承。   |
| Showa Rider Henshin Shinwa     | 昭和ライダー变身神話       | 昭和騎士變身神話    | 神獸     | 時代                           | -                                                           | 變身音效為「History Rider！ （ヒストリーライダー！）」。 變身說明「歷史之書將更強大的力量寄宿於劍之中！ （歴史の本は更なる力を剣に宿す！）」 綴詞音效為「戰鬥的歷史！ （戦いの歴史！）」。                                                                                           | 書內記載著『昭和騎士變身神話』的傳承。    |
| Heisei Rider Henshin Senki     | 平成ライダー变身戦記       | 平成騎士變身戰記    | 生物     | 時代                           | -                                                           | 變身音效為「History Rider！ （ヒストリーライダー！）」。 變身說明「歷史之書將更強大的力量寄宿於劍之中！ （歴史の本は更なる力を剣に宿す！）」 綴詞音效為「戰鬥的歷史！ （戦いの歴史！）」。                                                                                           | 書內記載著『平成騎士變身戰記』的傳承。    |
| Reiwa Rider Henshin Monogatari | 令和ライダー变身物語       | 令和騎士變身故事    | 故事     | 時代                           | -                                                           | 變身音效為「History Rider！ （ヒストリーライダー！）」。 變身說明「歷史之書將更強大的力量寄宿於劍之中！ （歴史の本は更なる力を剣に宿す！）」 綴詞音效為「戰鬥的歷史！ （戦いの歴史！）」。                                                                                           | 書內記載著『令和騎士變身故事』的傳承。    |

#### Wonder Ride Book 聯組一覽
| 英文名稱         | 日文名稱                   | 中文名稱       | 屬性 | 神獸           | 生物     | 故事           | 音效 | 備註                       |
| ---------------- | -------------------------- | -------------- | ---- | -------------- | -------- | -------------- | --- | -------------------------- |
| Dragon Eagle     | ドラゴンイーグル           | 戰龍獵鷹       | 烈火 | 勇猛戰龍       | 暴風獵鷹 | -              | 「龍卷戰龍獵鷹！烈火二冊！狂暴的天空之翼龍身披獄炎，將一切事物燃燒殆盡！ （竜巻ドラゴンイーグル！烈火二冊！荒ぶる空の翼龍が獄炎をまとい、あらゆるものを焼き尽くす！）」                       | 本作中登場的第二個聯組     |
| Saiyuu Dragon    | 西遊ドラゴン               | 西遊戰龍       | 烈火 | 勇猛戰龍       | -        | 西遊旅記       | 「奇跡的西遊戰龍！烈火二冊！肌肉結實的猴子與火炎之劍共舞！ （奇跡の西遊ドラゴン！烈火二冊！ムッキムキのお猿も加わり火炎の剣が舞い踊る！）」                                                   | 本作中登場的第四個聯組     |
| Crimson Dragon   | クリムゾンドラゴン         | 深紅戰龍       | 烈火 | 勇猛戰龍       | 暴風獵鷹 | 西遊旅記       | 「流傳下來的神獸名為！深紅戰龍！烈火三冊！深紅之劍貫穿邪惡並燃燒一切！ （語り継がれし神獣のその名は！クリムゾンドラゴン！烈火三冊！真紅の剣が悪を貫き全てを燃やす！）」                       | 本作中登場的第二個奇跡聯組 |
| Lion Fantasista  | ライオンファンタジスタ     | 雄獅幻想曲     | 流水 | -              | 雄獅戰記 | 彼得幻想曲     | 「閃亮的雄獅幻想曲！流水二冊！怒吼！閃亮！幻想之爪現在寄宿於蒼藍劍士之身！ （輝くライオンファンタジスタ！流水二冊！ガオー！キラキラ！幻想の爪がいま蒼き剣士のその身に宿る！）」               | 本作中登場的第一個聯組     |
| Lion Pegasus     | ライオンペガサス           | 雄獅佩加索斯   | 流水 | 天空的佩加索斯 | 雄獅戰記 | -              | 「神聖的雄獅佩加索斯！流水二冊！夜空中點綴的獅子座，如流星般傾瀉而下！ （聖なるライオンペガサス！流水二冊！夜空を彩る獅子座が、流星の如く降り注ぐ！）」                                       |                            |
| Fantastic Lion   | ファンタズティックライオン | 幻想般的獅子   | 流水 | 天空的佩加索斯 | 雄獅戰記 | 彼得幻想曲     | 「藍色鬃毛的野獸飛翔天空！幻想般的獅子！流水三冊！深藍之劍露出獠牙來制霸銀河！ （蒼き野獣の鬣が空になびく！ファンタズティックライオン！流水三冊！紺碧の剣が牙を剥き銀河を制す！）」           | 本作中登場的第一個奇跡聯組 |
| Lamp Do Hedgehog | ランプドヘッジホッグ       | 神燈刺蝟       | 黃雷 | -              | 尖針刺蝟 | 艾倫吉納的神燈 | 「刺！刺！神燈刺蝟！黃雷二冊！摩擦之時對出現的魔人所許的願望為刺扎之鎧！ （トゲ！トゲ！ランプドヘッジホッグ！黃雷二冊！キュキュっとこすると現れたその魔人への願いとはチクチクの鎧だった！）」 | 本作中登場的第三個聯組     |
| Lamp Do Cerberus | ランプドケルベロス         | 神燈刻耳柏洛斯 | 黃雷 | 三首刻耳柏洛斯 | -        | 艾倫吉納的神燈 | 「三叉神燈刻耳柏洛斯！黃雷二冊！魔人與看門狗所編織的地獄電擊狂亂綻放！ （三つ叉ランプドケルベロス！黃雷二冊！魔人と番犬が織りなす地獄の電撃が狂い咲く！）」                                   |                            |
| Golden Alangina  | ゴールデンアランジーナ     | 黃金艾倫吉納   | 黃雷 | 三首刻耳柏洛斯 | 尖針刺蝟 | 艾倫吉納的神燈 | 「神燈的魔人發揮出真正的力量！黃金艾倫吉納！黃雷三冊！閃電之劍閃耀光輝，雷鳴怒吼！ （ランプの魔人が真の力を発揮する！ゴールデンアランジーナ！黃雷三冊！稲妻の剣が光り輝き、雷鳴が轟く！）」   | 本作中登場的第三個奇跡聯組 |

#### 其他 Wonder Ride Book 聯組一覽
| 屬性     | 神獸                 | 生物                 | 故事                 | 音效 |
| -------- | -------------------- | -------------------- | -------------------- | --- |
| ZERO-ONE | ZERO-ONE屬性隨意二冊 | ZERO-ONE屬性隨意二冊 | ZERO-ONE屬性隨意二冊 | 「人工智能寄宿於劍之中！ZERO-ONE RIDER！ZERO-ONE二冊！人工智能之書用更強大的力量實現夢想！ （人工知能が剣に宿る！ZERO-ONE RIDER！ゼロワン二冊！人工知能の本は更をるカで夢をえる！）」 |
| ZERO-ONE | 滅亡迅雷魔物記       | A.I.M.S.動物檔案     | 飛電的秘傳故事       | 「當各種不同的理念衝突之時。AI之劍將實現夢想！ZERO-ONE RIDER！ZERO-ONE三冊！實現夢想的人工智能之劍現在在此！ （それぞれの思惑がぶつかる時。AIの剣が、夢を叶え！ZERO-ONE RIDER！ゼロワン三冊！夢を叶えた人工知能の剣が今ここに！）」                                                                   |
| 從前     | 從前屬性隨意二冊     | 從前屬性隨意二冊     | 從前屬性隨意二冊     | 「古老的教導聚集在此，不！一冊就足夠劍！Old Story Rider！從前二冊！民間故事用更強大的力量獨當一面！ （古の教えがここに集う、否！一冊足りておらん剣！オールドストーリーライダー！昔二冊！昔話は更なる力でようやく一人前！）」                                                                      |
| 從前     | 從前屬性隨意三冊     | 從前屬性隨意三冊     | 從前屬性隨意三冊     | 「古老的教導都聚集在此，讓我們學習劍！Old Story Rider！從前三冊！充滿學習民間故事的教訓之劍現在在此！ （古の教えがここに揃う、いざ学ぶのじゃ剣！オールドストーリーライダー！昔三冊！昔話の教訓であふれる学の剣が今ここに！）」                                                                    |
| 惡役     | 惡役屬性隨意二冊     | 惡役屬性隨意二冊     | 惡役屬性隨意二冊     | 「恐怖之力寄宿於劍之中！惡役 Rider！惡役二冊！惡意之書用更強的力量襲來！ （恐怖の力が剣に宿る！ウィランライダー！ヴィラン二冊！悪意の本は更なる力で襲い来る！）」 |
| 惡役     | 惡役屬性隨意三冊     | 惡役屬性隨意三冊     | 惡役屬性隨意三冊     | 「三冊的惡意填滿之時，恐怖之劍將會襲來！惡役 Rider！惡役三冊！充滿惡意的恐怖之劍現在在此！ （３冊の悪意が満ちる時、恐怖の剣が襲い来る！ヴィランライダー！ヴィラン三冊！悪意に溢れた恐怖の剣が今ここに！）」                                                                                       |
| 太郎     | 太郎屬性隨意二冊     | 太郎屬性隨意二冊     | 太郎屬性隨意二冊     | 「太郎的劍相交成一！三太郎 Rider！太郎二冊！太郎傳用更強大的力量消滅邪惡！ （太郎の剣が１つに交わる！三太郎ライダー！太郎二冊！太郎伝は更なる力で悪を滅ぼす！）」 |
| 太郎     | 太郎屬性隨意三冊     | 太郎屬性隨意三冊     | 太郎屬性隨意三冊     | 「三個太郎聚集之時，太郎的劍將消滅邪惡！三太郎 Rider！太郎三冊！蘊含三太郎之力的勇氣之劍現在在此！ （三つの太郎が集いし時、太郎の剣が悪を滅ぼす！三太郎ライダー！太郎三冊！三太郎の力が込められた勇気の剣が今ここに！）」                                                                         |
| 幸福     | 幸福屬性隨意二冊     | 幸福屬性隨意二冊     | 幸福屬性隨意二冊     | 「幸福之劍贈與歡呼！Happy Rider！幸福二冊！幸福之書用更強大的力量充滿祝福！ （幸福の剣がエールを贈る！ハッピーライダー！ハッピー二冊！幸せの本はさるなる力で祝福が溢れる！）」 |
| 幸福     | 幸福屬性隨意三冊     | 幸福屬性隨意三冊     | 幸福屬性隨意三冊     | 「三個奇跡充盈之時，神聖之劍化為祝福之劍！Happy Rider！幸福三冊！祝福之劍贈與讚辭！ （三つの奇跡であふれた時、聖なる剣は祝福の剣となる！ハッピーライダー！ハッピー三冊！祝福の剣が賛辞を贈る！）」                                                                                                |
| 童話     | 童話屬性隨意二冊     | 童話屬性隨意二冊     | 童話屬性隨意二冊     | 「不可思議的力量寄宿於劍之中！World Story Rider！童話二冊！童話用更強大的力量創造奇跡！ （不思議の力が剣に宿る！ワールドストーリーライダー！童話二冊！童話はさらなる力で奇跡を起こす！）」 |
| 童話     | 童話屬性隨意三冊     | 童話屬性隨意三冊     | 童話屬性隨意三冊     | 「轟動世界的三個故事！不可思議的劍將創造奇跡！World Story Rider！童話三冊！當童話的力量齊集之時，奇跡之劍現在在此！ （世界に轟く三つの物語！不思議な剣が奇跡を起こす！ワールドストーリーライダー！童話三冊！童話の力が揃った時、奇跡の剣が今ここに！）」                                          |
| 傳說     | 傳說屬性隨意二冊     | 傳說屬性隨意二冊     | 傳說屬性隨意二冊     | 「傳說的騎士交會之時正義的心寄宿於劍之中！Legend Rider！（騎士名）！（騎士名）！傳說二冊！正義之書用更強大的力量斬斷邪惡！ （伝説のライダーが交わる時正義の心が剣に宿る！レジェンドライダー！（騎士名）！（騎士名）！伝説二冊！正義の本はさらなる力で悪を断つ！）」                               |
| 傳說     | 傳說屬性隨意三冊     | 傳說屬性隨意三冊     | 傳說屬性隨意三冊     | 「傳說的騎士聚集之時正義的劍將斬斷邪惡！Legend Rider！（騎士名）！（騎士名）！（騎士名）！傳說三冊！充滿正義之心的傳說之劍現在在此！ （伝説のライダーが集いし時正義の剣が悪を断つ！レジェンドライダー！（騎士名）！（騎士名）！（騎士名）！伝説三冊！正義の心で満たされた伝説の剣が今ここに！）」 |
| 漫畫     | 漫畫屬性隨意二冊     | 漫畫屬性隨意二冊     | 漫畫屬性隨意二冊     | 「笑的力量寄宿於劍之中！Comic Rider！漫畫二冊！愉快之書用更強大的力量創造笑容！ （笑いの力が剣に宿る！コミックライダー！マンガ二冊！愉快な本は更なる力で笑顔を生み出す！）」 |
| 漫畫     | 漫畫屬性隨意三冊     | 漫畫屬性隨意三冊     | 漫畫屬性隨意三冊     | 「愉快之書齊集之時，笑容之力將劍照亮！Comic Rider！漫畫三冊！愉快至極的笑容之劍現在在此！ （愉快な本が揃った時、笑顔の力が剣を照らす！コミックライダー！マンガ三冊！愉快を極めた笑顔の剣が今ここに！）」                                                                                          |
| 時代     | 時代屬性隨意二冊     | 時代屬性隨意二冊     | 時代屬性隨意二冊     | 「劍上充滿勇氣之力！History Rider！時代二冊！歷史之書用更強大的力量創造希望！ （勇気の力か剣にあふれる！ヒストリーライダー！時代二冊！歴史の本は更なる力で希望を作る！）」 |
| 時代     | 時代屬性隨意三冊     | 時代屬性隨意三冊     | 時代屬性隨意三冊     | 「穿越三個時代！劍上充滿希望之力！History Rider！時代三冊！穿越歷史的希望之劍現在在此！ （3つの時代を駆け抜ける！希望の力か剣にみなぎる！ヒストリーライダー！時代三冊！歴史を駆け抜けた希望の剣に今ここに！）」                                                                                   |

### 改造駕馭書（Alter Ride Book）
Alter Ride Book一覽 
| 英文名稱           | 日文名稱               | 中文名稱         | 書籍類型 | 書籍屬性 | 書籍召喚文                     | 音效 | 能力                                                     | 備註                                                                     |
| ------------------ | ---------------------- | ---------------- | -------- | -------- | ------------------------------ | --- | -------------------------------------------------------- | ------------------------------------------------------------------------ |
| Gansekiou Golem    | 岩石王ゴーレム         | 岩石王魔像       | 幻獸     | 惡役     | 覺醒吧，纏繞岩石的傳說梅基多！ | 變身音效為「惡役 Rider！ （ウィランライダー！）」。 變身說明「惡意之書將更強大的力量寄宿於劍之中！ （悪意の本は更なる力を剣に宿す！）」 綴詞音效為「從前的神獸！ / 這種動物！/某個故事！ （かつての神獣！ / この動物！/ とある物語！）」。 | 召喚魔像梅基多。                                         | 書內記載著『岩石王魔像』的傳承。                                         |
| Ari Ka Kirigirisu  | アリかキリギリス       | 螞蟻或螽斯       | 故事     | 惡役     | 覺醒吧，成群結隊的故事梅基多！ | 變身音效為「惡役 Rider！ （ウィランライダー！）」。 變身說明「惡意之書將更強大的力量寄宿於劍之中！ （悪意の本は更なる力を剣に宿す！）」 綴詞音效為「從前的神獸！ / 這種動物！/某個故事！ （かつての神獣！ / この動物！/ とある物語！）」。 | 召喚螞蟻梅基多及螽斯梅基多。                             | 書內記載著『螞蟻或螽斯』的傳承。 書籍是以《螞蟻和蟋蟀》為藍本。          |
| Hanzaki Sanshouou  | ハンザキサンショウ王   | 大山椒魚王       | 生物     | 惡役     |                                | 變身音效為「惡役 Rider！ （ウィランライダー！）」。 變身說明「惡意之書將更強大的力量寄宿於劍之中！ （悪意の本は更なる力を剣に宿す！）」 綴詞音效為「從前的神獸！ / 這種動物！/某個故事！ （かつての神獣！ / この動物！/ とある物語！）」。 | 召喚山椒魚梅基多（大山椒魚梅基多）。                     | 書內記載著『大山椒魚王』的傳承。                                         |
| Desast             | デザスト               | 迪札斯特         | 混合     | 惡役     | 大鬧一場吧…3屬性之力擁有者…！  | 變身音效為「惡役 Rider！ （ウィランライダー！）」。 變身說明「惡意之書將更強大的力量寄宿於劍之中！ （悪意の本は更なる力を剣に宿す！）」 綴詞音效為「從前的神獸！ / 這種動物！/某個故事！ （かつての神獣！ / この動物！/ とある物語！）」。 | 召喚迪札斯特。                                           | 書內記載著幻獸『芬里爾』、生物『日本虎甲蟲』、故事『唱歌的骨頭』的傳承。 |
| Piranha no Lunch   | ピラニアのランチ       | 食人魚的午餐     | 生物     | 惡役     |                                | 變身音效為「惡役 Rider！ （ウィランライダー！）」。 變身說明「惡意之書將更強大的力量寄宿於劍之中！ （悪意の本は更なる力を剣に宿す！）」 綴詞音效為「從前的神獸！ / 這種動物！/某個故事！ （かつての神獣！ / この動物！/ とある物語！）」。 | 召喚食人魚梅基多。                                       | 書內記載著『食人魚的午餐』的傳承。                                       |
| Medusa Jaden       | メデューサ蛇伝         | 美杜莎蛇傳       | 幻獸     | 惡役     |                                | 變身音效為「惡役 Rider！ （ウィランライダー！）」。 變身說明「惡意之書將更強大的力量寄宿於劍之中！ （悪意の本は更なる力を剣に宿す！）」 綴詞音效為「從前的神獸！ / 這種動物！/某個故事！ （かつての神獣！ / この動物！/ とある物語！）」。 | 召喚美杜莎梅基多。                                       | 書內記載著『美杜莎蛇傳』的傳承。                                         |
| Mienikui Ahirunoko | 見えにくいアヒルの子   | 難以看見的小鴨子 | 故事     | 惡役     | 覺醒吧，隱形之鳥的故事梅基多！ | 變身音效為「惡役 Rider！ （ウィランライダー！）」。 變身說明「惡意之書將更強大的力量寄宿於劍之中！ （悪意の本は更なる力を剣に宿す！）」 綴詞音效為「從前的神獸！ / 這種動物！/某個故事！ （かつての神獣！ / この動物！/ とある物語！）」。 | 召喚鴨梅基多。                                           | 書內記載著『難以看見的小鴨子』的傳承。 書籍是以《醜小鴨》為藍本。        |
| Itazura Goblins    | いたずらゴブリンズ     | 惡作劇的哥布林們 | 幻獸     | 惡役     |                                | 變身音效為「惡役 Rider！ （ウィランライダー！）」。 變身說明「惡意之書將更強大的力量寄宿於劍之中！ （悪意の本は更なる力を剣に宿す！）」 綴詞音效為「從前的神獸！ / 這種動物！/某個故事！ （かつての神獣！ / この動物！/ とある物語！）」。 | 召喚哥布林梅基多。                                       | 書內記載著『惡作劇的哥布林們』的傳承。                                   |
| Kabekara Gargoyle  | 壁からガーゴイル       | 來自牆壁的石像鬼 | 幻獸     | 惡役     |                                | 變身音效為「惡役 Rider！ （ウィランライダー！）」。 變身說明「惡意之書將更強大的力量寄宿於劍之中！ （悪意の本は更なる力を剣に宿す！）」 綴詞音效為「從前的神獸！ / 這種動物！/某個故事！ （かつての神獣！ / この動物！/ とある物語！）」。 | 召喚石像鬼梅基多。                                       | 書內記載著『來自牆壁的石像鬼』的傳承。                                   |
| Drill Mandrill     | ドリルマンドリル       | 鑽頭山魈         | 生物     | 惡役     |                                | 變身音效為「惡役 Rider！ （ウィランライダー！）」。 變身說明「惡意之書將更強大的力量寄宿於劍之中！ （悪意の本は更なる力を剣に宿す！）」 綴詞音效為「從前的神獸！ / 這種動物！/某個故事！ （かつての神獣！ / この動物！/ とある物語！）」。 | 召喚山魈梅基多。                                         | 書內記載著『鑽頭山魈』的傳承。                                           |
| Usotsuki Wolf      | 嘘つきウルフ           | 撒謊的野狼       | 故事     | 惡役     |                                | 變身音效為「惡役 Rider！ （ウィランライダー！）」。 變身說明「惡意之書將更強大的力量寄宿於劍之中！ （悪意の本は更なる力を剣に宿す！）」 綴詞音效為「從前的神獸！ / 這種動物！/某個故事！ （かつての神獣！ / この動物！/ とある物語！）」。 | 召喚野狼梅基多。                                         | 書內記載著『撒謊的野狼』的傳承。 書籍是以《狼來了》為藍本。              |
| Shirayuki Yeti     | 白雪イエティ           | 白雪雪人         | 幻獸     | 惡役     |                                | 變身音效為「惡役 Rider！ （ウィランライダー！）」。 變身說明「惡意之書將更強大的力量寄宿於劍之中！ （悪意の本は更なる力を剣に宿す！）」 綴詞音效為「從前的神獸！ / 這種動物！/某個故事！ （かつての神獣！ / この動物！/ とある物語！）」。 | 召喚或變身成雪人梅基多。                                 | 書內記載著『白雪雪人』的傳承。 在完成製作前的一瞬間被聖刃破壞。          |
| Hadashi No Ousama  | はだしの王様           | 赤腳的國王       | 故事     | 惡役     |                                | 變身音效為「惡役 Rider！ （ウィランライダー！）」。 變身說明「惡意之書將更強大的力量寄宿於劍之中！ （悪意の本は更なる力を剣に宿す！）」 綴詞音效為「從前的神獸！ / 這種動物！/某個故事！ （かつての神獣！ / この動物！/ とある物語！）」。 | 召喚或變身成國王梅基多。                                 | 書內記載著『赤腳的國王』的傳承。 書籍是以《國王的新衣》為藍本。          |
| Charybdis          | カリュブディス         | 卡律布狄斯       | 混合     | 惡役     |                                | 變身音效為「惡役 Rider！ （ウィランライダー！）」。 變身說明「惡意之書將更強大的力量寄宿於劍之中！ （悪意の本は更なる力を剣に宿す！）」 綴詞音效為「從前的神獸！ / 這種動物！/某個故事！ （かつての神獣！ / この動物！/ とある物語！）」。 | 召喚或變身成卡律布狄斯梅基多。 變化成卡律布狄斯·赫丘利。 | 書內記載著『卡律布狄斯』的傳承。                                         |
| YOKODORI HYENA     | よこどりハイエナ       | 搶奪鬣狗         | 生物     | 惡役     |                                | 變身音效為「惡役 Rider！ （ウィランライダー！）」。 變身說明「惡意之書將更強大的力量寄宿於劍之中！ （悪意の本は更なる力を剣に宿す！）」 綴詞音效為「從前的神獸！ / 這種動物！/某個故事！ （かつての神獣！ / この動物！/ とある物語！）」。 | 召喚或變身成鬣狗梅基多。                                 | 書內記載著『搶奪鬣狗』的傳承。                                           |
| NINGYO DENSTETSU   | 人魚伝説               | 人魚傳說         | 幻獸     | 惡役     |                                | 變身音效為「惡役 Rider！ （ウィランライダー！）」。 變身說明「惡意之書將更強大的力量寄宿於劍之中！ （悪意の本は更なる力を剣に宿す！）」 綴詞音效為「從前的神獸！ / 這種動物！/某個故事！ （かつての神獣！ / この動物！/ とある物語！）」。 | 召喚人魚梅基多。                                         | 書內記載著『人魚傳說』的傳承。 書籍是以《人魚公主》為藍本。              |
| HONEY MAKE BEE     | ハ二ーメイクビー       | 製作蜂蜜的蜜蜂   | 生物     | 惡役     |                                | 變身音效為「惡役 Rider！ （ウィランライダー！）」。 變身說明「惡意之書將更強大的力量寄宿於劍之中！ （悪意の本は更なる力を剣に宿す！）」 綴詞音效為「從前的神獸！ / 這種動物！/某個故事！ （かつての神獣！ / この動物！/ とある物語！）」。 | 召喚蜜蜂梅基多。                                         | 書內記載著『製作蜂蜜的蜜蜂』的傳承。                                     |
| ARMADIROLLING      | アルマジローティングル | 阿瑪吉羅廷格爾   | 幻獸     | 惡役     |                                | 變身音效為「惡役 Rider！ （ウィランライダー！）」。 變身說明「惡意之書將更強大的力量寄宿於劍之中！ （悪意の本は更なる力を剣に宿す！）」 綴詞音效為「從前的神獸！ / 這種動物！/某個故事！ （かつての神獣！ / この動物！/ とある物語！）」。 | 召喚犰狳梅基多。                                         | 書內記載著『阿瑪吉羅廷格爾』的傳承。                                     |
| CYAMELEON DOOKODA  | カメレオンどーこだ     | 變色龍多科達     | 生物     | 惡役     |                                | 變身音效為「惡役 Rider！ （ウィランライダー！）」。 變身說明「惡意之書將更強大的力量寄宿於劍之中！ （悪意の本は更なる力を剣に宿す！）」 綴詞音效為「從前的神獸！ / 這種動物！/某個故事！ （かつての神獣！ / この動物！/ とある物語！）」。 | 召喚變色龍梅基多。                                       | 書內記載著『變色龍多科達』的傳承。                                       |
| PACHI PACHI YAMA   | バンチバンチ山         | 蜜蜂群山         | 故事     | 惡役     |                                | 變身音效為「惡役 Rider！ （ウィランライダー！）」。 變身說明「惡意之書將更強大的力量寄宿於劍之中！ （悪意の本は更なる力を剣に宿す！）」 綴詞音效為「從前的神獸！ / 這種動物！/某個故事！ （かつての神獣！ / この動物！/ とある物語！）」。 | 召喚蜜蜂梅基多。                                         | 書內記載著『蜜蜂群山』的傳承。                                           |
| SNAKE TOGURON      | スネークとぐろん       | 蛇與格隆         | 故事     | 惡役     |                                | 變身音效為「惡役 Rider！ （ウィランライダー！）」。 變身說明「惡意之書將更強大的力量寄宿於劍之中！ （悪意の本は更なる力を剣に宿す！）」 綴詞音效為「從前的神獸！ / 這種動物！/某個故事！ （かつての神獣！ / この動物！/ とある物語！）」。 | 召喚蛇梅基多。                                           | 書內記載著『蛇與格隆』的傳承。                                           |
| Legeiel(EX)        | レジエル（EX）         | 雷傑爾（EX）     | 幻獸     | 惡役     | 覺醒吧，執掌幻獸的傳說梅基多！ | 變身音效為「惡役 Rider！ （ウィランライダー！）」。 變身說明「惡意之書將更強大的力量寄宿於劍之中！ （悪意の本は更なる力を剣に宿す！）」 綴詞音效為「從前的神獸！ / 這種動物！/某個故事！ （かつての神獣！ / この動物！/ とある物語！）」。 | 變化成雷傑爾·禁斷。                                      | 書內記載著執掌幻獸之力的『雷傑爾（EX）』的傳承。                         |
| Neko Ni Accessory  | 猫にアクセサリー       | 給貓飾品         | 生物     | 惡役     |                                | 變身音效為「惡役 Rider！ （ウィランライダー！）」。 變身說明「惡意之書將更強大的力量寄宿於劍之中！ （悪意の本は更なる力を剣に宿す！）」 綴詞音效為「從前的神獸！ / 這種動物！/某個故事！ （かつての神獣！ / この動物！/ とある物語！）」。 | 召喚或變身成貓梅基多。                                   | 書內記載著『給貓飾品』的傳承。                                           |
| Zooous(EX)         | ズオス（EX）           | 茲歐斯（EX）     | 生物     | 惡役     | 覺醒吧，執掌生物的傳說梅基多！ | 變身音效為「惡役 Rider！ （ウィランライダー！）」。 變身說明「惡意之書將更強大的力量寄宿於劍之中！ （悪意の本は更なる力を剣に宿す！）」 綴詞音效為「從前的神獸！ / 這種動物！/某個故事！ （かつての神獣！ / この動物！/ とある物語！）」。 | 變化成茲歐斯·掠食者。                                    | 書內記載著執掌生物之力的『茲歐斯（EX）』的傳承。                         |
| Storious(EX)       | ストリウス（EX）       | 斯特琉斯（EX）   | 故事     | 惡役     | 覺醒吧，執掌故事的傳說梅基多！ | 變身音效為「惡役 Rider！ （ウィランライダー！）」。 變身說明「惡意之書將更強大的力量寄宿於劍之中！ （悪意の本は更なる力を剣に宿す！）」 綴詞音效為「從前的神獸！ / 這種動物！/某個故事！ （かつての神獣！ / この動物！/ とある物語！）」。 | -                                                        | 書內記載著執掌故事之力的『斯特琉斯（EX）』的傳承。                       |
| Get o Kumo         | ゲットを蜘蛛           | 獲得蜘蛛         | 生物     | 惡役     | 覺醒吧，捕獵目標的生物梅基多！ | 變身音效為「惡役 Rider！ （ウィランライダー！）」。 變身說明「惡意之書將更強大的力量寄宿於劍之中！ （悪意の本は更なる力を剣に宿す！）」 綴詞音效為「從前的神獸！ / 這種動物！/某個故事！ （かつての神獣！ / この動物！/ とある物語！）」。 | 召喚蜘蛛梅基多。                                         | 書內記載著『獲得蜘蛛』的傳承。                                           |
| Amanojaku          | 天邪鬼                 | 天邪鬼           | 幻獸     | 惡役     |                                | 變身音效為「惡役 Rider！ （ウィランライダー！）」。 變身說明「惡意之書將更強大的力量寄宿於劍之中！ （悪意の本は更なる力を剣に宿す！）」 綴詞音效為「從前的神獸！ / 這種動物！/某個故事！ （かつての神獣！ / この動物！/ とある物語！）」。 | 變身成天邪鬼梅基多。                                     | 書內記載著『天邪鬼』的傳承。                                             |

## 本作登場怪人
有關參考：故事用語

### Shimmy
原文： / Shimmy
身高：196.8cm
體重：81.3kg
特色 / 能力：捕食行動 / 破壞衝動
本作中的雜兵。
梅基多使役的尖兵，使用短劍與手槍的融合型武器——Lot（ロット）進行戰鬥。
第44章時因為奇跡世界侵蝕現實世界的關係而大量出現襲擊人類。

### 魔物
| 日本原文名字 | 中文名字                                        | 英文名字                                            | 登場章節                                                                | Alter Ride Book                                                         | 身高                                                                    | 體重                                                                    | 特色 / 能力                                                             | 備註 |
| ------------ | ----------------------------------------------- | --------------------------------------------------- | ----------------------------------------------------------------------- | ----------------------------------------------------------------------- | ----------------------------------------------------------------------- | ----------------------------------------------------------------------- | ----------------------------------------------------------------------- | --- |
|              | 魔像梅基多                                      | Golem Megid                                         | 第1、3、21章、劍士列傳                                                  | 岩石王魔像                                                              | 213.7cm                                                                 | 130.2kg                                                                 | 岩石及土的操控                                                          | 幻獸分類的梅基多。 能讓附著在頭上的手飛行來攻擊或拘束遠處的目標。 擁有操控岩石及土的能力，能吸收岩石和土讓自身巨大化。 |
|              | 螞蟻梅基多                                      | Ari Megid                                           | 第2章                                                                   | 螞蟻或螽斯                                                              | 197.2cm                                                                 | 84.1kg                                                                  | 集團行動 / 毒                                                           | 故事分類的梅基多。 可從口中吐出強酸性的毒液攻擊並可和巨大螞蟻等數種物種進行集團行動。 |
|              | 螽斯梅基多                                      | Kirigirisu Megid                                    | 第2章                                                                   | 螞蟻或螽斯                                                              | 204.1cm                                                                 | 94.8kg                                                                  | 斬撃 / 音波攻撃 / 飛行能力                                              | 故事分類的梅基多。 雙腕持有銳爪，可用來飛空斬擊，及摩擦爪子演奏出怪異音波。 此外擁有飛行能力，根據書的傳承其多樣化的戰鬥能力是用來保護螞蟻梅基多。 |
|              | 山椒魚梅基多 （大山椒魚梅基多）                 | Sansho-uo Megid （Hanzaki Megid）                   | 第3、21章                                                               | 大山椒魚王                                                              | 203.0cm                                                                 | 98.2kg                                                                  | 黏性體液                                                                | 生物分類的梅基多。 將人類收集至奇跡世界作為山椒王誕生所需的餌料。 高黏度的體液包覆著身體表面，能將任何攻擊滑開。 |
|              | 山椒魚梅基多強化形態 （大山椒魚梅基多強化形態） | Sansho-uo Megid Kyokatai （Hanzaki Megid Kyokatai） | 第4章                                                                   | 大山椒魚王                                                              | 213.9cm                                                                 | 107.8kg                                                                 | 強化再生 / 黏性體液                                                     | 生物分類的梅基多。 根據書的傳承將人類收集至奇跡世界作為餌料，目的是為了誕生山椒魚之王「山椒王」。 高黏度的體液包覆著身體表面，能將任何攻擊滑開，即使身體分裂成兩半，身體的碎片能夠集合起來後再生、強化。 強化後追加裝備大劍「Sakigaeshi（サキガエシ）」和鎧甲，讓攻擊力、防禦力得以大幅提升。        |
|              | 食人魚梅基多                                    | Piranha Megid                                       | 第5-6章                                                                 | 食人魚的午餐                                                            | 206.2cm                                                                 | 101.3kg                                                                 | 凶暴性 / 銳利的牙齒 / 炸彈                                              | 生物分類的梅基多。 可使役紙製的食人魚來侵食一切。 具有銳利的牙齒和強韌的下顎，可透過凶暴化來提升行動速度，非常膽小而喜歡成群結隊。 總是隱藏在獵物周圍並從死角繞到背後來進行戰鬥，擅長在安全區使用炸彈進行攻擊。                                                                                      |
|              | 美杜莎梅基多                                    | Medousa Megid                                       | 第7-8、17章                                                             | 美杜莎蛇傳                                                              | 203.2cm                                                                 | 94.4kg                                                                  | 石化能力 / 鞭                                                           | 幻獸分類的梅基多。 親密的三姊妹魔物，擅長伸縮各部位上的蛇作為鞭子使用進行攻擊，並且具有將看見的東西石化的能力。 |
|              | 鴨梅基多                                        | Ahiru Megid                                         | 第9-10、21章、超戰鬥DVD                                                 | 難以看見的小鴨子                                                        | 199.0cm （持有透明能力的個體）                                          | 88.2kg （持有透明能力的個體）                                           | 翼 / 爪 / 透明能力                                                      | 故事分類的梅基多。 特徵相異的六隻擁有成列行動的習性，其中一隻難以看見，因為身體是透明的。 |
|              | 鴨梅基多（天鵝梅基多）                          | Ahiru Megid（Hakucho Megid）                        | 第10章                                                                  | 難以看見的小鴨子                                                        | 213.4cm                                                                 | 106.1kg                                                                 | 翼 / 爪                                                                 | 故事分類的梅基多。 持有讓身體透明能力的個體將所有的鴨梅基多能力集結後進化的姿態。 進化後，雖然戰鬥能力有所提升，但失去透明能力。 |
|              | 哥布林梅基多                                    | Goblin Megid                                        | 第11-13、17章                                                           | 惡作劇的哥布林們                                                        | 207.9cm                                                                 | 98.6kg                                                                  | 物質變化能力 / 速跑能力                                                 | 幻獸分類的梅基多。 使用手上的棍「Goblusta（ゴブルスタ）」將人們變成紅色的影子和污漬，擁有喜歡追逐和調皮的習性。 總共六體同時在多處行動來玩弄目標。 |
|              | 雪人梅基多                                      | Yeti Megid                                          | 第16-18章                                                               | 白雪雪人                                                                | 202.4cm                                                                 | 118.3kg                                                                 | 寒冷化 / 凍結                                                           | 幻獸分類的梅基多。 白井雪的體內植入新的白色改造駕馭書而誕生的梅基多。 擁有將周圍的熱量奪取造成局部寒冷化現象的能力，並且能從手部噴射極低溫的能量來凍結目標。 |
|              | 國王梅基多                                      | Ousama Megid                                        | 第19-20章                                                               | 赤腳的國王                                                              | 207.9cm                                                                 | 126.1kg                                                                 | 念動力                                                                  | 故事分類的梅基多。 來島慎吾的體內植入新的白色改造駕馭書而誕生的梅基多。 不管在哪都能使用念動力將汽車和建築物堆疊來構築城塞，並創建自己的王國。 |
|              | 卡律布狄斯梅基多                                | Charybdis Megid                                     | 第21-22、28、39、41、43章、超戰鬥DVD                                    | 卡律布狄斯                                                              | 198.9cm                                                                 | 113.5kg                                                                 | 能力吸收                                                                | 特殊的梅基多。 雙胞胎伊本麻美、伊本玲美的體內植入新的白色改造駕馭書而誕生的梅基多。 在變形蟲一樣的狀態下吸收魔像梅基多、山椒魚梅基多、鴨梅基多，並將其能力成為自己的力量，與「幻獸」、「生物」、「故事」三種力量持有的迪札斯特相似的存在。 雙手擁有能揮舞巨大柴刀「Zarutsdra（ザルツドラ）」的怪力。 |
|              | 貓梅基多                                        | Neko Megid                                          | 第30-31章                                                               | 給貓飾品                                                                | 206.5cm                                                                 | 99.8kg                                                                  | 裝飾化 / 爪                                                             | 生物分類的梅基多。 須藤芽依的體內植入新的白色改造駕馭書而誕生的梅基多。 擁有將人類變成飾品的能力，且有著狡猾的一面，會利用宿主是劍士們的同伴的關係來讓戰鬥更加有利。 |
|              | 卡律布狄斯·赫丘利                               | Charybdis Hercule                                   | 第41、43章                                                              | 卡律布狄斯                                                              | 198.9cm                                                                 | 128.5kg                                                                 | 能力吸收                                                                | 特殊的梅基多。 用能吃盡所有東西的大嘴吃下迪札斯特的部分力量而得到的強化姿態。 天生的剛力加上迪札斯特的能力，擁有壓倒劍士的力量。 |
|              | 蜘蛛梅基多                                      | Spider Megid                                        | 前傳漫畫《假面騎士Buster》                                              | 獲得蜘蛛                                                                | cm                                                                      | kg                                                                      | 蜘蛛絲 / 攀爬能力 / 爪                                                  | 生物分類的梅基多。 右肩和左腕是一個大爪，有助於攀爬。 可吐出蜘蛛絲來捆綁獵物，或者織成一個巨大的蜘蛛網來拘束獵物。 凡是被爪抓傷的部位會短時間内潰爛。 |
|              | 戰隊梅基多                                      | Sentai Megid                                        | 更多 ： 假面騎士聖刃 + 機界戰隊全開者 超級英雄戰記 § 本作登場怪人       | 更多 ： 假面騎士聖刃 + 機界戰隊全開者 超級英雄戰記 § 本作登場怪人       | 更多 ： 假面騎士聖刃 + 機界戰隊全開者 超級英雄戰記 § 本作登場怪人       | 更多 ： 假面騎士聖刃 + 機界戰隊全開者 超級英雄戰記 § 本作登場怪人       | 更多 ： 假面騎士聖刃 + 機界戰隊全開者 超級英雄戰記 § 本作登場怪人       | 更多 ： 假面騎士聖刃 + 機界戰隊全開者 超級英雄戰記 § 本作登場怪人 |
|              | 天邪鬼梅基多                                    | Amanojyaku Megid                                    | 更多 ： 假面騎士聖刃外傳 假面騎士Sabela&假面騎士Durendal § 本作登場怪人 | 更多 ： 假面騎士聖刃外傳 假面騎士Sabela&假面騎士Durendal § 本作登場怪人 | 更多 ： 假面騎士聖刃外傳 假面騎士Sabela&假面騎士Durendal § 本作登場怪人 | 更多 ： 假面騎士聖刃外傳 假面騎士Sabela&假面騎士Durendal § 本作登場怪人 | 更多 ： 假面騎士聖刃外傳 假面騎士Sabela&假面騎士Durendal § 本作登場怪人 | 更多 ： 假面騎士聖刃外傳 假面騎士Sabela&假面騎士Durendal § 本作登場怪人 |

### 惡徒
| 日本原文名字 | 中文名字 | 英文名字       | 登場章節 | 世界                              | 身高                              | 體重                              | 名產                              | 名物                              | 備註                              |
| ------------ | -------- | -------------- | -------- | --------------------------------- | --------------------------------- | --------------------------------- | --------------------------------- | --------------------------------- | --------------------------------- |
|              | 織女惡徒 | Orihime Warudo | 特別章   | 更多 ： 機界戰隊全開者 § 中階戰力 | 更多 ： 機界戰隊全開者 § 中階戰力 | 更多 ： 機界戰隊全開者 § 中階戰力 | 更多 ： 機界戰隊全開者 § 中階戰力 | 更多 ： 機界戰隊全開者 § 中階戰力 | 更多 ： 機界戰隊全開者 § 中階戰力 |

### 死囚（Deadman）
| 日本原文名字 | 中文名字   | 登場話數         | 身高                                     | 體重                                     | 特色 / 能力                              | 備註                                     |
| ------------ | ---------- | ---------------- | ---------------------------------------- | ---------------------------------------- | ---------------------------------------- | ---------------------------------------- |
|              | 蝗蟲・死囚 | 增刊號（特別篇） | 更多 ： 假面騎士REVICE § 死囚（Deadman） | 更多 ： 假面騎士REVICE § 死囚（Deadman） | 更多 ： 假面騎士REVICE § 死囚（Deadman） | 更多 ： 假面騎士REVICE § 死囚（Deadman） |

### 特殊型魔物
- 迪札斯特

原文： / Desast
Alter Ride Book：迪札斯特
身高：206.4cm
體重：121.0kg
特色 / 能力：幻獸:芬里爾、生物:日本虎甲蟲、故事:唱歌的骨頭 的力量
（替身演員：岡田和也(4 - 15集)/永德(20集)  /伊藤荗騎(28集、各外傳)/榮男樹(30集開始)、CV：內山昂輝）
擁有幻獸、生物和故事三種屬性的混合種梅基多。第4章初登場。
速度敏捷以能夠輕鬆閃避免攻擊；操縱背上的紅色圍巾來綁住敵人或分裂成多條圍巾，以達到進攻的目的。另外，瞬間傳送的異能也存在。
擅長使用愛劍「Grudge Dent（グラッジデント）」，能使用必殺技「Calamity Strike（カラミティ・ストライク）」。

### 幹部級梅基多
- 斯特琉斯

原文： / STORIOUS
Alter Ride Book：斯特琉斯（EX）
身高：214.1cm
體重：131.8kg
特色 / 能力：執掌故事的梅基多
（替身演員：小森拓真、CV：古屋呂敏）
故事類型書籍裡的魔物所誕生出來的幹部等級怪人，作為具有豐富智謀的策略家。第6章初變身登場。有着小丑一般的脸，有双角额头刻了印章。
手持一本能吸收能量並儲存，也能用來封印聖劍的黑皮書；在戰鬥中揮舞著帶有鋸齒的雙刃長劍。
徒手製造黑暗能量箭發射攻擊；雙眼亦可投射出能使目標暫時失明的強大光線；從頭頂的兩根鹿角產生黃色能量卷鬚進行纏繞攻擊。
擁有能複製出兩體分身迷惑目標進行戰鬥和瞬間傳送的能力。
- 雷傑爾

原文： / LEGEIEL
Alter Ride Book：雷傑爾（EX）
身高：216.8cm
體重：114.3kg
特色 / 能力：執掌幻獸的梅基多
（替身演員：榮男樹、CV：高野海琉）
幻獸類型書籍裡的魔物所誕生出來的幹部等級怪人。第7章初變身登場。如同幻兽的混合体，戴着愤怒面具，身上有角和牙。
通過手上的大劍「Borhesed（ボルヘスド）」可以施展全元素能力，能產生冰塊、火球或各種大小的岩石並將其作為彈丸發射。
能夠進行長遠距離的強化跳躍，還可以反彈受到的任何力量形式的攻擊。
能操縱左肩上懸掛的白色圍巾進行進攻或防守的戰術。
- 雷傑爾·禁斷

原文： / LEGEIEL·FORBIDDEN
Alter Ride Book：雷傑爾（EX）
身高：216.8cm
體重：114.3kg
特色 / 能力：執掌幻獸的梅基多 / 超破壞力
（替身演員：榮男樹、CV：高野海琉）
透過斯特琉斯之手，使用禁斷之術加入新的書頁，獲得強大力量的雷傑爾的姿態。
燃起對聖刃的仇恨和復仇心，揮舞著愛劍「Borhesed（ボルヘスド）」。
- 茲歐斯

原文： / ZOOOUS
Alter Ride Book：茲歐斯（EX）
身高：204.0cm
體重：135.2kg
特色 / 能力：執掌生物的梅基多
（替身演員：寺本翔悟、CV：才川浩二）
生物類型書籍裡的魔物所誕生出來的幹部等級怪人。第5章初變身登場。有着蓝色花纹的白色身体，长满兽爪。
在戰鬥中用雙手的利爪進行強力攻擊，或揮舞著一對古埃及鐮狀劍。
能徒手製造藍色和黃色的火球發射攻擊，且能強化力量使其僅用一隻手臂便擋住聖劍。
能張開大嘴吞食目標，並擁有瞬間傳送的能力。
擁有強大的戰鬥適應力，每次的戰鬥後會更加強大，不會被同樣的方式擊敗第二次。
- 茲歐斯·掠食者

原文： / ZOOOUS·PREDATOR
Alter Ride Book：茲歐斯（EX）
身高：204.0cm
體重：135.2kg
特色 / 能力：執掌生物的梅基多
（替身演員：寺本翔悟、CV：才川浩二）
毫無保留的讓野性超越理性，君臨於食物鏈的頂端，成為絕對掠食者的茲歐斯最強姿態。
把肉體逼至極限後讓生存本能爆發，獲得了超常的力量和速度。

### 四賢神
- 賢神 斯巴達

原文： / 
身高：210.5cm
體重：138.6kg
特色 / 能力：力量 / 防御力 / 戰斧 / 大劍
- 賢神 海蘭達

原文： / 
身高：210.5cm
體重：112.1kg
特色 / 能力：特殊能力 / 大鐮
- 賢神 迪亞戈

原文： / 
身高：210.5cm
體重：80.3kg
特色 / 能力：超速度 / 雙手西洋劍
- 賢神 庫昂

原文： / 
身高：210.5cm
體重：98.7kg
特色 / 能力：反擊 / 二刀流

## 製作團隊
- 原作 - 石之森章太郎
- 導演 - 柴崎貴行
- 劇本 - 福田卓郎、長谷川圭一

## 播放列表
以下時間以當地時間（日本時間）為準：
| 日本首播                           | 台灣首播香港首播     | 集數          | 日文標題 | 中文標題               | 登場敵方怪人（CV）                                                              | 編劇       | 導演         |
| ---------------------------------- | -------------------- | ------------- | -------- | ---------------------- | ------------------------------------------------------------------------------- | ---------- | ------------ |
| 「維護世界秩序的劍士們」篇         |                      |               |          |                        |                                                                                 |            |              |
| 2020/09/06                         | 2022/06/192021/10/24 | 01            |          | 前言，有位炎之劍士。   | - 魔像梅基多（CV：白熊寛嗣）                                                    | 福田卓郎   | 柴崎貴行     |
| 2020/09/13                         | 2022/06/202021/10/31 | 02            |          |                        | - 螞蟻梅基多（CV：江越彬紀） - 螽斯梅基多（CV：江越彬紀）                       | 福田卓郎   | 柴崎貴行     |
| 2020/09/20                         | 2022/06/212021/11/07 | 03            |          |                        | - 魔像梅基多 - 大山椒魚梅基多（CV：間島淳司）                                   | 毛利亘宏   | 中澤祥次郎   |
| 2020/09/27                         | 2022/06/222021/11/14 | 04            |          |                        | - 迪札斯特（CV：內山昂輝） - 大山椒魚梅基多強化形態                             | 毛利亘宏   | 中澤祥次郎   |
| 2020/10/04                         | 2022/06/232021/11/21 | 05            |          |                        | - 迪札斯特 - 食人魚梅基多（CV：平川大輔） - 茲歐斯                              | 福田卓郎   | 上堀內佳壽也 |
| 2020/10/11                         | 2022/06/242021/11/28 | 06            |          |                        | - 迪札斯特 - 食人魚梅基多 - 食人魚梅基多♀（CV：森島亞梨紗） - 茲歐斯 - 斯特琉斯 | 福田卓郎   | 上堀內佳壽也 |
| 2020/10/18                         | 2022/06/252021/12/05 | 07            |          |                        | - 迪札斯特 - 美杜莎梅基多（CV：齊藤貴美子） - 茲歐斯 - 雷傑爾                   | 長谷川圭一 | 石田秀範     |
| 2020/10/25                         | 2022/06/262021/12/12 | 08            |          |                        | - 美杜莎梅基多 - 茲歐斯 - 雷傑爾                                                | 長谷川圭一 | 石田秀範     |
| 2020/11/08                         | 2022/06/272021/12/19 | 09            |          |                        | - 鴨梅基多（CV：關智一）                                                        | 毛利亘宏   | 坂本浩一     |
| 2020/11/15                         | 2022/06/282021/12/26 | 10            |          |                        | - 鴨梅基多（天鵝梅基多） - 斯特琉斯                                             | 毛利亘宏   | 坂本浩一     |
| 2020/11/22                         | 2022/06/292022/01/02 | 11            |          |                        | - 迪札斯特 - 茲歐斯 - 哥布林梅基多                                              | 長谷川圭一 | 中澤祥次郎   |
| 2020/11/29                         | 2022/06/302022/01/09 | 12            |          |                        | - 斯特琉斯 - 茲歐斯 - 哥布林梅基多                                              | 長谷川圭一 | 中澤祥次郎   |
| 2020/12/06                         | 2022/07/012022/01/16 | 13            |          |                        | - 哥布林梅基多                                                                  | 福田卓郎   | 石田秀範     |
| 2020/12/13                         | 2022/07/022022/01/23 | 14            |          |                        | - 迪札斯特 - 斯特琉斯 - 茲歐斯 - 雷傑爾                                         | 福田卓郎   | 石田秀範     |
| 2020/12/20                         | 2022/07/032022/01/30 | 15            |          |                        | - 迪札斯特 - 斯特琉斯 - 茲歐斯 - 雷傑爾                                         | 長谷川圭一 | 坂本浩一     |
| 「風波！真理之劍的背叛者」篇       |                      |               |          |                        |                                                                                 | 長谷川圭一 | 坂本浩一     |
| 2020/12/27                         | 2022/07/042022/02/06 | 16            |          |                        | - 雪人梅基多                                                                    | 長谷川圭一 | 坂本浩一     |
| 2021/01/10                         | 2022/07/052022/02/13 | 17            |          |                        | - 雪人梅基多（CV：羽多野渉） - 美杜莎梅基多 - 哥布林梅基多 - 雷傑爾             | 毛利亘宏   | 諸田敏       |
| 2021/01/17                         | 2022/07/062022/02/20 | 18            |          |                        | - 雪人梅基多 - 雷傑爾                                                           | 毛利亘宏   | 諸田敏       |
| 2021/01/24                         | 2022/07/072022/02/27 | 19            |          | 炎與光，劍與劍。       | - 國王梅基多（CV：緒方賢一） - 斯特琉斯                                         | 福田卓郎   | 石田秀範     |
| 2021/01/31                         | 2022/07/082022/03/06 | 20            |          |                        | - 國王梅基多 - 迪札斯特 - 斯特琉斯 - 雷傑爾                                     | 福田卓郎   | 石田秀範     |
| 2021/02/07                         | 2022/07/092022/03/13 | 21            |          |                        | - 卡律布狄斯梅基多 - 魔像梅基多 - 山椒魚梅基多 - 鴨梅基多                       | 長谷川圭一 | 杉原輝昭     |
| 2021/02/14                         | 2022/07/102022/03/20 | 22            |          |                        | - 卡律布狄斯梅基多 - 斯特琉斯                                                   | 長谷川圭一 | 杉原輝昭     |
| 2021/02/21                         | 2022/07/112022/03/27 | 23            |          |                        | - 斯特琉斯 - 茲歐斯 - 雷傑爾                                                    | 毛利亘宏   | 柴崎貴行     |
| 2021/02/28                         | 2022/07/122022/04/03 | 24            |          |                        | - 雷傑爾                                                                        | 毛利亘宏   | 柴崎貴行     |
| 2021/03/07                         | 2022/07/132022/04/10 | 25            |          |                        | -                                                                               | 福田卓郎   | 上堀內佳壽也 |
| 2021/03/14                         | 2022/07/142022/04/17 | 26            |          |                        | - 斯特琉斯 - 茲歐斯 - 雷傑爾                                                    | 福田卓郎   | 上堀內佳壽也 |
| 2021/03/21                         | 2022/07/152022/04/24 | 27            |          |                        | - 雷傑爾·禁斷                                                                   | 長谷川圭一 | 坂本浩一     |
| 2021/03/28                         | 2022/07/162022/05/01 | 28            |          |                        | - 迪札斯特 - 卡律布狄斯梅基多（CV：岩崎諒太）                                   | 長谷川圭一 | 坂本浩一     |
| 2021/04/04                         | 2022/07/172022/05/08 | 29            |          |                        | -                                                                               | 長谷川圭一 | 坂本浩一     |
| 2021/04/11                         | 2022/07/182022/05/15 | 30            |          |                        | - 迪札斯特 - 茲歐斯 - 貓梅基多（CV：朴璐美）                                    | 福田卓郎   | 石田秀範     |
| 2021/04/18                         | 2022/07/192022/05/22 | 31            |          |                        | - 茲歐斯 - 貓梅基多                                                             | 福田卓郎   | 石田秀範     |
| 2021/04/25                         | 2022/07/202022/05/29 | 32            |          |                        | - 茲歐斯·掠食者                                                                 | 内田裕基   | 杉原輝昭     |
| 「毀滅的未來與真理之主的野望」篇   |                      |               |          |                        |                                                                                 |            |              |
| 2021/05/02                         | 2022/07/212022/06/05 | 33            |          |                        | - 迪札斯特                                                                      | 内田裕基   | 杉原輝昭     |
| 2021/05/09                         | 2022/07/222022/06/12 | 34            |          |                        | -                                                                               | 長谷川圭一 | 諸田敏       |
| 2021/05/16                         | 2022/07/232022/06/19 | 35            |          |                        | - 迪札斯特                                                                      | 長谷川圭一 | 諸田敏       |
| 2021/05/23                         | 2022/07/242022/06/26 | 36            |          |                        | - 迪札斯特                                                                      | 毛利亘宏   | 柏木宏紀     |
| 2021/05/30                         | 2022/07/252022/07/03 | 37            |          |                        | - 迪札斯特                                                                      | 毛利亘宏   | 柏木宏紀     |
| 2021/06/06                         | 2022/07/262022/07/10 | 38            |          |                        | - 迪札斯特                                                                      | 內田裕基   | 柴崎貴行     |
| 2021/06/13                         | 2022/07/272022/07/17 | 39            |          |                        | - 迪札斯特 - 卡律布狄斯梅基多                                                   | 內田裕基   | 柴崎貴行     |
| 2021/06/20                         | 2022/07/282022/07/24 | 40            |          |                        | -                                                                               | 長谷川圭一 | 石田秀範     |
| 「拯救世界的英雄是文豪也是劍豪」篇 |                      |               |          |                        |                                                                                 |            |              |
| 2021/06/27                         | 2022/07/292022/07/31 | 41            |          |                        | - 迪札斯特 - 斯特琉斯 - 卡律布狄斯梅基多 - 卡律布狄斯·赫丘利                    | 長谷川圭一 | 石田秀範     |
| 2021/07/04                         | 2022/07/302022/08/07 | 42            |          |                        | - 迪札斯特                                                                      | 福田卓郎   | 上堀內佳壽也 |
| 2021/07/11                         | 2022/07/312022/08/14 | 43            |          |                        | - 迪札斯特 - 卡律布狄斯梅基多 - 卡律布狄斯·赫丘利                               | 福田卓郎   | 上堀內佳壽也 |
| 2021/07/18                         | -                    | SP1（特別章） |          | 界賊到來，交錯的世界。 | - 織女惡徒（CV：保志總一朗）                                                    | 毛利亘宏   | 諸田敏       |
| 2021/08/01                         | 2022/08/012022/08/21 | 44            |          |                        | - 賢神 斯巴達 - 賢神 海蘭達 - 賢神 迪亞戈 - 賢神 庫昂                           | 長谷川圭一 | 杉原輝昭     |
| 2021/08/08                         | 2022/08/022022/08/28 | 45            |          |                        | - 賢神 斯巴達 - 賢神 海蘭達 - 賢神 迪亞戈 - 賢神 庫昂                           | 長谷川圭一 | 杉原輝昭     |
| 2021/08/15                         | 2022/08/032022/09/04 | 46            |          |                        | - 賢神 海蘭達 - 賢神 迪亞戈 - 賢神 庫昂                                         | 長谷川圭一 | 石田秀範     |
| 2021/08/22                         | 2022/08/042022/09/11 | 47（最終章）  |          |                        | - 賢神 庫昂                                                                     | 長谷川圭一 | 石田秀範     |
| 2021/08/29                         | 2022/08/052022/09/18 | SP2（增刊號） |          |                        | - 蝗蟲・死囚                                                                    | 內田裕基   | 石田秀範     |

## 音樂

### 片頭曲
「 ALMIGHTY～仮面の約束 feat.川上洋平 」 
- 演唱：川上洋平
- 演奏：東京斯卡樂園
- 作曲：川上毅
- 作詞：谷中敦

### 片尾曲
「 仮面ライダーセイバー 」
- 演唱：茂木欣一
- 作曲：加藤隆志
- 作詞：谷中敦
- 編曲：東京斯卡樂園
- 舞蹈：TAKAHIRO

### 插曲
「 Rewrite the story 」 （第38章－第40章）
- 演唱：内藤秀一郎、山口貴也、青木瞭
- 作詞：藤林聖子
- 作曲：tatsuo

「 Will save us 」（第43章）
- 演唱：川津明日香
- 作詞：渡部紫緒、上堀内佳寿也
- 作曲：

「 The story never ends 」（第44章）
- 演唱：知念里奈
- 作詞：藤林聖子
- 作曲：山下康介

「 Timeless Story 」（第45章、第47章（最終章））
- 演唱：
- 作詞：瀧尾沙
- 作曲：山下康介

「 BOOK OF POWER 」（第45章）
- 演唱：小林正典(WAЯROCK)
- 作詞：藤林聖子
- 作曲：tatsuo

「 ABC Song ～えいごでメギド～ 」（短篇活動萬畫集）
- 演唱：古屋呂敏、高野海琉、才川浩二

「 Rock Scissors Paper 」（短篇活動萬畫集）
- 演唱：古屋呂敏、高野海琉、才川浩二

## 其他相關媒體

### 劇場版
- （2020年12月18日上映)[13]
- 《假面騎士聖刃 + 機界戰隊全開者 超級英雄戰記》（2021年7月22日上映）
- 《假面騎士Beyond Generations》（2021年12月17日上映）

### 超戰鬥DVD
- 《集結！英雄！爆誕戰龍TV君》


月刊雜誌《てれびくん》2021年5月號付錄的特別篇DVD。

### 網路劇
- 《假面騎士JEANNE&假面騎士AGUILERA with Girls Remix》


神代玲花/假面騎士Sabela登場。
- 《假面騎士MAJADE with Girls Remix》

（原題：《仮面マジェード with ガールズリミックス》
神代玲花/假面騎士Sabela、蘇菲亞登場。
- 《假面騎士Outsiders》


緋道蓮/假面騎士劍斬、迪札斯特 / 假面騎士Desast登場。

### 電視劇集
- 《機界戰隊全開者》

第20界，假面騎士Durendal/神代凌牙、假面騎士Sabela/神代玲花登場。

### 映像商品

#### 外傳
- 《劍士列傳》


假面騎士系列首部穿插於本篇劇情（放送連動型）的外傳。全4話。6月9日發行Blu-ray和DVD。
該故事描述隸屬於『Sword of Logos』的五名劍士（Blades、Espada、Buster、劍斬、Slash）各自的故事。
| 話數 | 本篇對應章數 | 日文原文標題 | 中文標題                            | 登場角色                   | 放送時間       |
| 1    | 8.5          |              | an episode of 假面騎士Slash＆Buster | 大秦寺哲雄 尾上亮 迪札斯特 | 2020年 11月8日 |
| 2    | 9            |              | an episode of 假面騎士劍斬          | 緋道蓮 尾上亮 迪札斯特     | 11月22日       |
| 3    | 13章前後     |              | an episode of 假面騎士Espada        | 富加宮賢人                 | 12月6日        |
| 4    | 15.5         |              | an episode of 假面騎士Blades        | 新堂倫太郎 須藤芽依        | 12月20日       |

- 《真理之劍傳奇》

 / Sword of Logos Saga
本作的前傳兼番外篇，分前篇和後篇。
前篇限定收錄於《Blu-ray COLLECTION 1》附帶特典，該故事描述15年前的異變，另外此劇中前任的雷與風之劍士（分別是新閃恭一郎和鏡天彌）亦登場。
後篇限定收錄於《Blu-ray COLLECTION 2》附帶特典，主要描述富加宮賢人被關入黑暗空間，成為假面騎士Calibur後的故事。
- 《TTFC產地直銷劇場》



| 配信時間        | 章回數 | 日文原文標題 | 中文標題                   | 登場來賓   |
| 2020年 12月27日 | 第1幕  |              | 聖刃與破碎霧心，實事求是。 | 中崎絵梨奈 |
| 2021年 6月13日  | 第2幕  |              | 拯救大家，聖刃與Blades。   | 真島なおみ |
| 2021年 11月7日  | 第3幕  |              | 聖刃VS影月，然後…。        |            |

- 《假面騎士聖刃×Ghost》

 / Kamen Rider Saber × Ghost
為本作和《假面騎士Ghost》的聯動外傳。
- 《假面騎士Specter×Blades》

 / Kamen Rider Specter × Blades
為本作和《假面騎士Ghost》的第二部聯動外傳，也是《假面騎士聖刃×Ghost》的續篇。
- 《假面騎士聖刃外傳 假面騎士Sabela&假面騎士Durendal》


東映與TTFC合製的第三部外傳劇集，於2022年11月20日首播。
本作的外傳作品，時間點位於本篇最終章的一年後，以神代玲花 / 假面騎士Sabela和神代凌牙 / 假面騎士Durendal作為主角的故事。

#### OV作品
- 《假面騎士聖刃 深罪的三重奏》


本作為令和假面騎士系列的第二套騎士OV作品，為本作的續篇，延續TV本篇最終章8年後的故事。
2022年1月28日期間限定劇場上映，預定同年5月11日Blu-ray及DVD發行。

#### 網路電影
- 《假面騎士聖刃變身講座》


官方配信的變身講解動畫。
| 日文原文標題 | 中文標題         | 登場的假面騎士型態                                                  | 放送時間        |
|              | 假面騎士聖刃篇   | Brave Dragon 勇猛戰龍 Dragon Eagle 戰龍獵鷹 Crimson Dragon 深紅戰龍 | 2020年 11月11日 |
|              | 假面騎士Blades篇 | Lion Senki 雄獅戰記 Fantastic Lion 幻想般的獅子                     | 2020年 11月11日 |
|              | 假面騎士Espada篇 | Lamp Do Alangina 艾倫吉納的神燈 Golden Alangina 黃金艾倫吉納        | 11月14日        |

- 《假面騎士聖刃 7大騎士變身！必殺！特別増刊號！》


官方配信的劍士們的介紹動畫。
| 日本原文標題       | 中文標題  | 放送時間        |
| ------------------ | --------- | --------------- |
| スペシャルムービー | 特別影片  | 2020年 11月21日 |
| エスパーダ編       | Espada篇  | 12月4日         |
| 剣斬編             | 劍斬篇    | 12月4日         |
| ブレイズ編         | Blades篇  | 12月4日         |
| バスター編         | Buster篇  | 12月4日         |
| セイバー編         | 聖刃篇    | 12月4日         |
| スラッシュ編       | Slash篇   | 12月4日         |
| カリバー編         | Calibur篇 | 12月4日         |

- 《2分鐘1話的理解『假面騎士聖刃』摘要》


官方配信的摘要動畫。
| 日文原文標題 | 中文標題                                             | 放送時間        |
|              | 2分鐘1話的理解『假面騎士聖刃』摘要（第1章～第5章）   | 2020年 12月16日 |
|              | 2分鐘1話的理解『假面騎士聖刃』摘要（第6章～第10章）  | 12月20日        |
|              | 2分鐘1話的理解『假面騎士聖刃』摘要（第11章～第15章） | 12月27日        |

#### 短篇動畫
- 《別冊 假面騎士聖刃 短篇活動萬畫集》


| 集數 | 日文原文標題 | 中文標題                                   | 登場角色                   | 放送時間                                 |
| 1    |              | 在正式跳舞，之前。                         | 飛羽真 芽依 倫太郎         | 2020年 11月8日（先行配信） 2021年 2月1日 |
| 2    |              | 石頭，剪刀，布。                           | 斯特琉斯 雷傑爾 茲歐斯     | 2021年 3月7日                            |
| 3    |              | 拯救蘇菲亞，電流BiliBili脫出遊戲～前篇～。 | 蘇菲亞 賢人 尾上 蓮 大秦寺 | 2021年 3月28日                           |
| 4    |              | 拯救蘇菲亞，電流BiliBili脫出遊戲～後篇～。 | 蘇菲亞 賢人 尾上 蓮 大秦寺 | 2021年 5月2日                            |
| 5    |              | Le・Grand，Supermarché。                   | 尤里 流蘇                  | 2021年 6月6日                            |
| 6    |              | 2021年，全部給你看！NG大賞。               | 神代凌牙 神代玲花          | 2021年 8月29日                           |

#### 網路漫畫
- 《別冊 假面騎士聖刃 萬畫 假面騎士Buster》


本作的外傳漫畫，以假面騎士Buster的變身者尾上亮為主角，並講述他高中時期的故事，分『青春篇』（2000年2月）和『育兒篇』（2011-2013年）。
劇本：金子香緒里
漫畫：久間月慧太郎

#### 網路電台
- 《RADIO OF LOGOS》


本作續篇作品《假面騎士聖刃 深罪的三重奏》的衍生廣播節目，於東映特撮Fan Club線上播出，於2022年1月28日至5月13日，每週五播出一次，共15章。

## 超級英雄時間相關條目
- 2020秋《魔進戰隊煌輝者》（第22-45集）
- 2021春《機界戰隊全開者》（第1-25集）

## 海外播放

### 香港
香港由香港電視娛樂購入播映權，並將此作譯名為《幪面超人聖刃》。ViuTV於2021年10月24日至2022年9月18日期間每週日上午11時雙語廣播粵語配音版及日語版，粵語配音版配上中文字幕後進行網上直播，提供約7日節目重溫。此作是香港電視娛樂第四部播放的作品，同時點播網站StarNext也於每集首播後上架。
| 香港 ViuTV 星期日 11:00-11:30                                               | 香港 ViuTV 星期日 11:00-11:30                                                                         | 香港 ViuTV 星期日 11:00-11:30 |
| --------------------------------------------------------------------------- | --- | ----------------------------- |
|                                                                             | （2021年10月24日 - 2022年9月18日）                                                                    |                               |
| （2020年9月6日 - 2021年7月18日） 職業訓練所 （星期日） 建築 我城 （星期日） | （2022年9月25日 - 2023年9月3日） （2023年9月10日－2023年10月22日） （2023年10月29日 - 2024年8月25日） |                               |

### 台灣
台灣由木棉花國際代理。2022年1月28日至同年4月15日期間於中華電信MOD和Hami Video上架，每週五深夜12時發佈四集，5月20日於巴哈姆特動畫瘋全集一次上架，6月19日起於YouTube上架，每天發佈一集。
| 台灣 霹靂電視台 星期一至星期五 23:00-23:30 | 台灣 霹靂電視台 星期一至星期五 23:00-23:30 | 台灣 霹靂電視台 星期一至星期五 23:00-23:30 |
| ------------------------------------------ | ------------------------------------------ | ------------------------------------------ |
|                                            | （2022年10月04日﹣2022年12月08日）         |                                            |
|                                            | —                                          |                                            |

## 外部連結
- 《假面騎士聖刃》朝日官網 （日語）
- 《假面騎士聖刃》東映官網 （日語）
- 假面騎士聖刃的X（前Twitter）